# Palavas-les-Flots
Palavas-les-Flots (prononcer [palavas le flo] ; en occitan Palavàs [pa.la.'βas]) est une commune française située dans l'est du département de l'Hérault, en région Occitanie, dans le sud-est de la France.
Il s'agit d'une commune urbaine et littorale qui compte 6 007 habitants en 2022, après avoir connu une forte hausse de la population depuis 1962. Elle est dans l'unité urbaine de Palavas-les-Flots et fait partie de l'aire d'attraction de Montpellier.
Exposée à un climat méditerranéen, elle est drainée par le Lez et par le canal du Rhône à Sète. La commune possède un patrimoine naturel remarquable : deux sites Natura 2000 (les « étangs palavasiens » et les « étangs palavasiens et étang de l'Estagnol »), trois espaces protégés (l'« étang du Grec », l'« étang du Méjean » et les « étangs Palavasiens ») et six zones naturelles d'intérêt écologique, faunistique et floristique.
Créée en 1850 à la suite d'un démembrement du territoire de ses communes voisines, cette petite ville méditerranéenne située sur le littoral du golfe du Lion et de son annexe, le golfe d'Aigues-Mortes, est, depuis son origine, un modeste port de pêche positionné à l'embouchure du fleuve languedocien le Lez.
Cette commune devint, au fil du temps, la principale station balnéaire fréquentée par les Héraultais de l'arrière-pays, en raison de sa proximité avec l'agglomération montpelliéraine. Cette spécificité lui apporta son épithète « les-Flots » en 1928. La ville accueille une population permanente de 5 977 habitants en 2017 mais, en sa qualité de station de villégiature, elle peut accueillir, en tenant compte des résidences secondaires et de l'hébergement hôtelier, notamment durant la période estivale, jusqu'à près de 40 000 personnes de façon non permanente.
Palavas-les-Flots est membre de la communauté d'agglomération du Pays de l'Or depuis le 1er janvier 2005 et elle est rattachée au canton de Mauguio depuis 2015 (auparavant rattachée au canton de Lattes) et ses habitants se dénomment les Palavasiens.

## Géographie

### Localisation

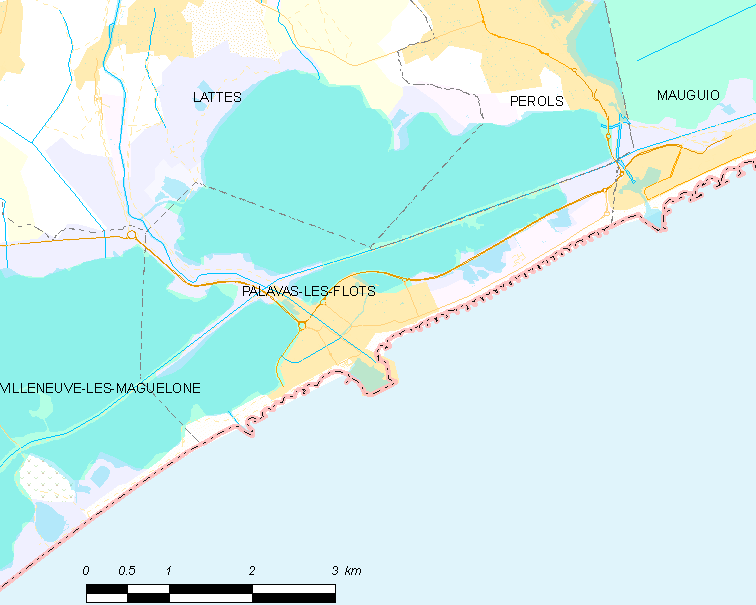
Carte du territoire communal.

Palavas-les-Flots est une station balnéaire du sud-est de la France, située sur la côte d'Améthyste, située à environ 6 km à vol d'oiseau au sud de Montpellier et à 10 km par la voie rapide RD 586. Le territoire communal est implanté en bordure du golfe d'Aigues-Mortes, secteur septentrional du golfe du Lion, qui est, lui-même, une partie de la mer Méditerranée.
La partie émergée du territoire est composée de cordons dunaires séparant deux étangs (de l'Arnel à l'ouest et du Méjean à l'est) et la mer.
L'agglomération principale, marquée par la présence de l'église et de la rue piétonne, se situe au débouché d'un fleuve côtier héraultais, le Lez, au croisement de celui-ci avec le canal du Rhône à Sète qui relie le Rhône à l'étang de Thau. Vers l'est, la ville se prolonge le long de l'avenue Saint-Maurice, jusqu'à la commune de Mauguio et sa station balnéaire de Carnon-Plage et, vers l'ouest, en direction de Villeneuve-lès-Maguelone et de Frontignan. De ce côté, son étalement est nettement plus étroit du fait de la présence d'un champ de tir militaire et des installations de recherche et développement de l'Ifremer.

### Description

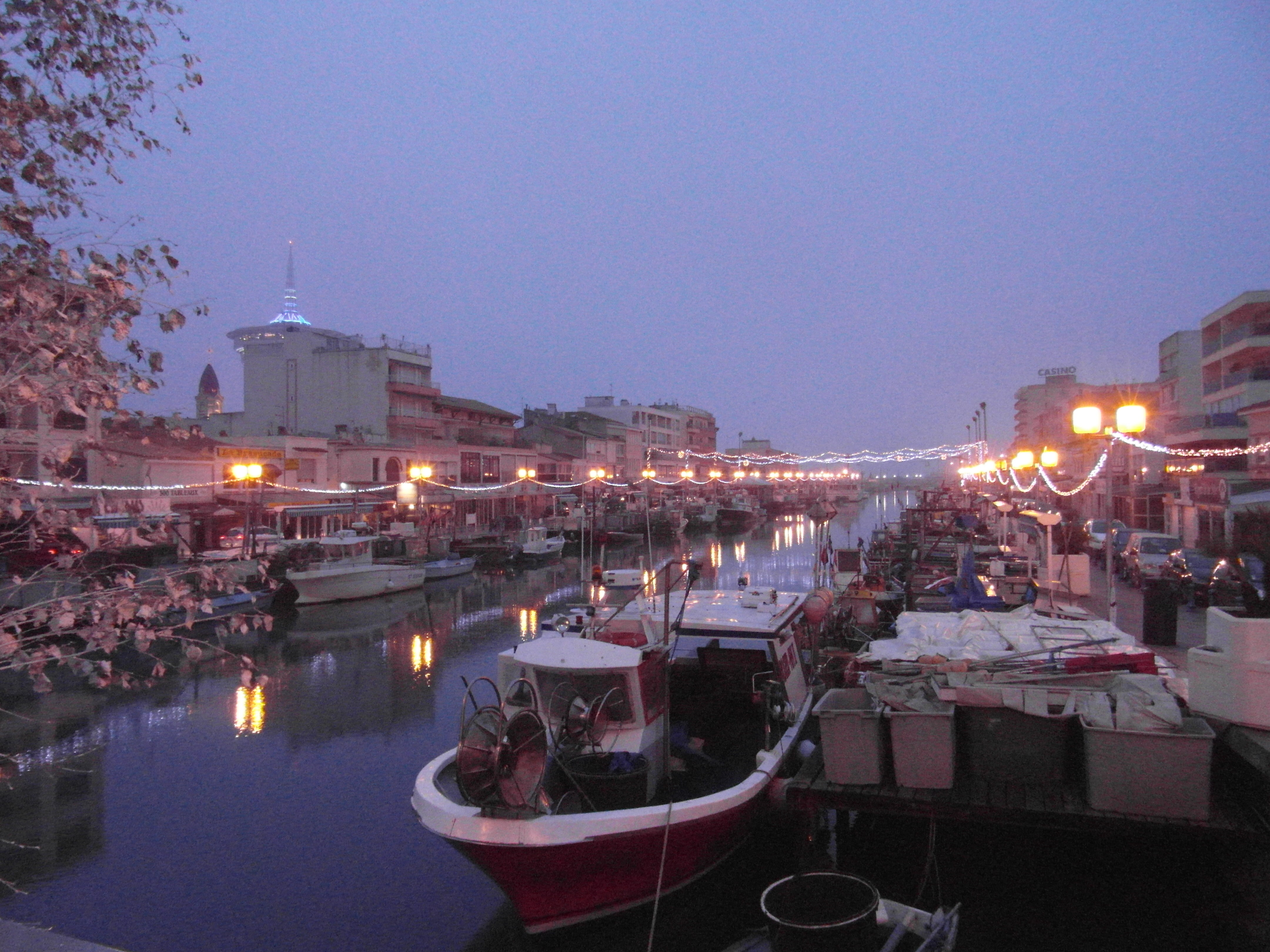
Le port de Palavas en janvier 2016.

Palavas-les-Flots bénéficie du triple statut de port de pêche, de station balnéaire et, en raison de sa proximité avec la ville de Montpellier, de commune de banlieue.
Le territoire communal, assez exigu, est entièrement situé sur une partie du cordon littoral languedocien et présente un noyau central très densément urbanisé, composé essentiellement de petits immeubles et de villas. La commune est, en outre, partagée en deux parties distinctes, mais inégales en superficie par le cours du Lez, fleuve côtier qui se jette dans la Méditerranée au niveau du port. Le territoire communal est également délimité, dans sa partie nord, par le canal du Rhône à Sète et, au sud, par de grandes étendues sablonneuses appartenant au littoral du golfe d'Aigues-Mortes, lui-même appartenant à un espace maritime plus vaste, le golfe du Lion.
L'ensemble du territoire est quasiment plat et ne possède donc aucun type de relief remarquable, ni éminence de nature artificielle. Seul émerge de cet horizon local l'ancien château d'eau reconverti en tour panoramique à vocation touristique. Palavas-les-Flots présente donc aujourd'hui tous les atouts et les particularités d'une station balnéaire typique de ce secteur de la côte languedocienne.

### Géologie
Le territoire de la commune de Palavas-les-Flots est entièrement situé sur un cordon littoral datant de l'époque holocène. La partie de la côte (secteur occidental) la moins construite est la mieux conservée, mais il faut aller à la limite du territoire de Villeneuve-lès-Maguelone pour découvrir le secteur le plus préservé. Le sédiment de plage le plus apparent est un sable de granulométrie moyenne et les sédiments meubles sont d’origine ancienne principalement rhodanienne.
À la suite d'investigations menées par le DRASSM en 2018 et 2019, des vestiges d'arbres ont été repérés sous la mer, à environ un kilomètre du cordon littoral actuel, entre Palavas-les-Flots et Carnon  et témoignent d'une époque (estimée à 8000 ans) durant laquelle le niveau marin était situé dix mètres plus bas.

### Hydrographie

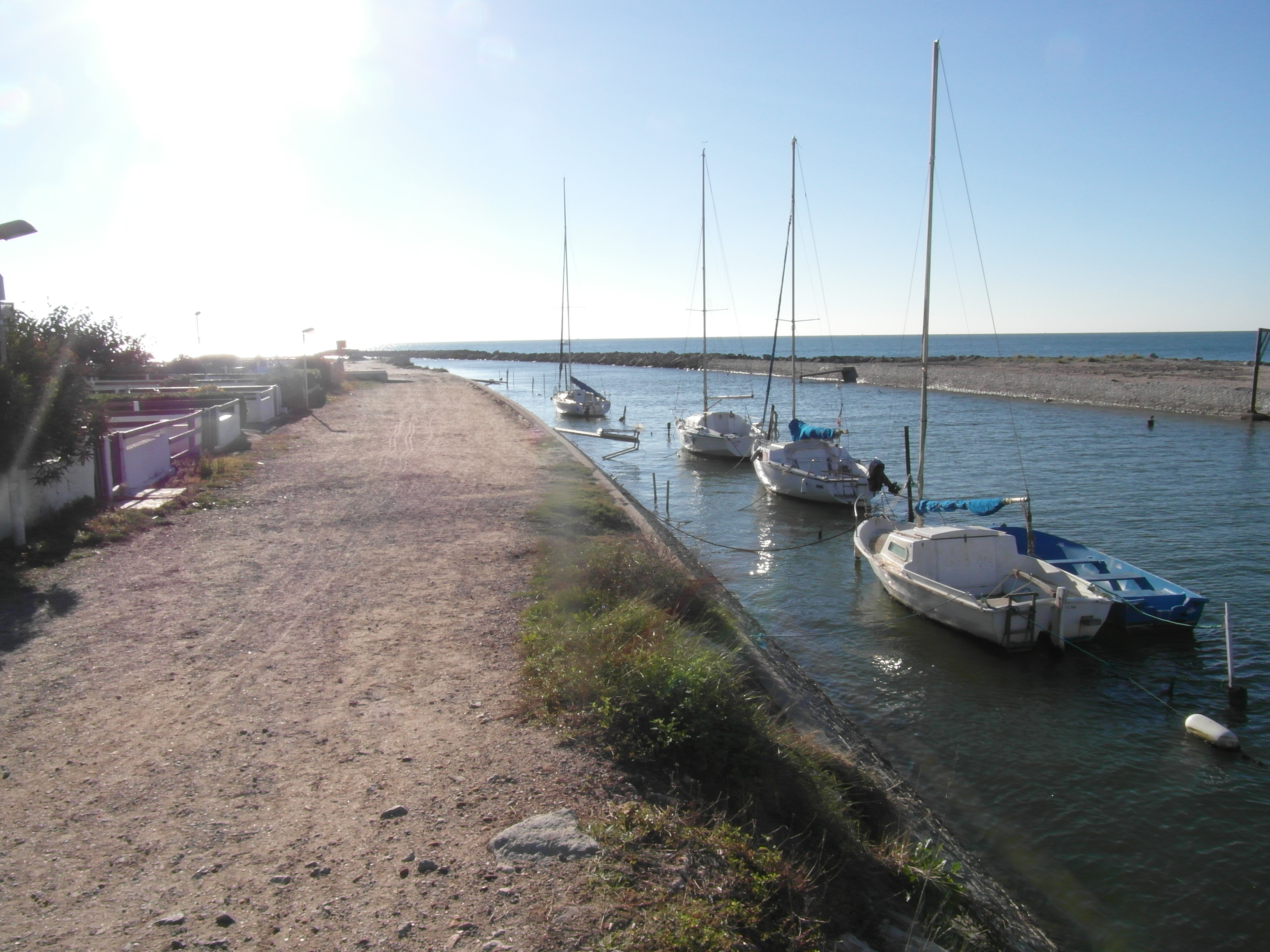
Le Grau du Prevost en 2016.

Le territoire de la commune, situé entre deux étangs et la mer, compte deux voies d'eau, un chenal et un fleuve, toutes les deux navigables.
- Le Grau du Prévost

Le terme « grau » est un mot d'origine occitane qui signifie « estuaire », ou « chenal », dérivé du latin « gradus ». Le Grau du Prévost est un court chenal qui relie l'étang du Prévost au golfe du Lion ; celui-ci est franchi par un pont, au faible tirant d'air, situé non loin des locaux de l'Ifremer, à l'ouest du territoire communal.
- Le Lez

Le Lez est un fleuve côtier dont la longueur est de 29,5 km. Ce cours d'eau traverse la commune, la séparant en deux quartiers distincts dénommés « rive droite » et « rive gauche ». Il présente le plus souvent un débit et un aspect calme, mais il est susceptible de fortes et rapides crues lors d'épisodes appelés « orages cévenols » lorsqu’il se retrouve grossi des fortes pluies d'automne ou de printemps. Ces crues ont été localement appelées « lézades ».

### Climat
Pour un article plus général, voir Climat de l'Hérault.
Palavas-les-Flots est une commune située sur le littoral méditerranéen dans le Sud de la France. Son territoire est donc sous l'influence du climat méditerranéen. Il en résulte des jours de précipitations assez peu nombreux, mais des averses parfois violentes dénommées épisodes cévenols. Les hivers sont plutôt doux et humides, et les étés sont chauds et secs, cependant, la présence de la mer favorise l'installation de la brise marine qui tempère les excès thermiques.
L'Hérault est moins venté que les autres départements du Golfe du Lion, mais le mistral et la tramontane peuvent y souffler de façon suffisante pour dégager le ciel des entrées maritimes et faire profiter d'un ensoleillement largement supérieur à la moyenne nationale.
Les vents marins, c'est-à-dire en provenance de la mer, souvent dénommés « vent d'autan » soufflent à l'opposé de la tramontane,.

#### Relevés annuels de 2014 et 2023
| Mois                              | jan. | fév. | mars | avril | mai  | juin | jui. | août | sep. | oct. | nov. | déc. |
| --------------------------------- | ---- | ---- | ---- | ----- | ---- | ---- | ---- | ---- | ---- | ---- | ---- | ---- |
| Température minimale moyenne (°C) | 6,3  | 6    | 6,2  | 10,8  | 12,6 | 17,3 | 19,1 | 17,9 | 16,4 | 14,6 | 10,5 | 5,1  |
| Température maximale moyenne (°C) | 12,8 | 13,9 | 17,6 | 20,9  | 22,4 | 27,8 | 28,3 | 28,2 | 26,2 | 23,1 | 17,5 | 13,1 |

| Mois                              | jan. | fév. | mars | avril | mai  | juin | jui. | août | sep. | oct. | nov. | déc. |
| --------------------------------- | ---- | ---- | ---- | ----- | ---- | ---- | ---- | ---- | ---- | ---- | ---- | ---- |
| Température minimale moyenne (°C) | 3,6  | 2,2  | 6,8  | 9,1   | 13,4 | 18,7 | 20,7 | 19,5 | 16,5 | 14,1 | 7,1  | 4,5  |
| Température maximale moyenne (°C) | 12,9 | 13,9 | 16,9 | 19,9  | 24   | 28,6 | 30,9 | 29,7 | 27,6 | 23,6 | 17,5 | 14,9 |

### Voies de communication

#### Le réseau routier

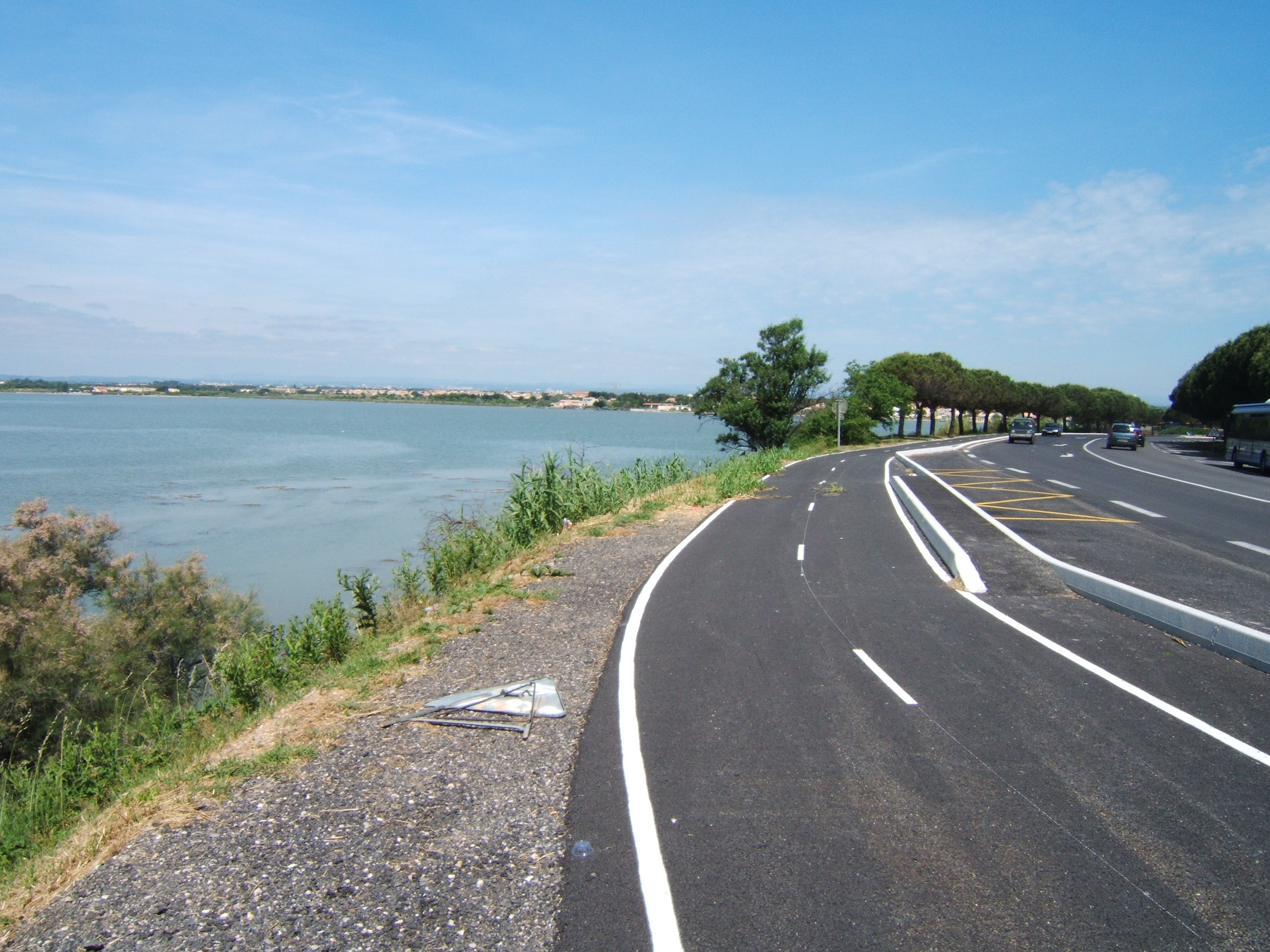
Voie de contournement (RD62) au nord de Palavas.

Resserré entre les étangs et la mer, le territoire communal est desservi par un réseau routier restreint, mais bien adapté aux différents types de circulation.

##### Autoroute et voie rapide
Le centre de Palavas-les-Flots est relié à l'A9 par sa nouvelle bretelle dénommée l'A709 et sa sortie no 30 (Montpellier-Sud) par l'intermédiaire de la voie express D 986.
Cette route a été aménagée, depuis cette sortie autoroutière, en 2×2 voies entre Montpellier et Palavas-les-Flots. Il s'agit, en fait, d'une ancienne route nationale qui reliait directement Palavas à Balsièges avant son déclassement en route départementale en 1972.
| A709               | Sens Baillargues - Saint-Jean-de-Védas                 | Sens Saint-Jean-de-Védas - Baillargues                 |
| ------------------ | ------------------------------------------------------ | ------------------------------------------------------ |
| 30 Montpellier Sud | Montpellier-sud, Palavas-les-Flots, Lattes, par RD 986 | Montpellier-sud, Palavas-les-Flots, Lattes, par RD 986 |

##### Autres routes
La commune de Palavas est également reliée aux stations de Carnon-plage et de La Grande-Motte par la route départementale 62 (RD62), rocade qui sert de déviation à l'avenue Saint-Maurice à Palavas en 2x1 voie depuis 2009 afin de contourner le centre-ville, puis qui longe le littoral du Golfe du Lion jusqu'au Grau-du-Roi en 2×2 voies.

#### Les pistes cyclables
Une piste cyclable reliant les territoires de Lattes à Palavas-les-Flots a été aménagée sur l'ancien trajet du Petit Train.
Palavas possède deux pistes cyclables qui permettent de créer un accès direct au quartier « Prés d'Arènes » de Montpellier, d'un côté, et à Lattes/Pérols et Port Marianne de l'autre. La première est la plus ancienne : elle traverse le pont des Quatre Vents et permet de découvrir l'étang de l'Arnel. La seconde piste cyclable, récemment construite, utilise l'ancienne route de l'étang du Grec. Celle-ci est la plus fréquentée par les usagers et les touristes en provenance de Montpellier, un grand nombre d'entre eux se déplaçant à bicyclette en utilisant le service de prêt de vélos en libre-service Vélomagg' de Montpellier Méditerranée Métropole.

### Modes de transport

#### Transports en commun
La commune est desservie par la ligne 1 du réseau urbain Transp'Or reliant Palavas à Pérols et par la ligne régionale 631 des lignes intermodales d'Occitanie (LiO) reliant Palavas à Montpellier.

#### Transport par câble (Transcanal)
Le Transcanal est un petit « téléporté » (ou télésiège) construit et installé en 1977 par la société dauphinoise Poma équipant le bord de mer de la station balnéaire. Cette installation a été rénovée en 2005 par Halec (société également dauphinoise) et présente plusieurs particularités : la première étant celle d'être située en bord de mer, à proximité immédiate de deux plages. La seconde étant d'avoir remplacé, dans les années 1970, un bac à traille qui permettait déjà, dans les années 1930, de traverser le Lez canalisé et de réunir directement les deux rives du côté des plages.
En 2016, le Transcanal, surnommé localement le « Mickey » compte deux pylônes (un sur chaque rive) et est équipé de 12 sièges de deux places permettant ainsi de transporter un maximum de 24 passagers simultanément, sans aucun dénivelé (si on excepte le déport exercé par les deux pylônes), le temps de trajet étant inférieur à 3 minutes. Avec une clientèle locale et touristique, le Transcanal déplace entre 500 et 1 000 personnes par jour lors de grandes affluences. Quelques banquettes suspendues ont été remplacées par des nacelles fermées afin de transporter des bagages, sacs de courses ou animaux.

Vues sur le transcanal de Palavas-les-flots.
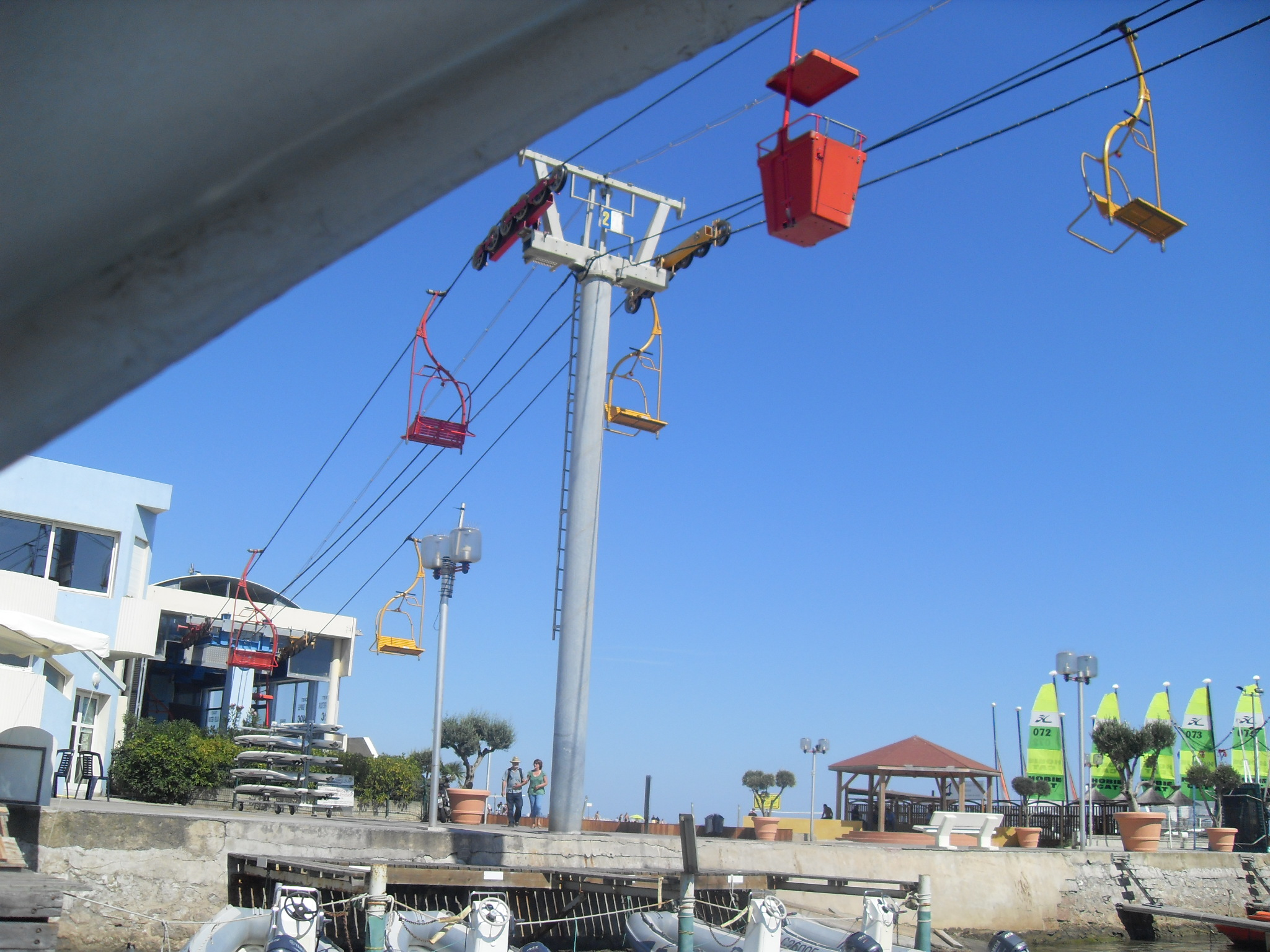
Transcanal, vue depuis la gare rive gauche.
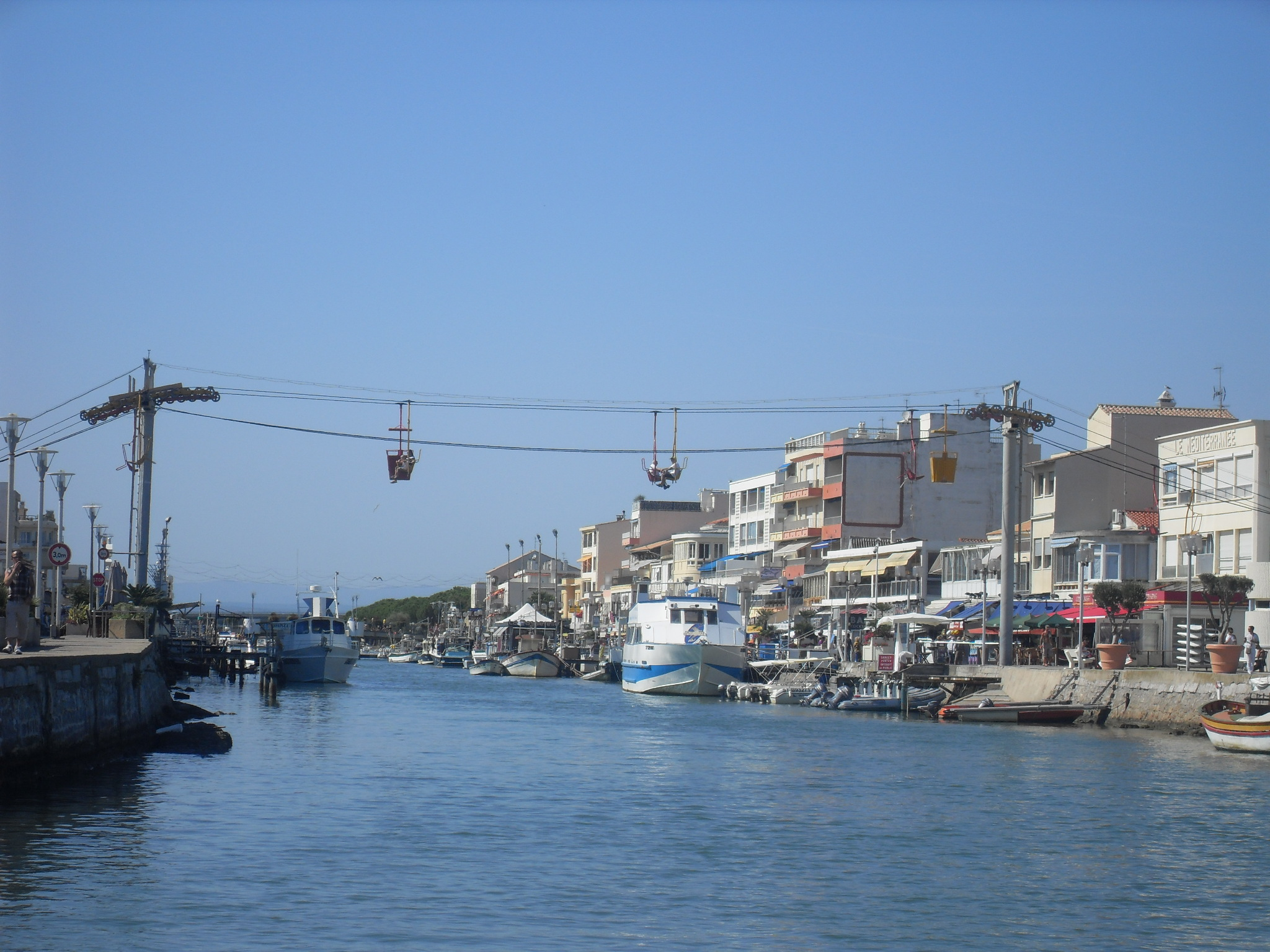
Transcanal, vue depuis le centre-ville.
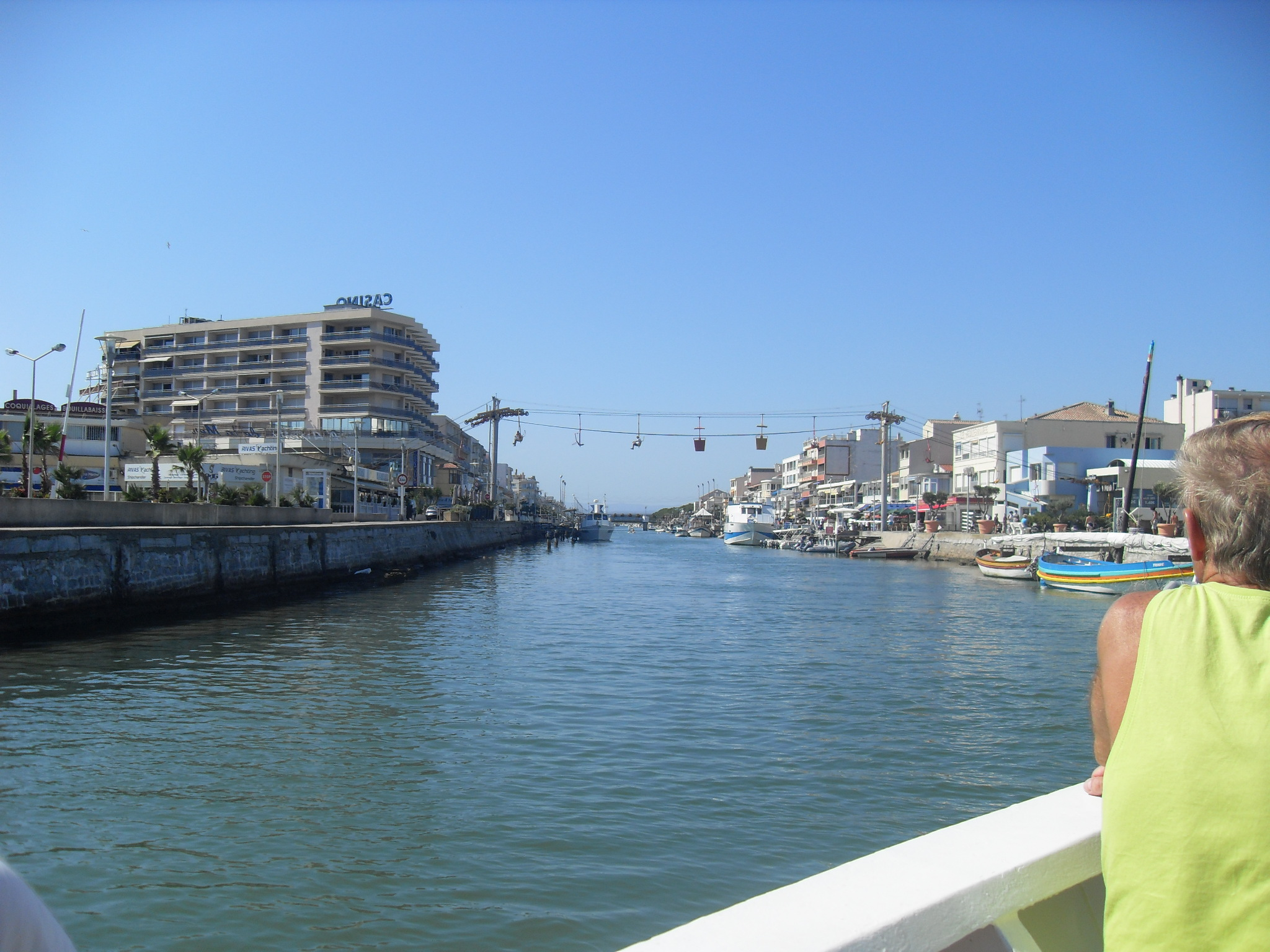
Transcanal, vue depuis le canal du Lez.
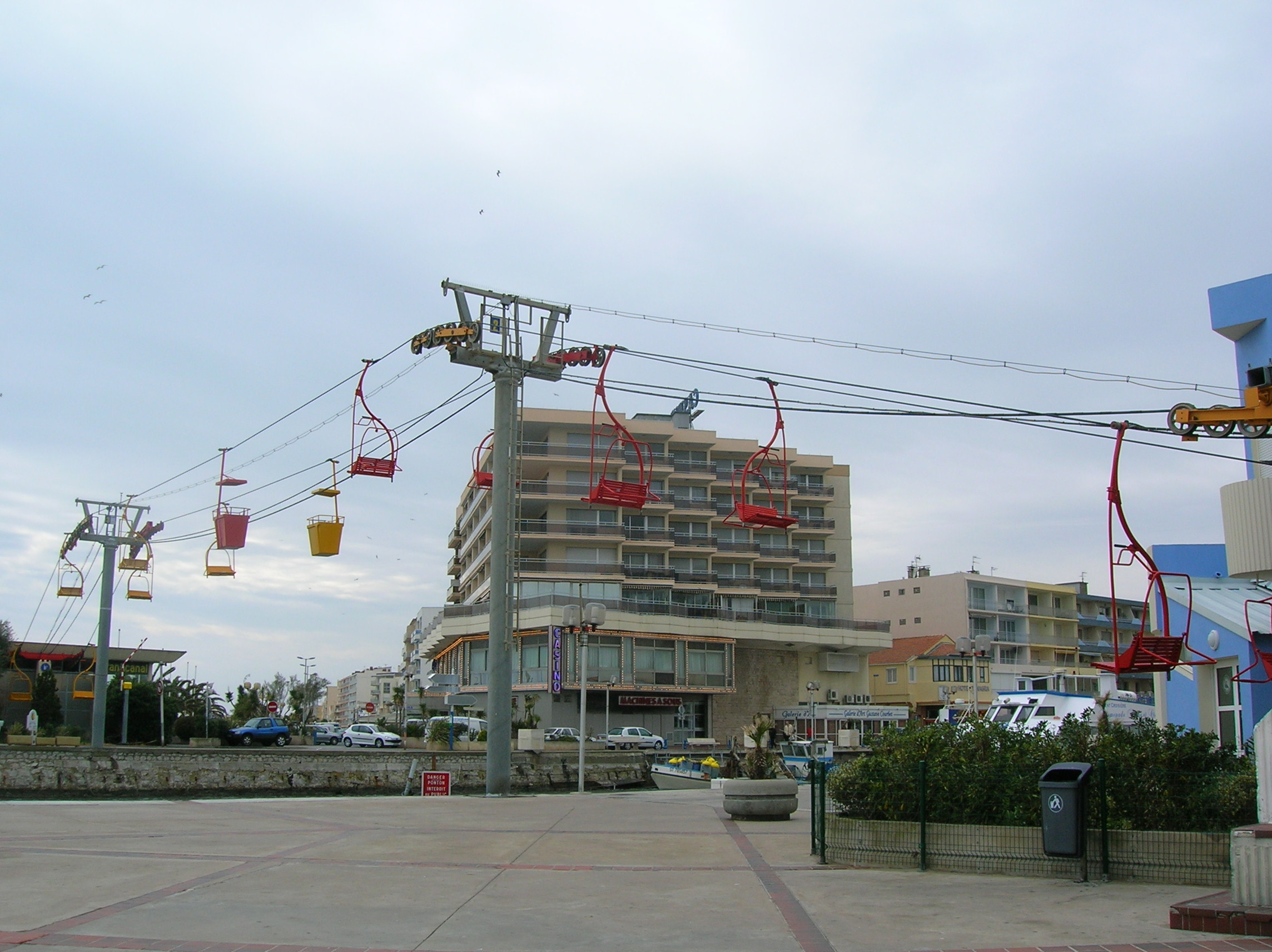
Transcanal depuis la rive gauche.
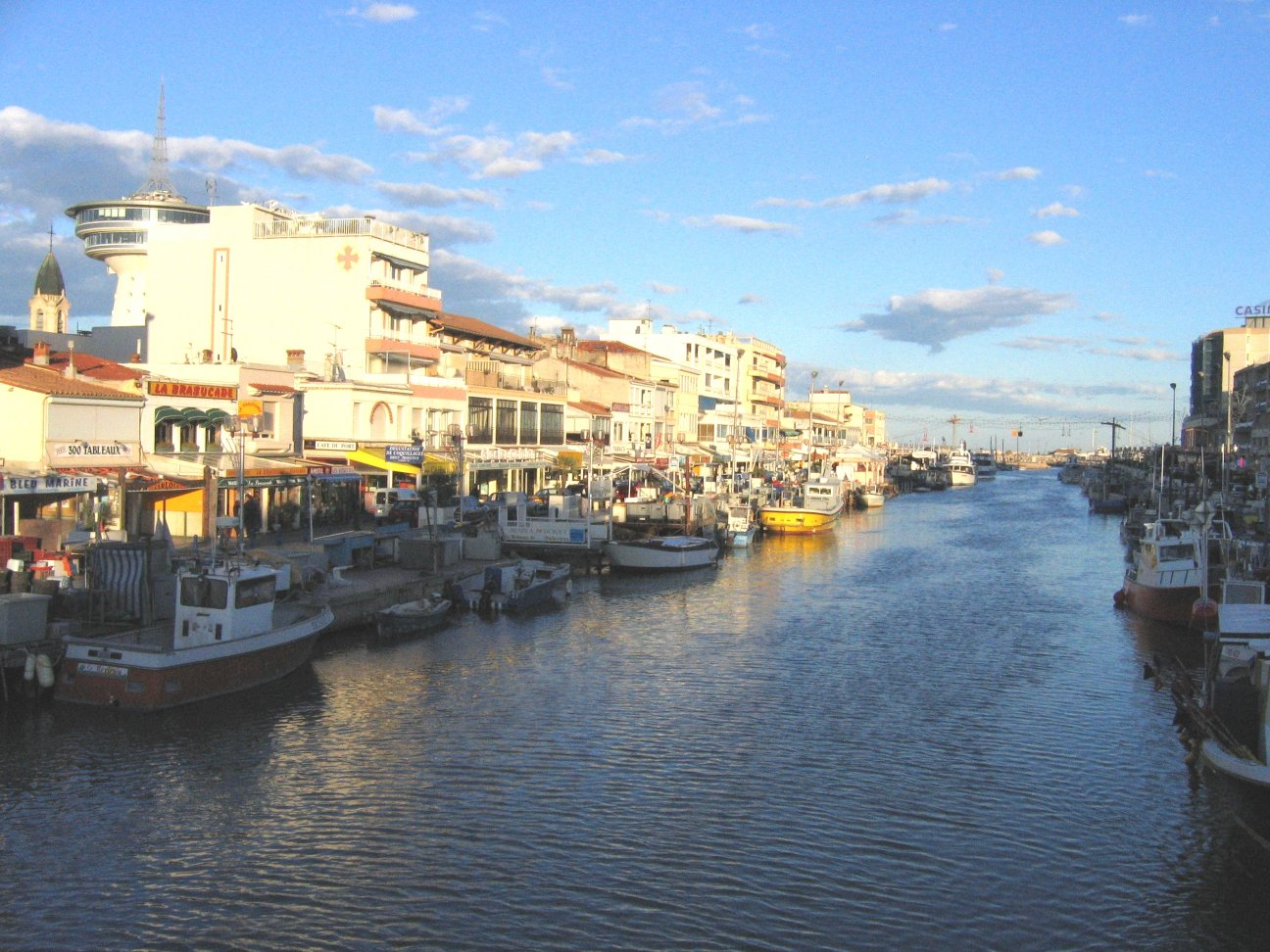
Transcanal depuis le pont sur le Lez.

#### Autres modes de transport
- La gare ferroviaire la plus proche de la commune est la gare de Montpellier-Sud-de-France, située à environ 6 km du centre de la station.
- L'aéroport le plus proche est l'aéroport de Montpellier-Méditerranée, situé à environ 6 km. La proximité de celui-ci permet d'observer les manœuvres de décollage et d'atterrissage des avions depuis les bords de l'étang du Méjean et du canal de Rhône à Sète, au niveau du territoire communal.

#### Anciens mode de transport
Le « petit Train de Palavas » circula entre Montpellier et Palavas-les-Flots, du 6 mai 1872 au 31 octobre 1968.

## Urbanisme

### Typologie
Au 1er janvier 2024, Palavas-les-Flots est catégorisée ceinture urbaine, selon la nouvelle grille communale de densité à sept niveaux définie par l'Insee en 2022.
Elle appartient à l'unité urbaine de Palavas-les-Flots, une unité urbaine monocommunale constituant une ville isolée,. Par ailleurs la commune fait partie de l'aire d'attraction de Montpellier, dont elle est une commune de la couronne,. Cette aire, qui regroupe 161 communes, est catégorisée dans les aires de 700 000 habitants ou plus (hors Paris),.
La commune, bordée par la mer Méditerranée, est également une commune littorale au sens de la loi du 3 janvier 1986, dite loi littoral. Des dispositions spécifiques d’urbanisme s’y appliquent dès lors afin de préserver les espaces naturels, les sites, les paysages et l’équilibre écologique du littoral, tel le principe d'inconstructibilité, en dehors des espaces urbanisés, sur la bande littorale des 100 mètres, ou plus si le plan local d’urbanisme le prévoit.

### Occupation des sols
L'occupation des sols de la commune, telle qu'elle ressort de la base de données européenne d’occupation biophysique des sols Corine Land Cover (CLC), est marquée par l'importance des territoires artificialisés (22,2 % en 2018), une proportion sensiblement équivalente à celle de 1990 (21,5 %). La répartition détaillée en 2018 est la suivante : 
eaux maritimes (53 %), zones humides côtières (17,6 %), zones urbanisées (15,8 %), espaces ouverts, sans ou avec peu de végétation (7,1 %), espaces verts artificialisés, non agricoles (6,4 %). L'évolution de l’occupation des sols de la commune et de ses infrastructures peut être observée sur les différentes représentations cartographiques du territoire : la carte de Cassini (XVIIIe siècle), la carte d'état-major (1820-1866) et les cartes ou photos aériennes de l'IGN pour la période actuelle (1950 à aujourd'hui).

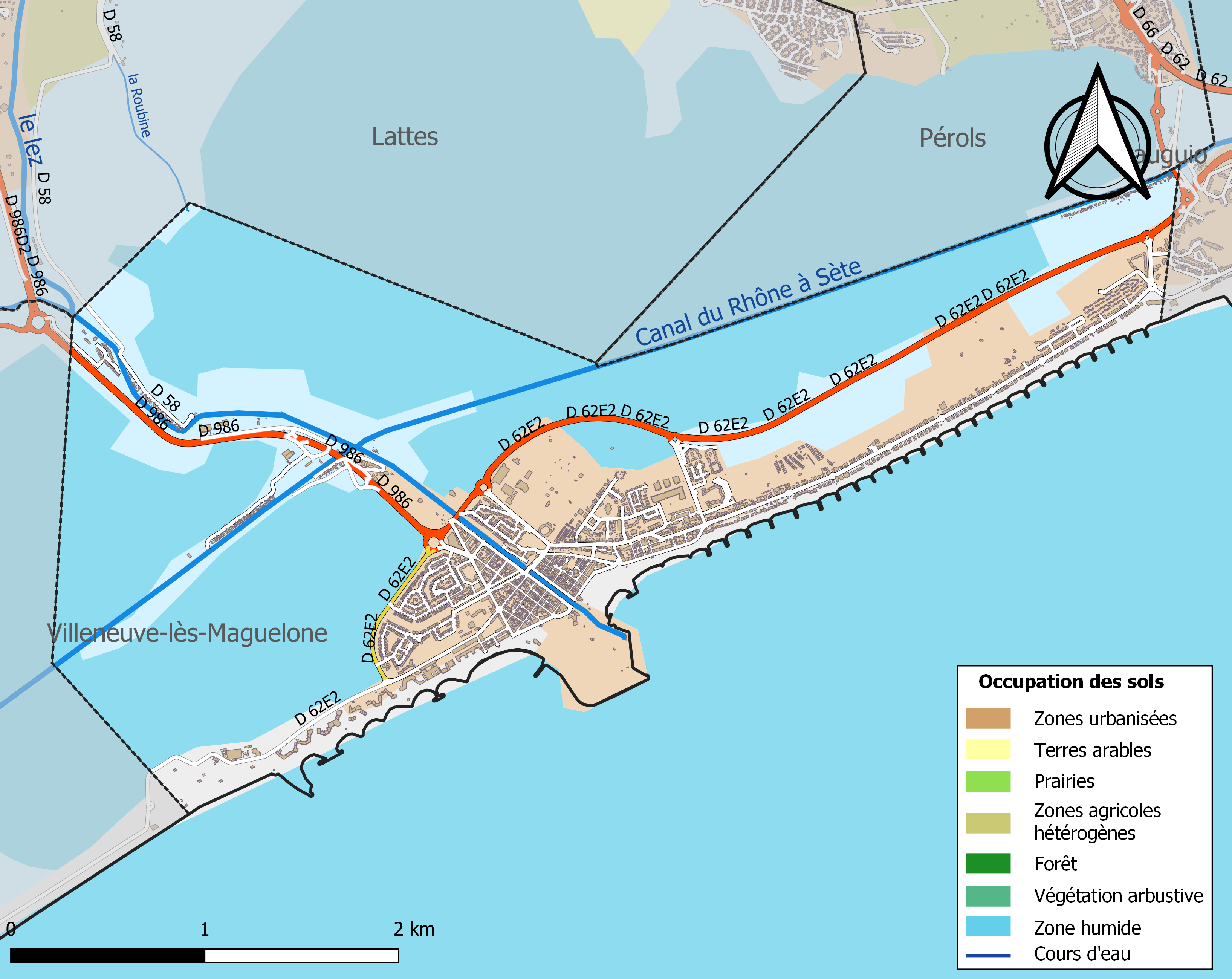
Carte des infrastructures et de l'occupation des sols de la commune en 2018 (CLC).

### Morphologie urbaine

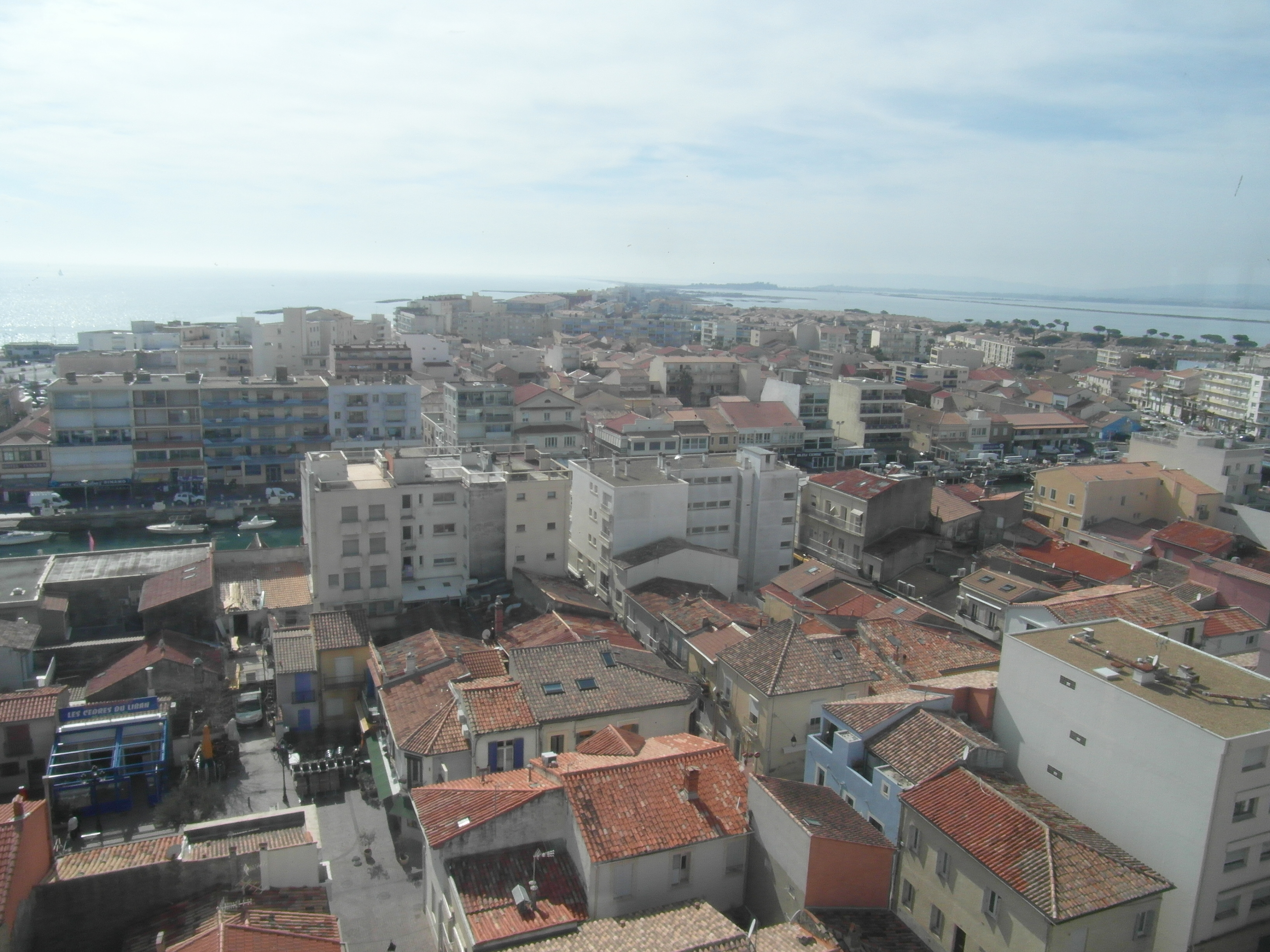
Partie orientale de Palavas.

De constitution récente (datant de la seconde moitié du XIXe siècle), le territoire de la commune est d'une superficie extrêmement réduite, à peine plus de 2 km2 et presque tout l'espace constructible est bâti. Cet espace est essentiellement constitué de petits immeubles, de nombreuses villas et de quelques modestes pavillons, souvent désignés localement par le terme de « cabanes », à l'exemple du quartier des Cabanes de l'Arnel.
Depuis le 1er janvier 2012, c'est la communauté d'agglomération du pays de l'Or qui est dotée de la compétence pour gérer l’offre de logements actuelle et favoriser la mixité sociale entre les différents quartiers.

#### Aménagement du territoire
Le SCOT (schéma de cohérence territoriale) qui concerne l'ensemble de la communauté de communes a été approuvé par le conseil municipal le 15 décembre 2011.

#### Répartition des espaces de la commune
Le territoire de Palavas-les-Flots est composé à 53 % de zones humides et à 18 % d’eau, ce qui permet de considérer que la commune possède encore un patrimoine naturel relativement conséquent.
| Type d'occupation                                            | Pourcentage |
| ------------------------------------------------------------ | ----------- |
| Zone humide (étangs, marais)                                 | 53 %        |
| Espace articifialisé (bâtiments, routes et espaces aménagés) | 22 %        |
| Espaces verts naturels (forêts, près et champs)              | 7 %         |
| Eau (étendues d'eau douce ou salée)                          | 18 %        |

### Quartiers, lieux-dits et écarts
Bien que la commune compte très peu de lieux-dits et d'écarts, du fait de sa dimension modeste, le plan de la commune recense divers quartiers, lieux-dits et écarts qui composent le territoire de Palavas-les-flots. Ceux-ci sont présentés, ci-dessous, selon les références toponymiques fournies par le site géoportail de l'Institut géographique national :
- les cabanes de Carnon ;
- les Quatre-vents ;
- les premières Cabanes ;
- la base fluviale (Paul Riquet) ;
- le port (rive droite du Lez) ;
- les Quatre Canaux ;
- les cabanes de l'Arnel ;
- les pontils ;
- la rente ;
- la redoute de Ballestras.

### Risques naturels

#### Risque inondation
Le « risque inondation » est la conséquence de trois facteurs, de façon unique ou simultanée : le ruissellement urbain, le débordement de cours d'eau et les coups de mer entraînant une submersion marine.
La totalité du territoire palavasien est en zone inondable et ces débordements sont essentiellement la conséquence d'une surélévation des eaux du Golfe du Lion et des étangs, mais aussi du débordement du Lez, fleuve côtier qui traverse le centre du bourg.
À la suite des inondations de 2014 et de 2015, la révision du PPRI de Palavas-les-Flots a été prescrite par l'arrêté préfectoral en date du 24 décembre 2015. Ce plan évoque dans sa présentation l'ensemble des aléas naturels « risquant d’impacter le territoire communal et les modalités de leur prise en compte dans la cartographie portée à connaissance ». Une réunion publique de présentation et d'échanges portant sur ces aléas s’est tenue pendant l'été 2016.

#### Risque sismique
Selon la législation en vigueur, le territoire de la commune est situé en « zone sismique 1 » (sur une échelle de 1 à 5). En conséquence, la commune n'est soumise à aucune obligation constructive.
| Type de zone | Niveau                | Définitions (bâtiment à risque normal) |
| ------------ | --------------------- | -------------------------------------- |
| Zone 1       | Sismicité très faible | accélération = 0,4 m/s2                |

## Toponymie

### Origine du nom

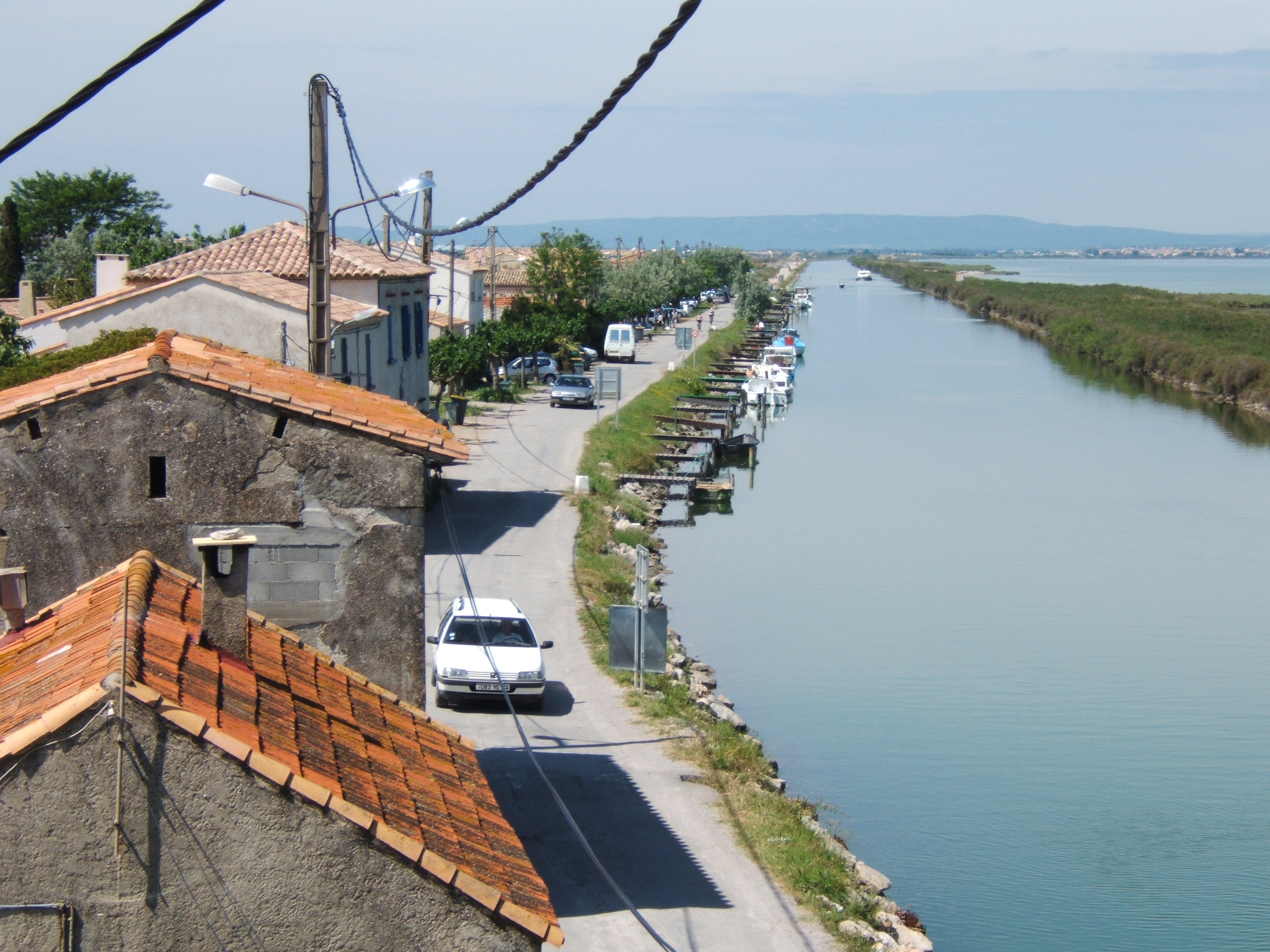
Palavas-les-Flots : cabanes de pêcheurs et étang, l'origine du nom de la cité est probablement en rapport avec la configuration des lieux.

D'après le dictionnaire topographique du département de l'Hérault, le secteur de Palavas ou Pallas, longtemps dénommé « Les Cabanes de Ballestras » dépendait en grande partie de la commune de Mauguio, et ce lieu fut érigé en commune indépendante le 29 janvier 1850.
La nouvelle cité de pêcheurs a formé son territoire avec une partie des terres et des eaux des communes de Mauguio, de Pérols, de Lattes et de Villeneuve-lès-Maguelone. L'étang de Vic prend alors le même nom d'étang de Palavas et ce nom répond à celui de Palus qui vient du grau creusé entre 1701 et 1757 qui sert aujourd'hui d'embouchure au Lez (fleuve).
Il existe au moins deux principales hypothèses sur l'origine du nom « Palavas » de ce qui fut tout d'abord un lieu, puis un village de pêcheurs et enfin une célèbre station balnéaire, le terme « les flots » étant un rajout récent (1928) avec un but purement esthétique et publicitaire.
- 1- Pavallanum : d'après le dictionnaire des noms de lieux de France d'Albert Dauzat et Charles Rostaing[35], c'est vers 990 que l'on peut découvrir, pour la première fois, dans les textes, l'appellation « Pavallanum » tandis que « Palus » ou « Pallas » apparaît en 1140.

L'origine du nom « Pavallanum » est le nom d'une personne « Papilus » (sans doute le propriétaire de ces terres) suivi du suffixe « Anum » (qui appartient à). De même que l'on avait « Frontinanum », le domaine de Frontin, qui donnera Frontinhan (Frontignan en français), on a vers 990 « Papilanium » puis, le « P » intervocalique s'affaiblissant en « V », « Pavillanum ». Au stade de « Pavalanum », l'assimilation du « I » par les deux « A » qui l'entourent a pu être aussi favorisée par une attirance du mot pavo, -onis, « paon », et pava, femelle du paon. En effet, il ne faut pas oublier que l'on élevait et que l'on élève toujours à Maguelone des paons. La queue de ces paons ouverte en éventail était le signe de l'ouverture de la chrétienté dans tout le monde. Ce signe est spécifique et ne se trouve qu'à Maguelone.
Le secteur s'appelle donc Pavalas jusqu'à ce qu'en 1140, sous l'influence du mot palús qui signifie « marais » en occitan languedocien, (venant du latin palus), se produise une métathèse de consonnes, « Pavalas » devenant « Palavas ».

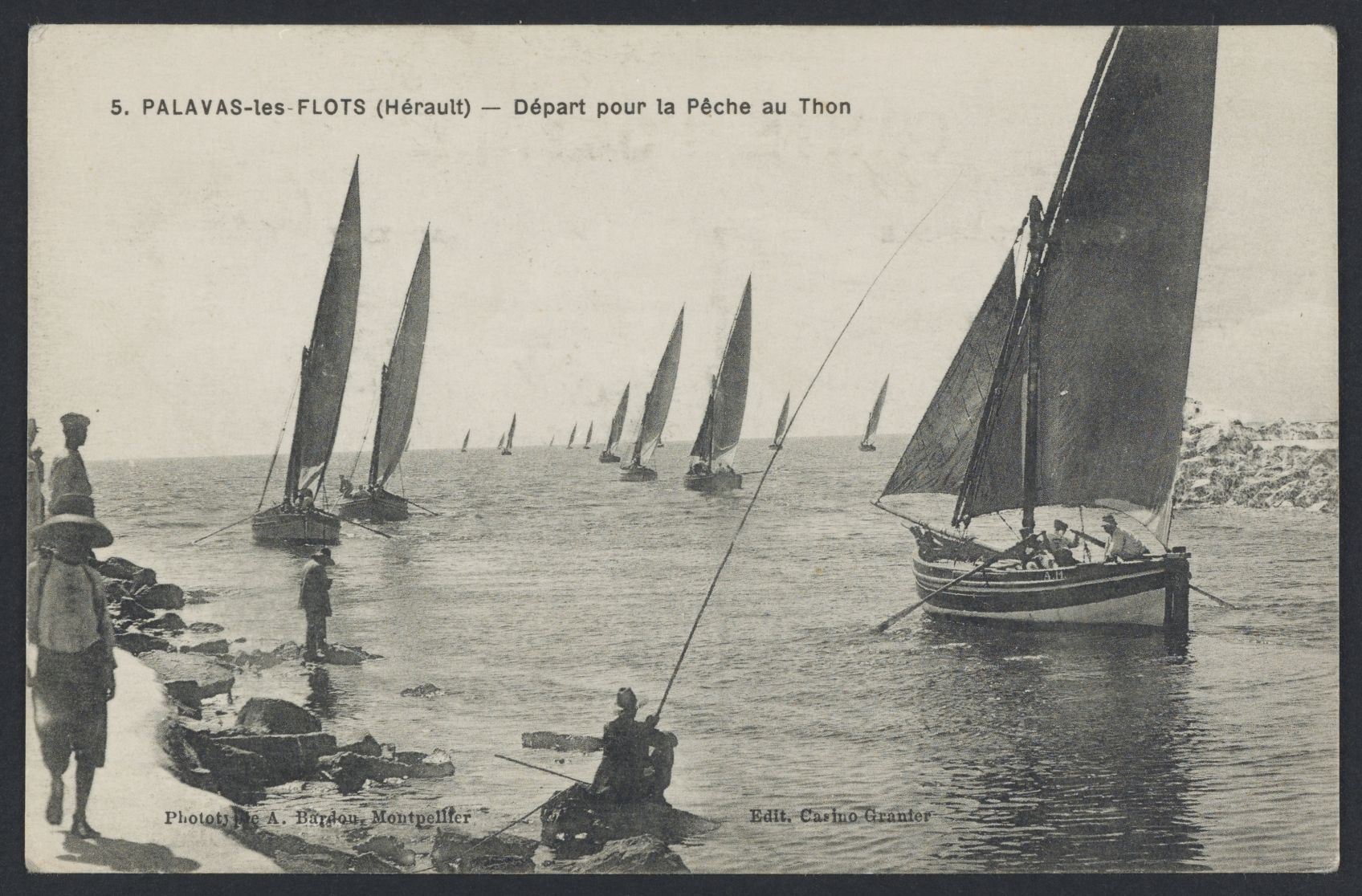
Carte postale, la pêche (1913).

- 2- Palu avium (ou Palus avium) : terme latin signifiant le marais des oiseaux. Le site Palavas dénommé Palús en 1140, alors inhabité, a pu être aussi dénommé ainsi dès les origines bien plus anciennes que l'époque latine pour ensuite être retranscrit en latin. C'est l'hypothèse défendue par l'actuelle municipalité, que l'on peut découvrir sur le site de la mairie[36].

### Rôle des pêcheurs
En 1850, les patrons pêcheurs, devenus officiellement des Palavasiens, ont acquis une sorte d'indépendance par la création de cette commune. Véritables propriétaires de Palavas, ils vont essayer d'aménager, d'arranger, de structurer leur village où régnait jusqu'alors une certaine confusion urbaine. C'est le plan d'alignement de 1859 qui traduira sur le papier le nom de Palavas.

## Histoire
Pour un article plus général, voir Histoire de Languedoc-Roussillon.
À l'origine, le site de Palavas est une partie du cordon littoral languedocien fréquenté de façon épisodique par des pêcheurs professionnels mais souvent fui l'été en raison de la présence de nombreux moustiques sur les étangs.

### Moyen Âge

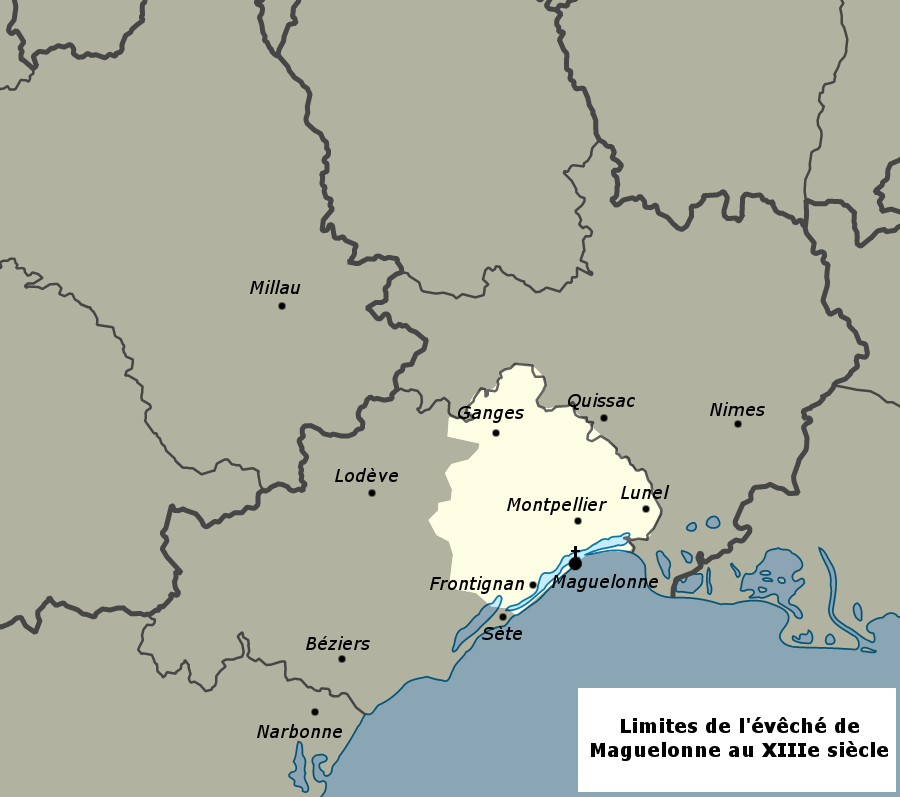
Le territoire de Palavas était situé dans l'évêché de Maguelone durant XIIIe siècle.

En 533, un évêché est fixé sur l'île de Maguelonne dont le territoire s’étend jusqu'au site de Palavas. Cet évêché apparaît, dès lors, dans les textes à la fin du VIe siècle, sur une île déjà occupée dans l'Antiquité[réf. incomplète]. À l'origine, l’évêché de Maguelone et le comté de Maguelone siégeaient à Maguelone mais la ville sera ruinée par l'action de Charles Martel en 737. Obligés de déplacer leur siège à Substantion (ancien nom de l'actuel Castelnau-le-Lez), puis à Melgueil (ancien nom de Mauguio, cité dont faisaient partie les terres de Palavas à l'époque), le domaine féodal prendra le nom de comté de Melgueil.
En 1085, le comte Pierre de Melgueil se plaçait sous la protection du pape. Il faisait hommage de son comté et des droits dont il jouissait dans l’évêché de Maguelone, à compter du règne du pape Grégoire VII, puis à ses successeurs.
Au XIIe siècle, l'évéché de Maguelone retrouva sa puissance passée, mais les évêques durent faire face à la montée de la maison d’Aragon qui venait d’entrer en possession de Montpellier et surtout à la montée en puissance des rois de France. En 1365, lors de la première guerre civile de Castille, la cité de Maguelone, alors possession de l'Aragon est prise par Guillaume Boitel et Bertrand Du Guesclin.

### Époque moderne

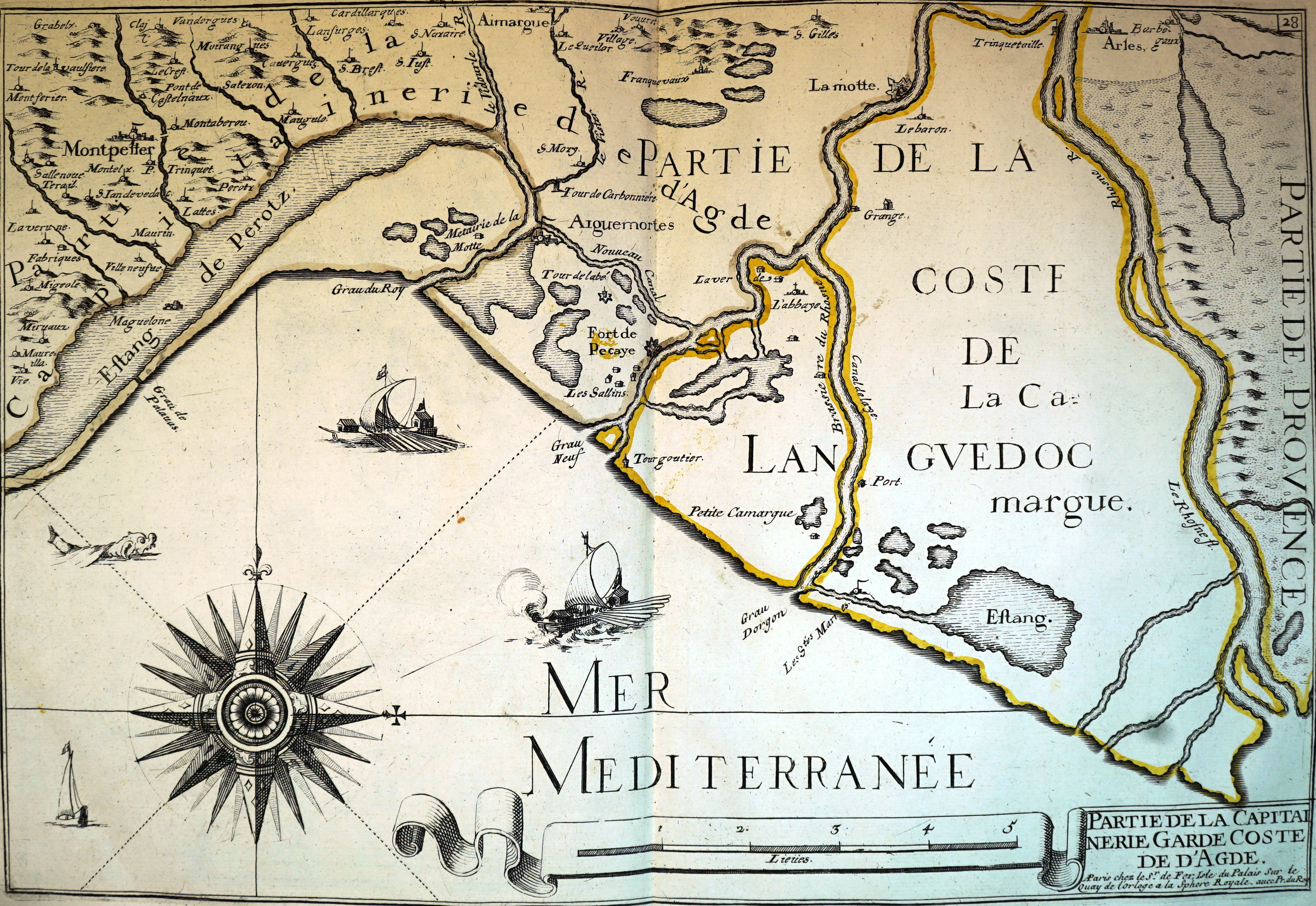
À gauche sur la carte, le Grau de Palavas, ouverture sur la mer de l'étang de Perotz, publié en 1690 par Christophe Tassin, bibliothèque Carnegie (Reims).

Le Lez, actuel modeste fleuve côtier, se jetait dans l'étang de Perotz (actuels étangs palavasiens) qui formait une lagune unique (voir carte). Cette lagune se perça par une ouverture appelée Grau de Palavas en 1623. Entre 1701 et 1752, ce cours d'eau est canalisé jusqu'au grau de Balestras (qui, plus à l'est, remplace en 1663 l'ancien grau de Palavas). Le Lez offre ainsi à Montpellier une ouverture sur la mer. Cette embouchure permet aussi de drainer les eaux des zones environnantes, et d'évacuer dans la mer les eaux du Lez polluées notamment par les tanneurs de Montpellier. Dans ce site assaini et désodorisé, petit à petit, le secteur de Palavas prend sa forme et va permettre le développement de l'activité de port de pêche au niveau local.
Le site est aussi un point de la défense côtière sous l'Ancien Régime, incarné par la redoute de Ballestras, construite en 1744. Cette défense s'exerça contre les pirates notamment barbaresques, les Anglais mais surtout contre les contrebandiers qui, la nuit, remontaient le Lez pour esquiver l'octroi de Montpellier.

#### Le naufrage de la «Jeanne-Élisabeth»
Juste avant le début de la guerre de Sept Ans, la France a besoin de liquidités en prévision du conflit. La « Jeanne-Elisabeth », un brick du XVIIe siècle naviguant sous pavillon neutre, est missionnée par la France pour transporter 24 600 piastres d'argent depuis Cadix en Espagne jusqu'à Marseille. En raison de la présence de corsaires anglais qui harcèlent les navires français en Méditerranée, le navire est officiellement enregistré à son port de départ comme transportant du blé, de la teinture et des fournitures diverses.
Dans la nuit du 24 au 25 octobre 1755, alors que le navire marchand longe la lagune au large de Maguelonne, une grosse tempête le pousse vers la côte et il heurte des bancs de sable affleurant à la surface. En conséquence, le brick coule, avec sa cargaison, non loin du rivage. Les propriétaires des piastres tenteront de récupérer leurs biens, mais sans y parvenir.
En 2008, l'épave subit un pillage en règle effectuée par des plongeurs anonymes qui tenteront d'écouler leurs trouvailles clandestinement. À la suite d'une longue enquête menée par le service judiciaire des douanes, les responsables (dont un pêcheur de moules de Palavas-les-flots et un numismate de Montpellier) seront jugés et condamnés en 2016. Dans le même temps, le DRASSM, un service du ministère de la Culture français, organise les fouilles officielles de l'épave.

#### La bataille navale de Maguelonne
Durant le Premier Empire, une modeste bataille navale opposa six bâtiments de guerre anglais à quatre navires français (La Borée, La Pauline, Le Lion et Le Robuste) en octobre 1809. Celle-ci se déroula face à la lagune de Maguelone, non loin de Palavas-les-flots. La bataille fut dirigée et surveillée depuis la côte par le général Charles Louis Joseph de Gau de Frégeville. Le Robuste et le Lion s'échouent vers midi près de Frontignan. Après deux heures de tentatives infructueuses pour sauver les navires, Baudin ordonne leur sabordage, et ils sont incendiés dans la soirée.

### Époque contemporaine

#### LeXIXesiècle

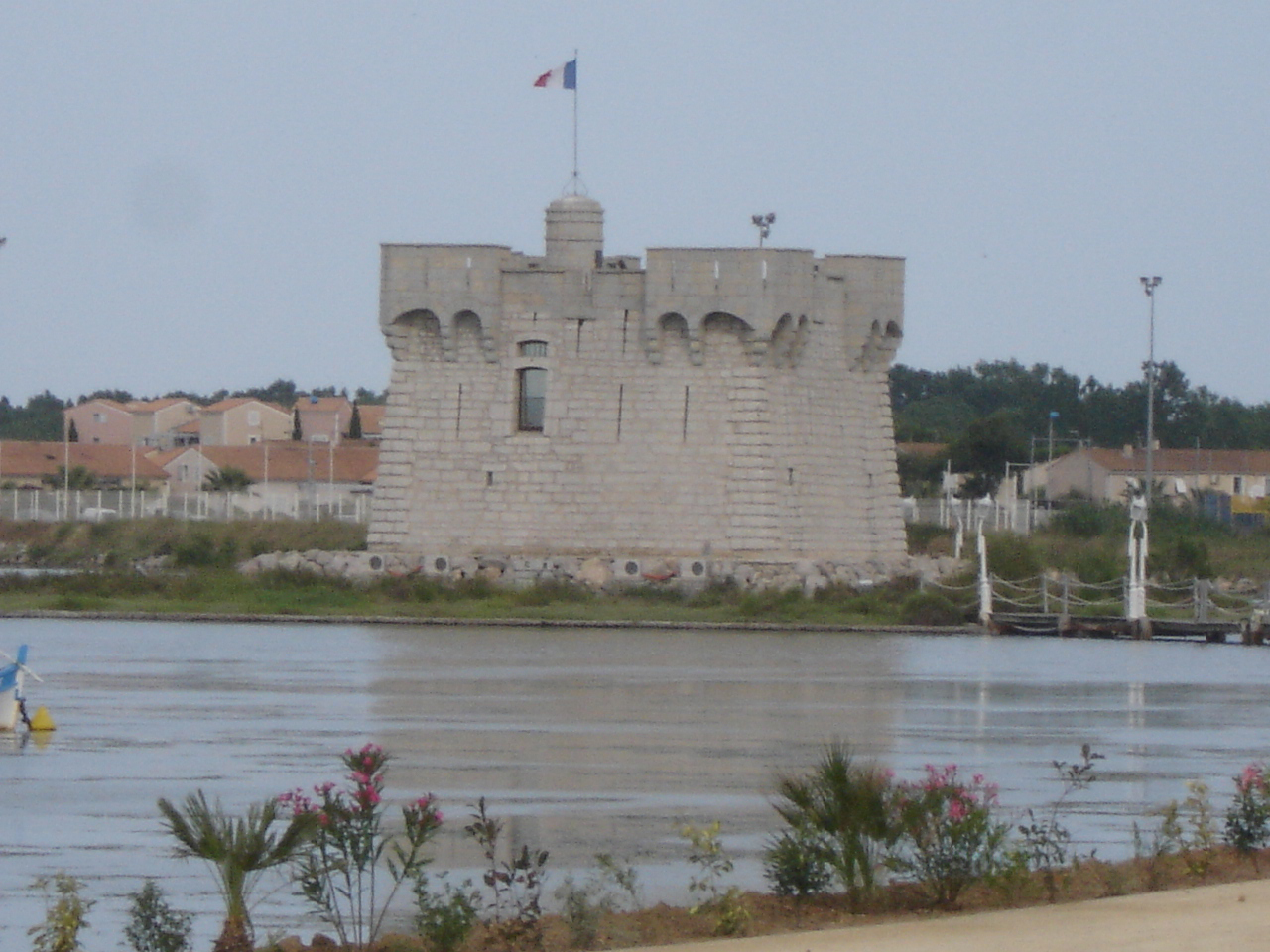
La redoute de Ballestras depuis la route de Carnon.

Durant la première moitié du XIXe siècle, Les pêcheurs du port de Palavas, de plus en plus nombreux au fil des années, se rendent régulièrement à Montpellier distante de dix kilomètres pour vendre leurs poissons à la Halle Castellane, laissant ainsi leurs familles à demeure dans un village constitué de cabanes et petites maisons éparses et sans lieu de culte. Inquiet de voir les familles des pêcheurs privées de religion, le Père Soulas y fait construire une première église avec l'aide de l'évêché. Achevée en 1840, elle sera consacrée en 1841 sous le vocable de saint Pierre, patron des pêcheurs. Son premier curé, qui décédera en 1892, sera Guillaume Alluvain ou Aluvain, un abbé montpelliérain qui s'installe à Palavas et en devient officiellement le curé en 1843.
Poursuivant son effort, ce même abbé demandera des terres aux trois communes avoisinantes afin d'ériger Palavas en nouvelle commune. Ce qui sera effectif le 29 janvier 1850, donc par démembrement d'une partie des territoires des communes de Lattes, Mauguio, Pérols et Villeneuve-lès-Maguelone. Elle prend le nom de « Palavas-les-Flots » le 16 avril 1928.
En 1843, des pêcheurs alertés par la vue d'une felouque se dirigeant vers l'embouchure du Lez, alertent la garde basée à la tour dite de la Redoute de Ballestras. Celle-ci tirera un seul coup de canon en direction de bateau. Sans avoir été touché, l'équipage de la felouque, préféra cependant renoncer à son incursion. C'est apparemment le seul fait d'armes attribuable à cet ouvrage. Un tableau anonyme visible au musée Jean-Aristide Rudel retrace ce fait d'armes.
La mode des bains de mer à partir du XIXe siècle attira des touristes locaux et des activités saisonnières. En 1872, fut mis en service un train d'intérêt local qui acheva d'assurer la notoriété de la station ; ce train fut croqué par le dessinateur Albert Dubout. La démoustication réalisée dans les années 1960 règle cette contrainte et accélère le développement touristique du littoral.

#### LeXXesiècle

##### De 1900 à 1930
Dans les années 1920, Palavas devient une station balnéaire « à la mode », une des plus anciennes la Côte d'Améthyste et attire une clientèle recherchant les bienfaits de la mer. L'institut héliomarin de Saint-Pierre et le casino Granier sont construits durant cette période.
Afin de renforcer l'image balnéaire de la station, la cité prend le nom de « Palavas-les-Flots » le 16 avril 1928.

##### La Seconde Guerre mondiale
L’Œuvre de secours aux enfants (OSE), agit pour le sauvetage des enfants juifs depuis 1941 dans les camps d’internement de la zone non occupée. Un des lieux d'accueil des enfants est le sanatorium Saint-Roch à Palavas-les-Flots, obtenu par l'abbé Prévost et dirigé depuis mars 1942 par Sabine Zlatin. Mais lors de l’été 1942, à l'initiative du gouvernement de Vichy, les rafles et des arrestations d'enfants sont organisées en zone non occupée et l’OSE décide de fermer le sanatorium ainsi que la plupart de ses maisons. Sabine Zlatin et son époux Miron vont fonder la Maison d'Izieu.
Entre 1943 et 1944, le « mur de la Méditerranée », en allemand, le Südwall, signifiant le « rempart du sud », était un système extensif de fortifications côtières, construit par le Troisième Reich durant la Seconde Guerre mondiale le long de la côte française de la mer Méditerranée (de Cerbère à Menton) et destiné à empêcher une invasion par la mer des Alliés.
Pour des articles plus généraux, voir mur de la Méditerranée et Organisation Todt.
À Palavas, on peut encore apercevoir quelques vestiges de fortifications ruinés et rattachés à une habitation près du pont des quatre canaux.

##### Les Trente Glorieuses

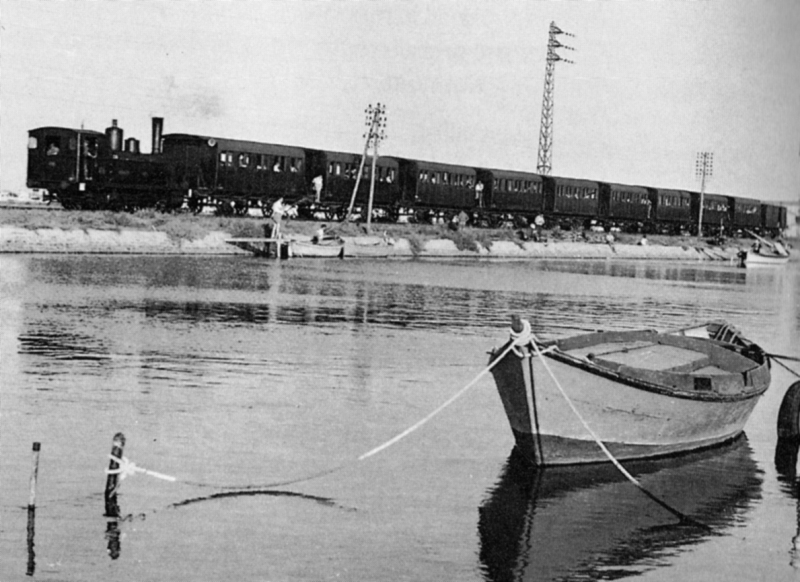
Le petit train de Palavas en 1950.

La démoustication réalisée dans les années 1960 et liée au développement touristique de la côte languedocienne règle cette contrainte et accélère encore le développement touristique du littoral.
Pour un article plus général, voir Mission Racine.
Le 30 septembre 1968, le journaliste Robert Beauvais interviewe des passagers et riverains du petit train de Palavas avant la fermeture de la ligne de la compagnie des chemins de fer d'intérêt local du département de l'Hérault (CFTA), la ligne étant supprimée pour des raisons économiques, au grand mécontentement des usagers qui lancent une pétition pour son maintien. D'après l'historien ferroviaire Paul Génelot, le train de Palavas a transporté environ 60 millions de voyageurs en 96 années d'exploitation.

#### Liens historiques entre Montpellier et Palavas

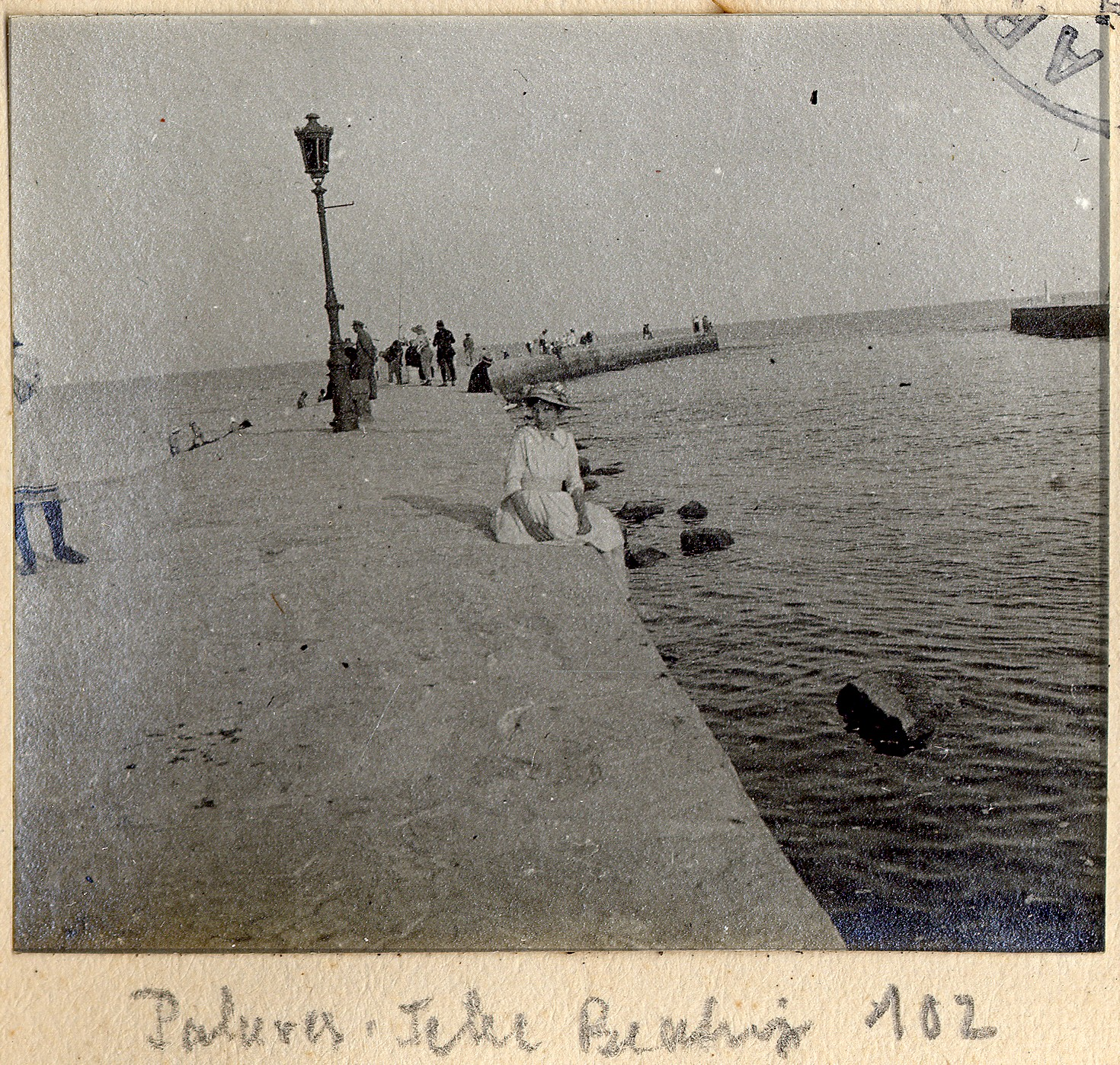
La jetée de Palavas en 1915.

Depuis des temps très anciens, Palavas-les-flots fut le port, par l'intermédiaire du Lez, rivière qui traverse la ville, puis la plage de Montpellier, agglomération très proche car, distante seulement de 10,5 km, par la voie rapide. Desservie par le petit train immortalisé par Albert Dubout, la station balnéaire fut le débouché naturel, bien avant donc Carnon, La Grande-Motte et Port-Camargue d'un grand nombre de touristes en villégiature.
Depuis la création du port, les pêcheurs de Palavas fournissaient en poissons aux bourgeois de Montpellier qui en retour, y ayant leurs villégiatures, firent construire l'église de Palavas, grâce à une souscription.

#### LeXXIesiècle
Dans les années 2000, à la suite de différends politiques et des heurts répétés de deux fortes personnalités Christian Jeanjean, UMP, et Georges Frêche, PS, Palavas membre du district de Montpellier devenu la communauté d'agglomération, l'a quitté fin 2004 pour adhérer à la communauté d'agglomération du pays de l'Or le 1er janvier 2005 (communauté centrée, elle, autour de Mauguio).
En mars 2017, la municipalité prend la décision de suspendre provisoirement les activités de tauromachie, essentiellement pour des raisons budgétaires
En juillet 2017, l'humoriste local bien connu des Montpelliérains, Rémi Gaillard, survole la plage de Palavas-les-flots dans un petit avion avec une banderole « anti-touristes » (en anglais), accrochée à l'arrière de l'appareil et leur enjoignant de s'en aller. À la suite de ce coup d'éclat sarcastique, le maire de Palavas décide de faire survoler la plage avec un autre petit avion, indiquant cette fois-ci que les touristes qu'ils sont les bienvenus. Rémy Gaillard salue l'initiative du maire dans un message
Au début du mois d'avril 2018, des milliers de « méduses violettes », en fait, des siphonophores, plus connues sous le nom de vélelles sont venues s'échouer sur les plages de Palavas-les-flots. Ce phénomène inexpliqué et extrêmement rare qui s'est étendu sur les plages de l'Hérault ne présente pas de danger particuliers pour les baigneurs et les autres habitués de la plage.
Durant la pandémie de Covid-19, l'accès à toutes les plages de la région Occitanie a été interdit, y compris celles de Palavas-les-flots, à la suite de la publication d'un arrêté préfectoral effectif dès le 19 mars 2020, jusqu'au 31 mars, pour enfin être prolongé jusqu'à la fin du confinement de la population française, voire au-delà, le maire ayant fait ensuite une demande de réouverture des plages de la commune auprès du préfet.

## Politique et administration

### Administration municipale
Le conseil municipal de Palavas-les-Flots est composé de vingt-neuf élus, dont vingt-deux membres qui siègent dans le groupe de la majorité municipale et sept membres qui siègent sur les bancs de l'opposition.
La commune a été membre du district de Montpellier devenu communauté d'agglomération, puis celle-ci l'a quittée à la fin de l'année 2004, pour adhérer à la communauté d'agglomération du pays de l'Or le 1er janvier 2005 et compte 7 sièges dans cette assemblée communautaire.

### Tendances politiques et résultats

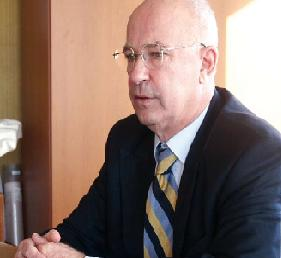
Christian Jeanjean, maire de Palavas-les-Flots en 2020.

#### 2014
Lors du second tour des élections municipales de mars 2014, celle-ci se présentant sous la forme d'une triangulaire, le maire sortant et tête de liste de la majorité municipale, Christian Jeanjean devance la liste du candidat sans étiquette et d'opposition municipale, Mathieu Soliveres, de neuf voix, mais son élection est invalidée par le tribunal administratif de Montpellier, à la suite d'un recours exercé par son adversaire. Le 24 février 2015, l'invalidation du scrutin est confirmée par le Conseil d'État.
Après une période de transition de trois mois, durant laquelle une « délégation spéciale » administre et gère la commune de Palavas jusqu'à de nouvelles élections municipales, un nouveau scrutin est donc organisé et la liste de Christian Jeanjean est réélu, dès le premier tour, le dimanche 24 mai 2015 avec 50,2 % des voix. Il est ensuite réélu maire de Palavas le samedi 30 mai 2015 par le nouveau conseil municipal.

#### 2020
En mars 2020, le conseil municipal a été formé dès le premier tour des élections. La liste du maire sortant Christian Jeanjean a remporté 52,81 % des voix. Elle a obtenu vingt-trois sièges sur la totalité du conseil (29).
La liste menée par Sandrine Arnal (Divers Droite), avec 22,78 % des votes, s'est emparée de trois sièges, les trois derniers sièges étant partagés par les trois autres listes, (RN, Divers droite et Union de la gauche).

### Liste des maires
La liste des maires de la commune ne débute que le 29 janvier 1850, date de l'érection du hameau de Palavas en commune autonome par décret impérial. L'actuel maire de la commune est également le vice-président de la communauté d'agglomération du pays de l'Or, chargé des eaux et des espaces naturels.

### Instances judiciaires et administratives
La commune dispose de deux administrations de police au service de la protection de la population et toutes les deux sont situés à proximité du centre-ville.

#### Police municipale
La commune possède un service de police municipale, dont le bâtiment est situé en plein cœur de la commune à proximité du pont sur le Lez, place du Docteur Clément. Ce service gère également les objets trouvés et les services de fourrière municipale.
Ce service de police locale qui revendique son efficacité a bénéficié de nombreux reportages télévisés et possède la particularité d'être ouvert tous les jours et 24 heures sur 24.

#### Gendarmerie nationale
La commune abrite également sur son territoire une brigade territoriale autonome de gendarmerie, service rattachée à la compagnie de gendarmerie de Castelnau-le-Lez et dont le bâtiment est situé rue de la Tramontane, sur la rive gauche du Lez.

### Politique environnementale

#### L'approche environnementale

Logo de Natura 2000.

Logo de Pavillon bleu.

Située entre Mer et lagunes et classée Station climatique mais aussi à 80 % en zone inondable, la station balnéaire de Palavas est titulaire des labels suivants :
- Natura 2000, depuis 2008,
- Pavillon Bleu depuis 2010.

La commune est, en outre, titulaire du label « Port Propre », celle-ci ayant mis en place des containers de récupération des huiles usagées, des batteries et autres emballages usagés sur un site dénommé point propre, situé sur la zone technique, ainsi qu'une pompe de vidange des eaux grises et des eaux noires, située, elle, sur le pont d'appontement, des bacs à ordures ménagères en début de chaque passerelle et enfin, un service de tri sélectif dénommé « Eco-point », situé à l’entrée du port.

#### Les sites écologiques
La commune inclut six zones naturelles d'intérêt écologique, faunistique et floristique dites « ZNIEFF » :
La commune inclut aussi une zone de protection spéciale (ZPS) Natura 2000 dans le cadre de la directive Oiseaux :
la ZPS des étangs palavasiens et étang de l'Estagnol, 6 600 ha répartis sur 8 communes. Sur cette surface, 50 % sont classés selon la loi de 1930 et 1 % inscrit de même, 35 % ont été acquis par le Conservatoire du Littoral, 14 % sont une réserve de chasse et de faune sauvage d'ACCA (association communale de chasse agréée), 2 % sont protégés par un arrêté de protection de biotope, d’habitat naturel ou de site d’intérêt géologique, 1 % est une réserve naturelle nationale (l'étang de l'Estagnol) et 1 % est la propriété du département.
Cette ZPS comprend une série importante de grandes lagunes communiquant encore entre elles (étang de l'Ingril, étang de Vic, étang de Pierre-Blanche, étang de l'Arnel, étang du Prevost, étang du Grec, étang du Méjean, étang de Pérols), imbriquées entre terre et mer. On y trouve des anciens marais salants non exploités, générateurs d'une grande diversité d'habitats à forte valeur patrimoniale.
L'étang de l'Estagnol est situé dans une ancienne doline d'alluvions récentes dans les calcaires de la Gardiole, au sud-ouest de Montpellier. L'alimentation en eau se fait par la nappe phréatique d'eau douce de la plaine de Mireval, par les alimentations karstiques des reliefs avoisinants, et par la résurgence d'une perte de la Mosson. En conséquence, son eau est moins saumâtre que celle des autres étangs palavasiens.
Les lagunes attirent une avifaune à la fois abondante et variée qu'elle soit nicheuse, hivernante ou migratrice. Des espèces rares viennent s'y reposer, comme la sterne naine, le gravelot à collier interrompu et la talève sultane. Les flamants roses y sont nombreux. Une dizaine d'espèces de l'annexe I se reproduisent à l'étang de l'Estagnol : busard des roseaux, blongios nain, héron pourpré, sterne pierregarin, parfois le butor étoilé… Il est une zone d'hivernage ou d'étape pour de nombreux migrateurs : anatidés, foulques, guifettes et sterne pierregarin.
La commune comprend aussi deux sites d'intérêt communautaire (SIC) Natura 2000 dans le cadre de la directive Habitat :
le SIC des étangs palavasiens, 6 600 ha d'étangs répartis sur plusieurs communes et séparés de la mer par un lido encore vierge d'urbanisation sur un grand linéaire côtier, ce qui permet la coexistence de différents habitats naturels littoraux : systèmes dunaires, laisses de mer et sansouires. Ils sont composés à 60 % de lagunes côtières (habitat prioritaire), 7.1 % de fourrés halophiles méditerranéens et thermo-atlantiques (Sarcocornia fruticosi ou « corail de mer »), 4.9 % de prés-salés méditerranéens (communauté de plantes appelée Juncetalia maritimi) et 16 autres types d'habitat pour le reste.
Leur ouverture sur la mer grâce à des graus permet la migration des poissons. En 2012, seul l'étang du Grec est protégé par un arrêté préfectoral de protection du biotope comprenant les zones humides situées entre la route départementale Carnon-Palavas et les zones urbanisées du littoral. Le périmètre du site intègre ces zones humides en suivant précisément la limite de la zone couverte par l'arrêté de biotope. L'étang de l'Estagnol, classé en réserve naturelle nationale, est protégé des atteintes directes mais son approvisionnement en eau est d'origine incertaine et rend les interventions difficiles.
le SIC de posidonies de la côte palavasienne, 10 830 ha d'étendues marines en bordure de lagunes remarquables. C'est l'un des trois sites à herbiers de posidonies (Posidonia oceanica) du Languedoc, qui s'y trouvent en touffes discontinues. La zone est riche en espèces marines, dont l'inventaire est en cours. Cette côte pourrait être visitée par le grand dauphin (Tursiops truncatus), qui fréquente les eaux peu profondes du plateau continental et du talus, et par la tortue caouanne (Caretta caretta) dont c'est l'un des rares sites marins régionaux, les autres étant le site « Posidonies de la Côte des Albères » et le site « Posidonies du Cap d'Agde ». Avec les étangs de Mauguio et de Palavas, cette unité forme un ensemble sans équivalent dans le domaine méditerranéen.

Sélection de vues de l’environnement naturel de Palavas-les-flots.
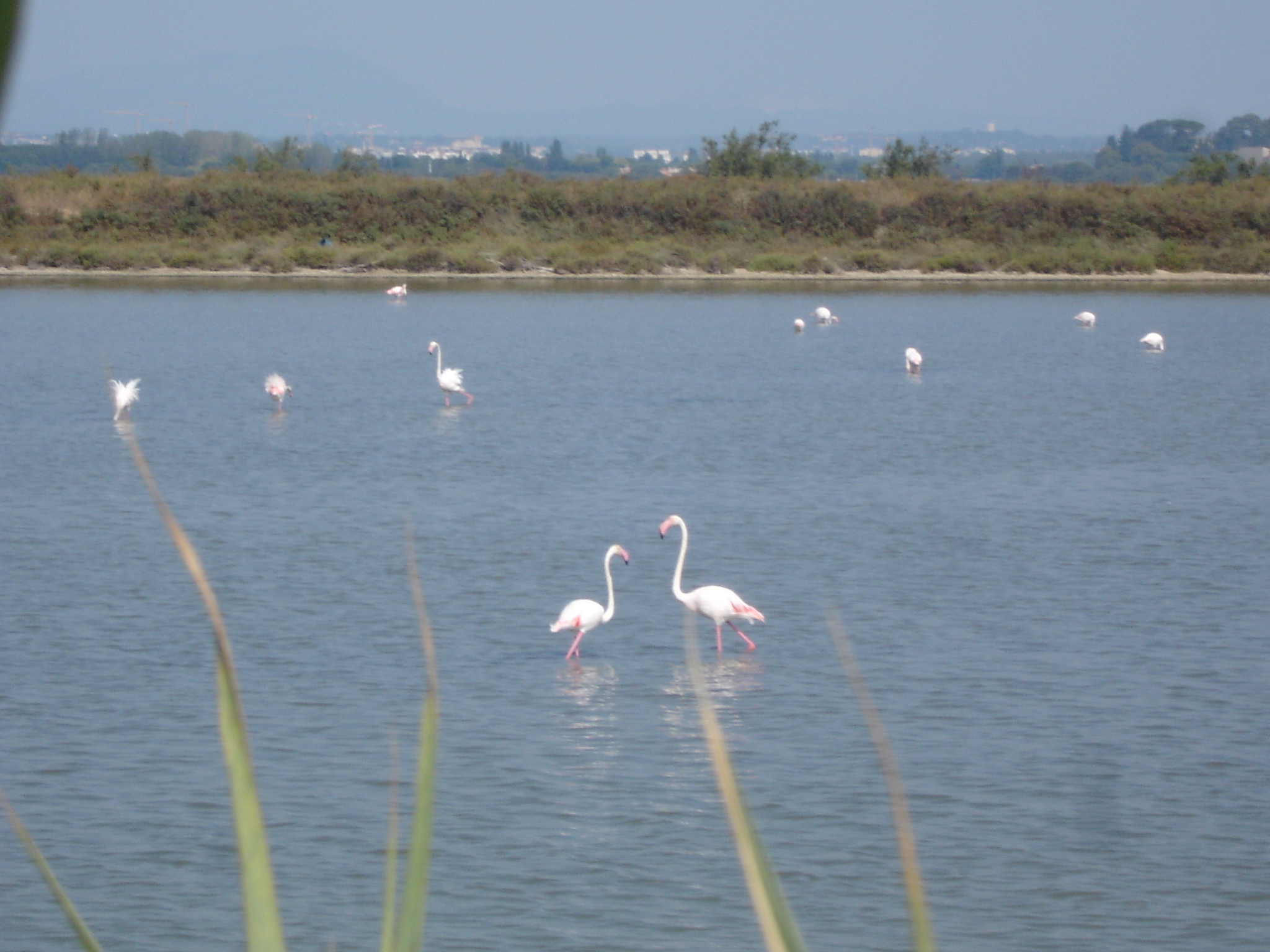
Flamands dans un étang palavasien.
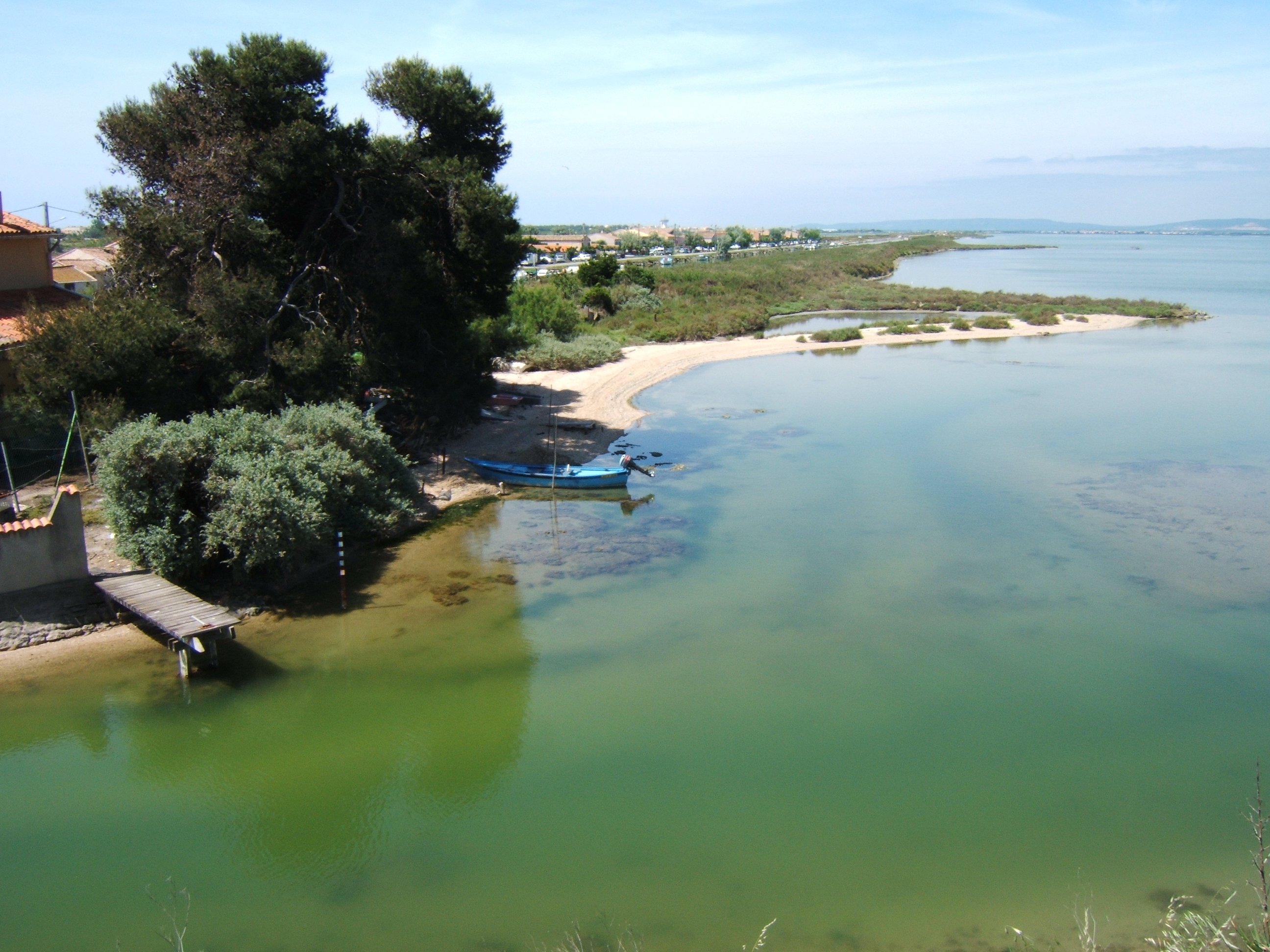
Étang de Méjéan-Péréols à Palavas.
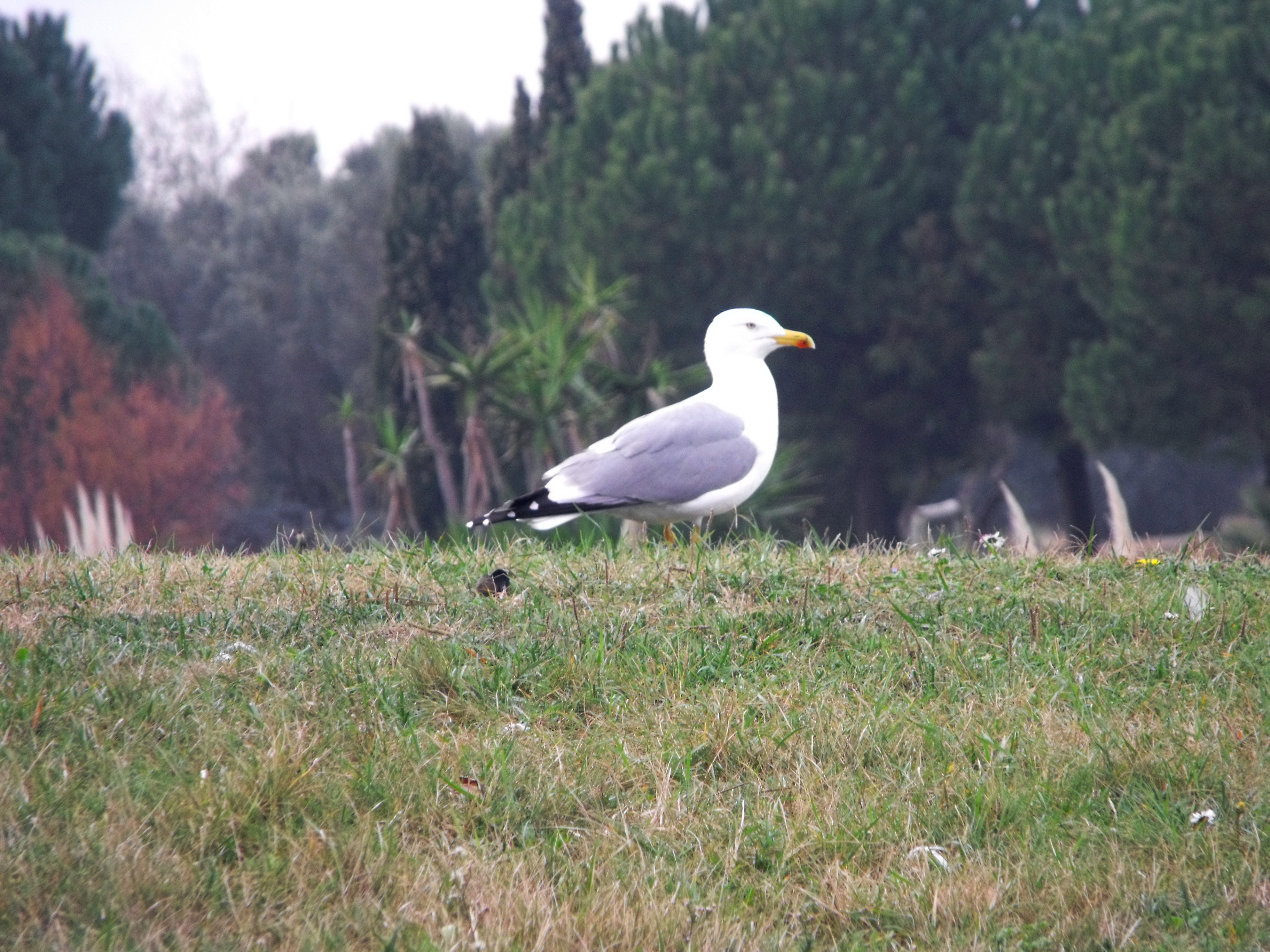
Goéland dans un parc de Palavas.
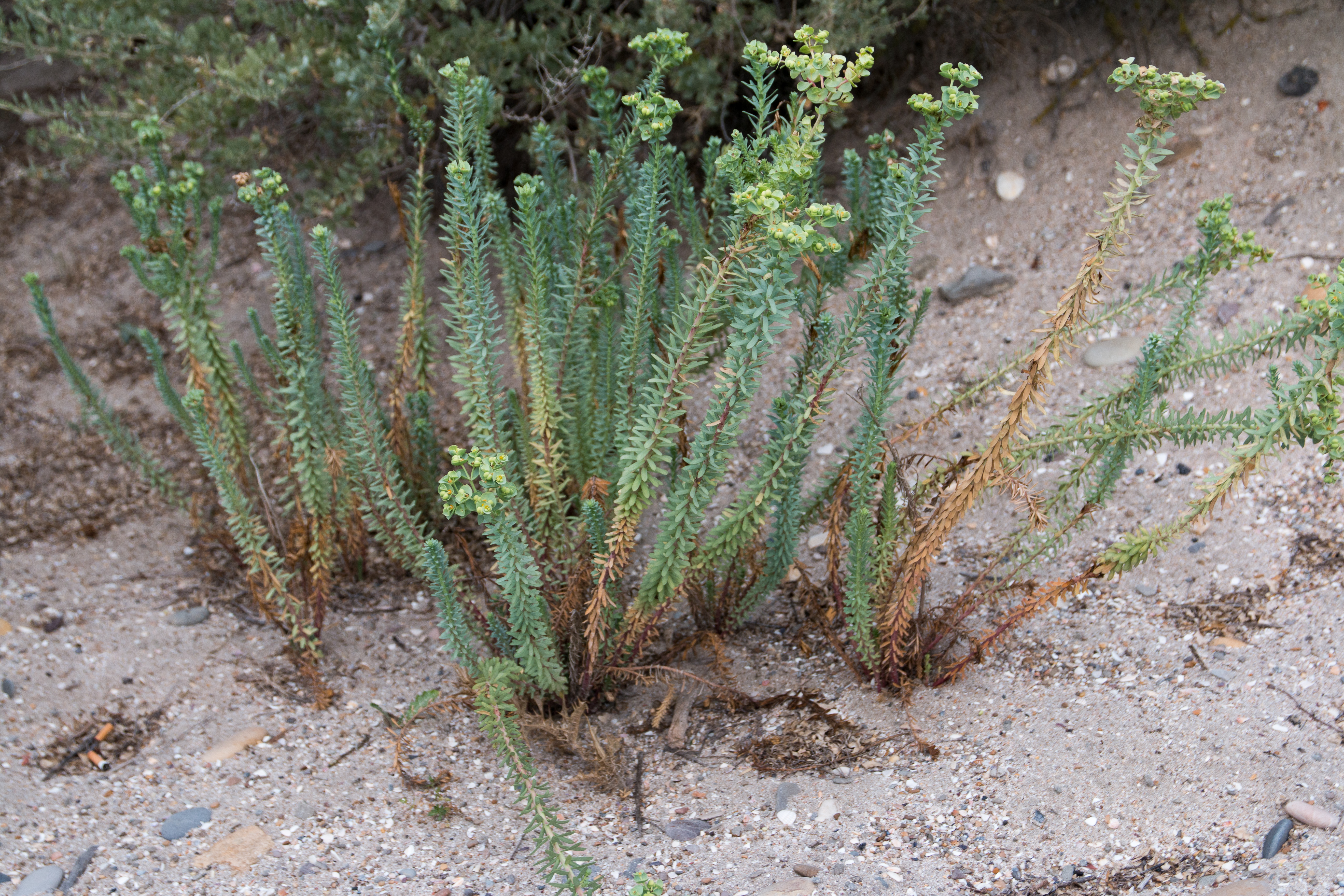
Euphorbe maritime, lagune palavasienne.
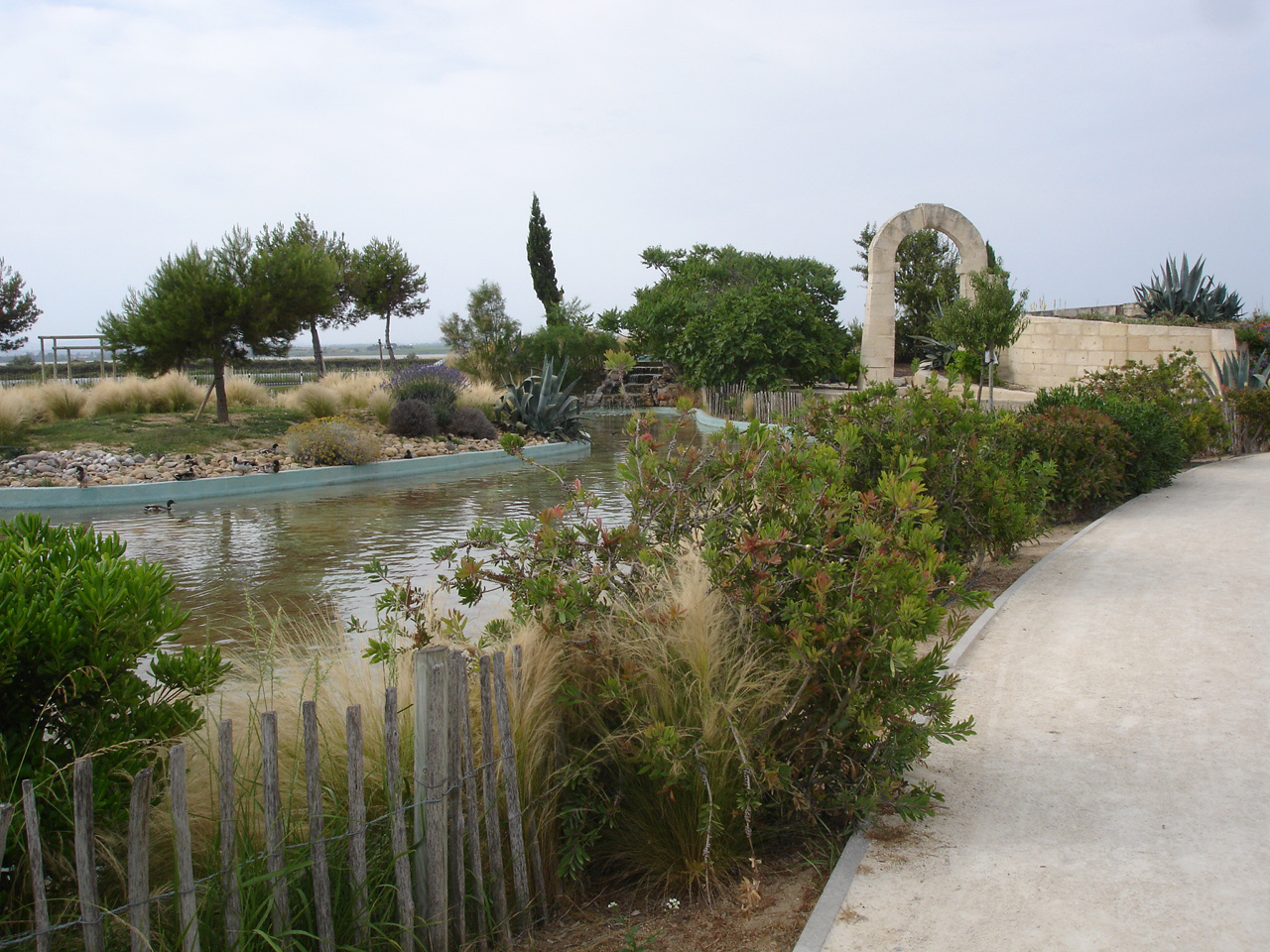
Parc de la Redoute de Palavas.

#### Initiatives privées
L'ONG Sea Shepherd, dont la mission principale est d'assurer la protection des écosystèmes marins, effectue sa troisième opération de « chasse aux filets fantômes » le 4 août 2017 au large de Palavas. Il s'agit de filets de pêcheurs abandonnés ou perdus en mer, très destructeurs pour la flore et la faune marines.

### Jumelages

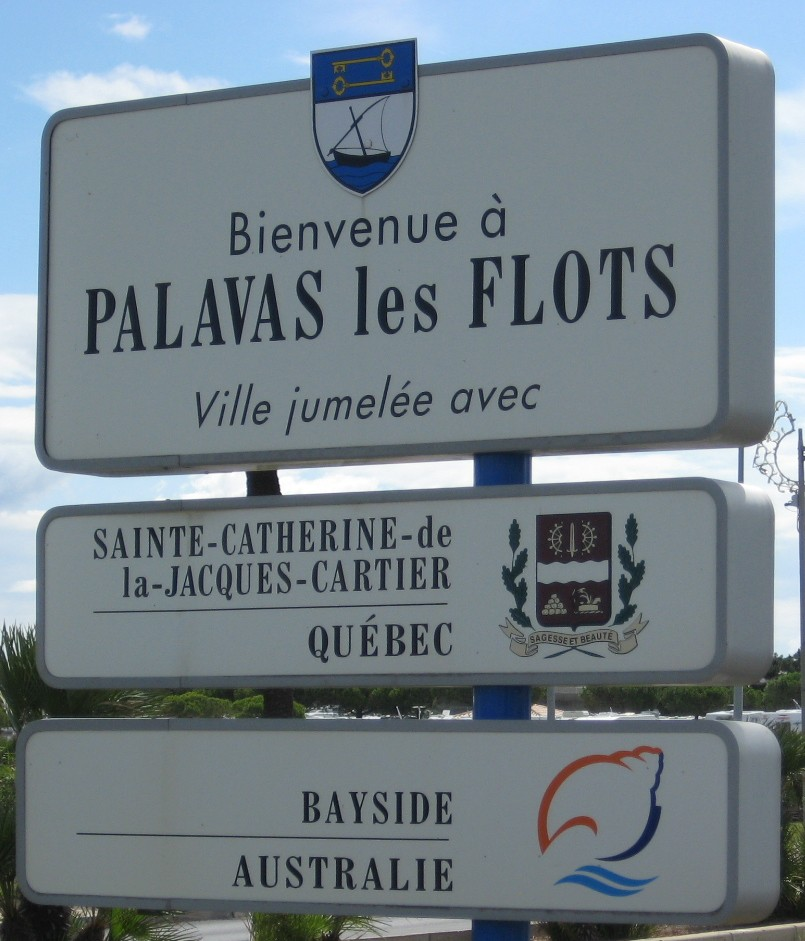
Panneau routier indiquant l'entrée dans la ville de Palavas-les-Flots.

Une association locale dénommée « Palavas Jumelage et culture » gère et administre le comité de jumelage entre les trois communes. Dans ce cadre, cette organisation assure notamment des voyages et des rencontres.
Palavas-les-Flots est jumelée avec deux autres communes :
- Sainte-Catherine-de-la-Jacques-Cartier, Québec, Canada  ;
- Bayside, Victoria, Australie.

| La commune de Sainte-Catherine-de-la-Jacques-Cartier au Canada · La commune de Bayside en Australie) |

## Population et société

### Démographie
L'évolution du nombre d'habitants est connue à travers les recensements de la population effectués dans la commune depuis 1851. Pour les communes de moins de 10 000 habitants, une enquête de recensement portant sur toute la population est réalisée tous les cinq ans, les populations de référence des années intermédiaires étant quant à elles estimées par interpolation ou extrapolation. Pour la commune, le premier recensement exhaustif entrant dans le cadre du nouveau dispositif a été réalisé en 2007.

En 2022, la commune comptait 6 007 habitants, en évolution de −1,12 % par rapport à 2016 (Hérault : +7,49 %, France hors Mayotte : +2,11 %).
| 1851 | 1856 | 1861 | 1866 | 1872 | 1876 | 1881 | 1886 | 1891 |
| ---- | ---- | ---- | ---- | ---- | ---- | ---- | ---- | ---- |
| 491  | 510  | 546  | 601  | 602  | 692  | 733  | 824  | 924  |

| 1896 | 1901 | 1906 | 1911 | 1921  | 1926  | 1931  | 1936  | 1946  |
| ---- | ---- | ---- | ---- | ----- | ----- | ----- | ----- | ----- |
| 932  | 983  | 960  | 976  | 1 054 | 1 233 | 1 414 | 1 519 | 1 635 |

| 1954  | 1962  | 1968  | 1975  | 1982  | 1990  | 1999  | 2006  | 2007  |
| ----- | ----- | ----- | ----- | ----- | ----- | ----- | ----- | ----- |
| 2 085 | 2 081 | 2 390 | 3 345 | 4 062 | 4 748 | 5 421 | 5 974 | 6 048 |

| 2012  | 2017  | 2022  | - | - | - | - | - | - |
| ----- | ----- | ----- | - | - | - | - | - | - |
| 6 106 | 5 977 | 6 007 | - | - | - | - | - | - |

### Enseignement

#### Écoles primaires
Rattachée à l'académie de Montpellier, la commune accueille sur son territoire deux établissements chargés de l'enseignement primaire des enfants :
1. l'école maternelle publique Pierre et Marie Curie, qui recense 136 élèves en mars 2019[87],[88] ;
2. l'école élémentaire publique Louis Pasteur et qui comprend dix classes pour un effectif total de 278 élèves en mars 2019[89],[90].

#### Collège et lycée
La commune n'héberge aucun établissement d'enseignement secondaire sur son territoire. Le collège public le plus proche est le collège Frédéric Mistral situé à Pérols et le lycée public est le lycée Champollion situé à Lattes.

### Sports et loisirs

#### Installations sportives

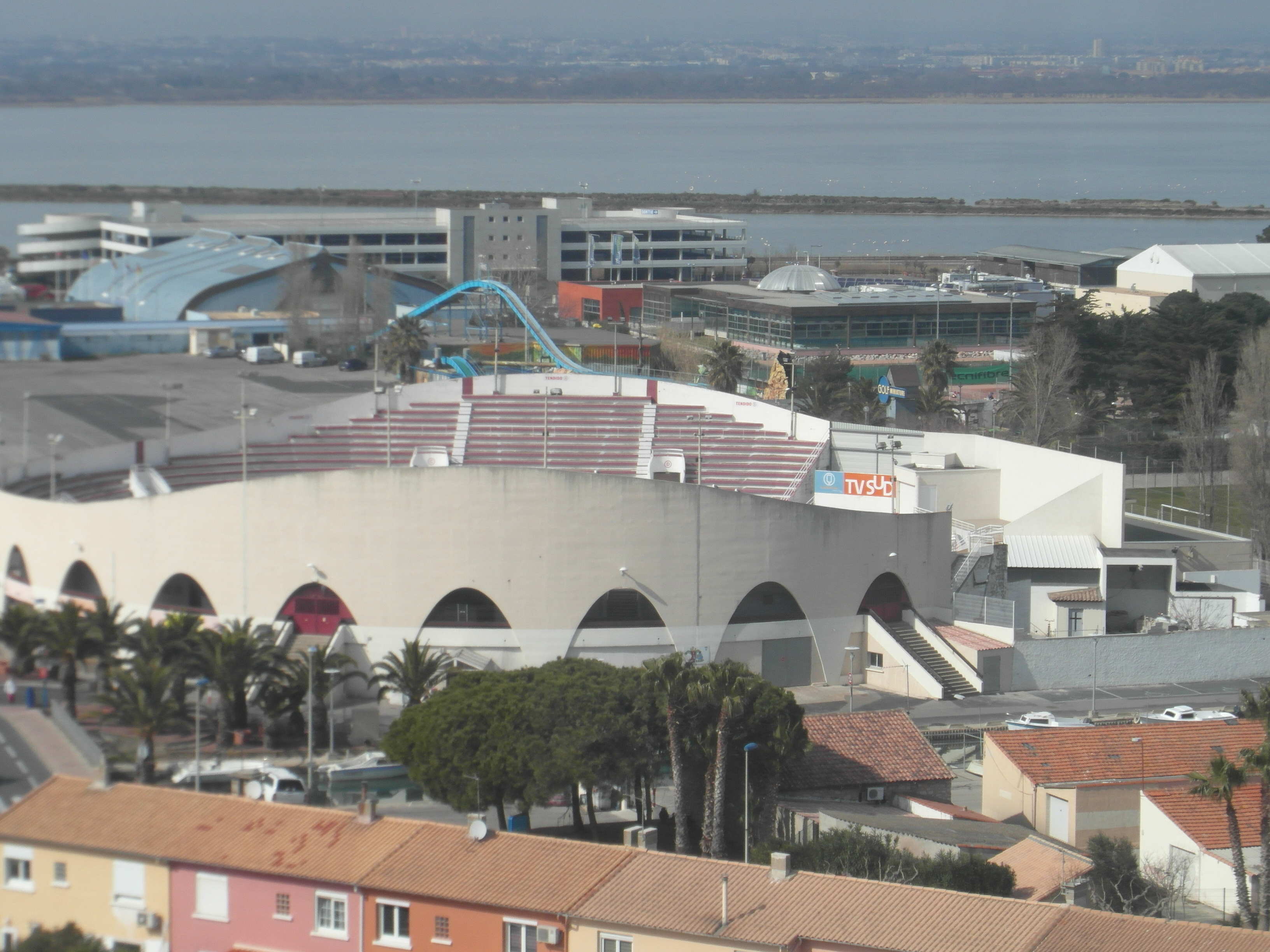
Les arènes El Cordobès et l'espace Aqua'titude.

La commune héberge plusieurs installations sportives, dont :
- Les arènes de Palavas-les-Flots, situées rive gauche du Lez, non loin du centre-ville, portent le nom de El Cordobès et, selon l'office de tourisme, celles-ci sont classées dans la catégorie des « arènes de tradition »[92].
- L'espace Aqua'titude, espace aquatique positionné près des arènes, comprend deux bassins dont un à vocation sportive et un à vocation ludique, ainsi qu'un parc extérieur consacré à diverses activités ludiques et récréatives[93].
- Le centre nautique Pierre-Ligneul, situé sur la rive gauche du Lez, propose diverses activités nautiques et sportives, telles que la connaissance du catamaran, du dériveur, de l'optimist, de la planche à voile et du paddle[94].
- Le stade Louis Baume est destiné à recevoir les matchs de championnat des équipes locales de football et de rugby[95]. Il existe également à proximité de ce stade, un gymnase, deux salles dont une dite « salle municipale du tenchadou » et une autre dite « salle bleue ».

Les structures du parc de sports en extérieur qui étaient installées par une association privée sur une plage de Palavas ont été retirées en 2023 par la mairie car considérées comme étant illégales.

#### Associations sportives
La commune héberge de nombreuses associations sportives, dont le « rugby-club palavasien », la régie municipale des tennis de Palavas, le club de boxe thaïlandaise et le Club « AquaLove Sauvetage » à Palavas qui gère le sauvetage sportif.
Il existe également un club de plongée sous-marine dénommé « Octopus » ainsi qu'un centre de plongée dénommé « ecosystem » qui sont également enregistrés sur le territoire de la commune.
Le club de kayak de mer Palavas dénommé simplement « Kayak de mer » permet une pratique loisir en mer et dans les étangs. Le club de pirogue polynésienne, ainsi qu'un club de wave-ski et surf-ski dénommé « Palavas Ocean Racing permet d'exercer des sports de type polynésien. Il existe également des clubs de surf, bodyboard, skimboard, longboard, Stand-Up Paddle et kite.
Palavas héberge également une association de tir à l'arc dénommé  « Les Archers de Ballestras » et une association de pêche au lancer (quais et digues), au bouchon (grau) et de surfcasting (plages)

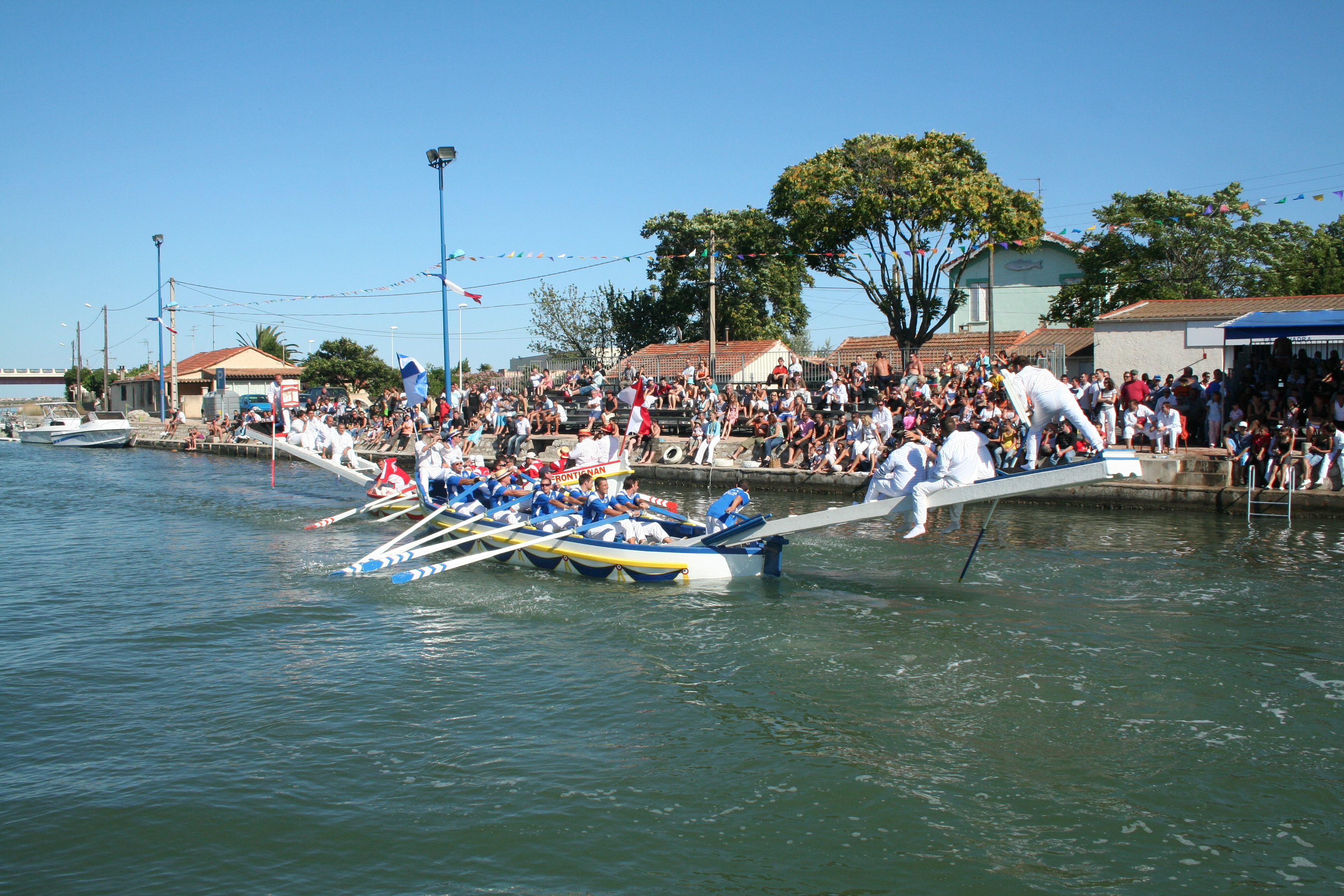
La joute languedocienne.

- Les joutes nautiques :

Pour un article plus général, voir Joute nautique (méthode languedocienne).
La « lance sportive palavasienne » (LSP) a pour objet de promouvoir les joutes nautiques et d'organiser des tournois. Les membres s'entraînent tous les mercredis sur le canal en été. Il existe une école municipale de joutes qui initie les jeunes à la pratique de ce sport régional très populaire.
Deux barques lourdes, l'une dite « la rouge », l'autre dite « la bleue », sont propulsées par huit à dix rameurs et guidées par deux barreurs, les « timoniers patrons ». Perché sur la « tintaine », en hauteur à l’arrière du bateau, le jouteur avec sa lance dans une main et son pavois dans une autre, doit viser le pavois de son adversaire et tente de le faire tomber, son adversaire devant tenter de faire de même.
- Le centre éducatif palavasien

Palavas possède un club de football local, le « CEP Football », composé de trois équipes, deux masculines dont une en réserve (jouant en Ligue régionale de football, et une équipe féminine. Ce centre comprend également une  école de football, du « poucet » au « benjamin ».

#### Manifestations sportives
- Le Marathon de Montpellier

À l'occasion de la 9e édition du Marathon de Montpellier, les participants traversent le territoire de Palavas-les-Flots en utilisant le site des arènes El Cordobés. La traversée de la commune est également effectuée lors du retour de la manifestation lors de la 11e édition en 2022 et se renouvelle à l'occasion de la 12e édition en 2023.
- Le Duo du Phare

La Duo du Phare de Palavas est une régate sportive qui se court avec un équipage de deux personnes. Pour sa 3e édition, celle-ci se déroule les 3 et 4 juin 2023 avec quinze bateaux concurrents.
- Championnats de France de beach tennis 2023

Palavas-les-Flots accueille du 24 au 26 août (pour la première fois de son histoire), les championnats de France de beach tennis. Cette 14e édition réunit les meilleurs joueuses et joueurs français dans les catégories seniors, U14 et U18 sur la plage de l’Hôtel de Ville,.

### Santé et secours à la population
La commune héberge sur son territoire un établissement de santé de type pédiatrique, l'institut Saint-Pierre. Cet institut est un établissement de soins de suite et réadaptation pédiatrique accueillant des malades âgé de 0 à 18 ans, doté d’une capacité de 165 lits et places. Il s'agit d'un établissement de santé privé d’intérêt collectif (ESPIC) géré par une association dont le siège est fixé à Montpellier. Il présente des services de rééducation fonctionnelle, de soins palliatifs et de rééducation spécialisée.
La caserne des sapeurs-pompiers de Palavas-les-Flots est installée rue de la Tramontane. En 2023, celle-ci accueille des visiteurs dans le cadre d'une journée « portes ouvertes v avec une initiation aux gestes premiers secours.

### Médias

#### Presse écrite
Le Midi libre, quotidien régional, est distribué dans la commune.
La commune édite un bulletin municipal d'information à destination des habitants.

#### Presse audiovisuelle

##### Radios
Ici Hérault, (anciennement France Bleu Hérault), est la station de radio généraliste émettant sur le territoire de la commune.

##### Télévisions
France 3 Languedoc-Roussillon, chaîne télévisée locale publique appartenant à la direction régionale de France 3 Occitanie et qui propose des journaux quotidiens produits par la rédaction montpelliéraine, ainsi que des émissions locales sur les communes de l'ancienne région.

### Cultes

#### Culte catholique
Située dans le diocèse de Montpellier, l'église (propriété de la commune) ainsi que la communauté catholique de la commune sont desservies par la paroisse de Pérols-Carnon, dénommée « Stella Maris » et du diocèse de Montpellier.

#### Culte protestant
La communauté protestante de la commune dépend de « l'Église Protestante Unie de Montpellier et Agglomération ».

## Économie

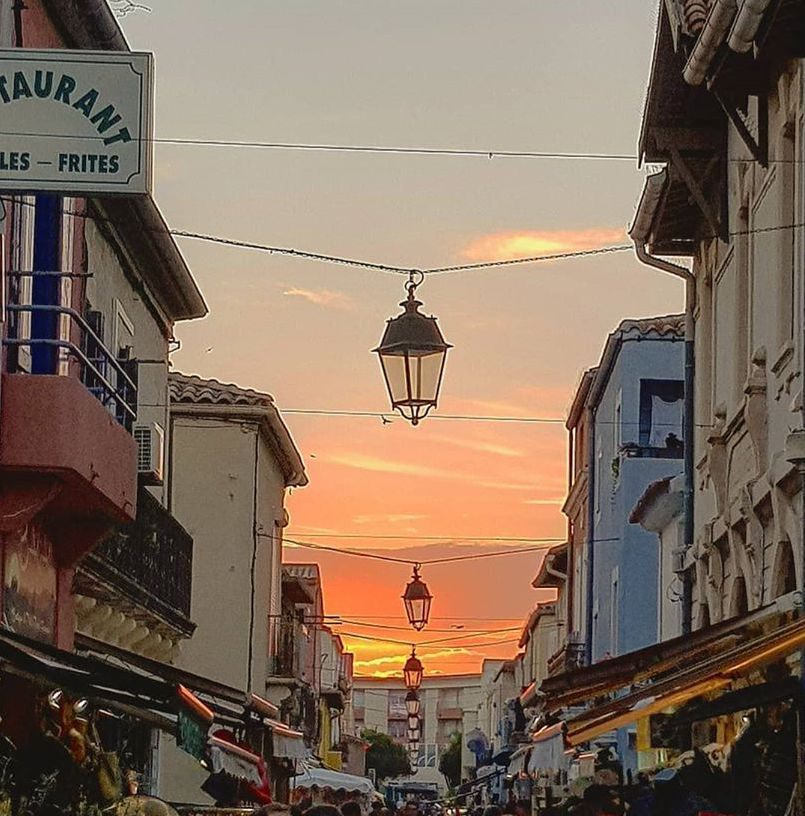
Palavas, la rue piétonne, un soir d'été.

Il subsiste une activité de pêche et quelques petites industries locales, mais l'activité économique principale de la commune est le tourisme, particulièrement active durant la période estivale.

### Tourisme
La proximité de la grande agglomération montpelliéraine à moins de 10 km favorise un tourisme de proximité, particulièrement les week-ends et la clientèle est principalement familiale. Les mois de juillet et août attirent une clientèle plus importante en provenance de régions françaises plus éloignées.

#### Capacité d'hébergement touristique
Les résidences secondaires de la commune représentent 58 % des hébergements touristiques, le reste correspondant aux trois autres types d'accueil présentés sur le tableau ci-dessous :
| Type d'occupation                    | Pourcentage |
| ------------------------------------ | ----------- |
| Total des hébergements non marchands | 58 %        |
| Total des hébergements marchands     | 20 %        |
| Total des anneaux port de plaisance  | 21 %        |
| Total de la base de camping-cars     | 1 %         |

#### Hébergement hôtelier
Palavas-les-Flots comprend de nombreux  hôtels de diverses catégories. Depuis l'été 2018, la commune héberge un hôtel cinq étoiles, premier hôtel de luxe de la station : Palace plage est selon la presse, « l'unique établissement haut de gamme les pieds dans l'eau du littoral héraultais ».

#### Conformité des campings
Un jugement du tribunal administratif de Montpellier d'octobre 2017 a ordonné l’enlèvement de 192 mobile homes installés sur une plage en respect de l'interdiction imposé par le plan de prévention du risque inondation (PPRI), de la station balnéaire.
Concernant la lutte contre la « cabanisation » sur le littoral héraultais, un arrêt de la cour d’appel de Montpellier, publié durant la même période a condamné les gestionnaires d'un camping local pour « occupation illégale de la bande des cent mètres, sur le domaine public ».

#### Les plages

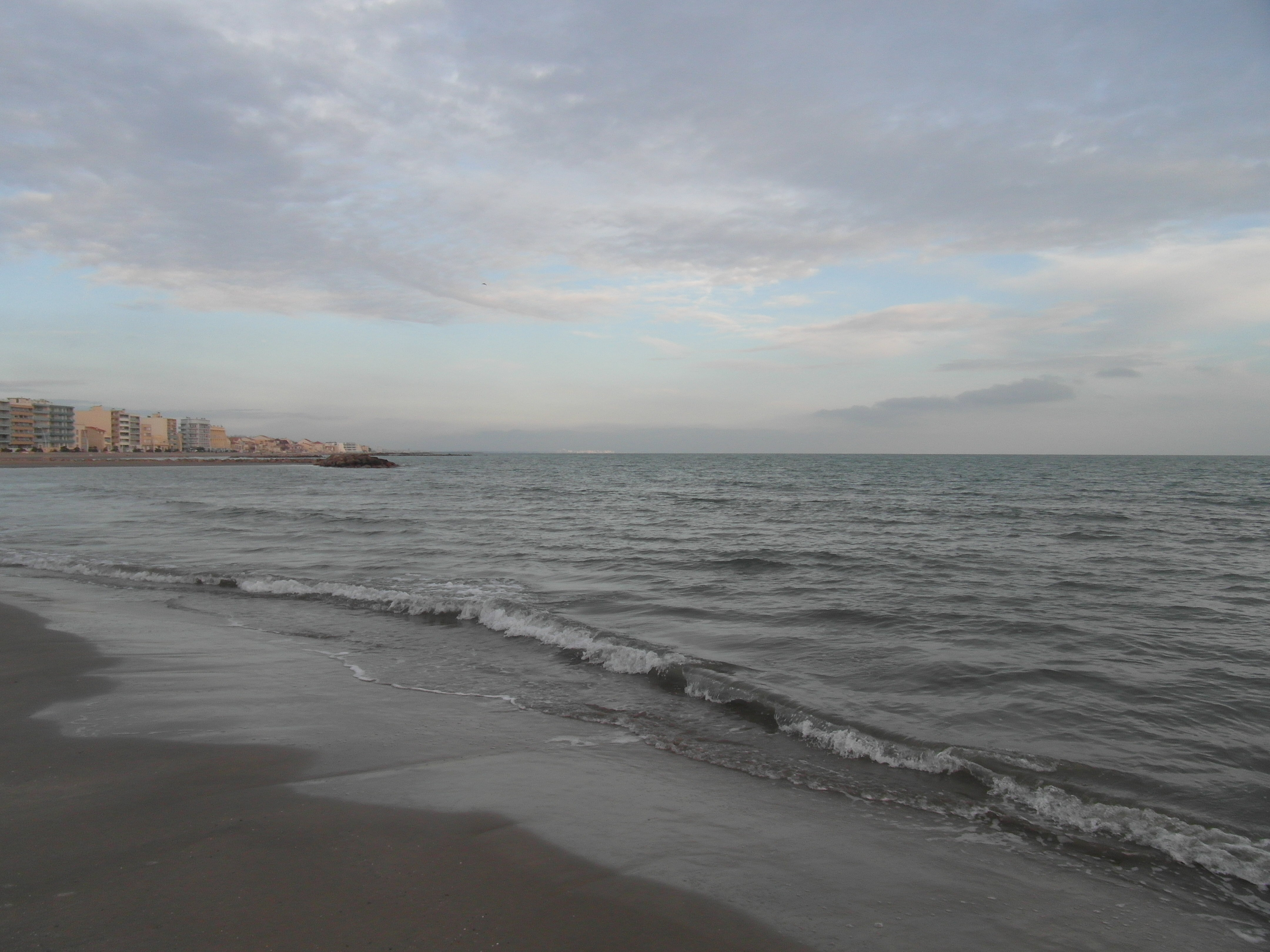
La plage de Palavas en janvier 2016.

Longues de sept kilomètres, s'étalant entre Carnon à l'est (rive gauche du Lez), et Villeneuve-lès-Maguelone à l'ouest (rive droite du Lez), les plages proposent des activités de baignade, de surf et de jeux de plage en été, mais aussi de lieu de promenades en hiver) et attirent donc un très grand nombre de touristes qui logent sur place grâce à la présence de nombreux hôtels, de résidences secondaires et des campings, ou dans les communes proches de Palavas comme dans les campings de Lattes et Pérols. Cette affluence a longtemps marqué Palavas d'une image de lieu de vacances populaires, encore très forte aujourd'hui.
À l'instar d'autres communes balnéaires du Golfe du Lion, et face à la demande de la clientèle touristique, des concessions de plage et des établissements de restauration sont apparus sur l'espace public du littoral géré par l'État, propriétaire du domaine public maritime.

### La pêche et les activités maritimes
Le syndicat de pêcheurs de Palavas-les-Flots a été créé en 1936. Il organise et contrôle la gestion de la pêche en mer et en étang dans le territoire maritime de la commune. Une zone de cantonnement dite « Réserve marine de la côte palavasienne » a également été mise en place sous l'autorité de cette association.

#### Le port

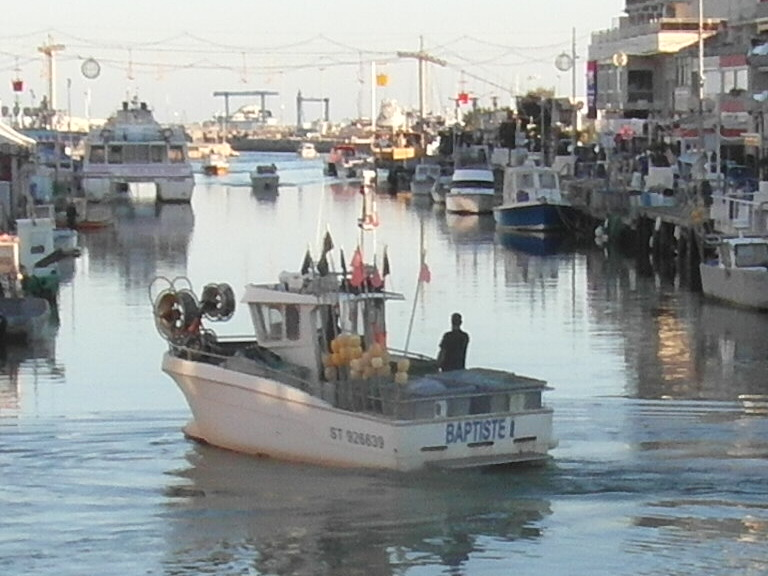
Le port de Palavas en octobre 2016.

La vie maritime de Palavas s'articule autour de deux axes :
- Le port-canal (le Lez) :

Les pêcheurs ancrent leurs bateaux et vendent le produit de la pêche sur place (mer et étang).
Par ailleurs, une activité de loisirs, voyage en mer et attractions nautiques Parachute ascensionnel, location de Jet ski est également présente le long des quais.
En prolongeant la promenade vers la mer, on découvre également les voiles latines des mourres de pouar qui sont des anciennes barques traditionnelles
- Le port de plaisance :

Cet espace marin propose une offre de 1 100 ancrages, il se compose d'un bassin marin (le plus grand) en face du casino et du bassin fluvial Paul Riquet en amont le long du Lez.

### Production viticole
Le « sable-de-camargue », appelé auparavant « vin de pays des sables du Golfe du Lion » est un vin français d'indication géographique protégée. Le terroir viticole est situé en limite de la plaine côtière de la Camargue et de la petite Camargue et se prolonge également sur les lidos du Languedoc entre les étangs, les lagunes, les graus, entre Les territoires des Saintes-Maries de la Mer et du Cap d'Agde.
Le vignoble s'étend depuis le département des Bouches-du-Rhône et du Gard jusqu'aux communes de Frontignan, Marseillan, Mauguio, Sète, Vic-la-Gardiole, Villeneuve-lès-Maguelone et bien sur, Palavas-les-Flots, communes situées dans le département de l’Hérault.

### Production d'eau minérale

#### Source d'eau minérale dite «Jeanne-d'Arc»
Découverte en 1874, puis aménagée dans une petite grotte, cette source d'eau fortement ferrugineuse est riche en gaz carbonique. À la fin du XIXe siècle, celle-ci était recommandée pour ses vertus digestives.
La municipalité de Palavas a porté le projet de faire rejaillir l'eau pétillante et ferrugineuse de la source Jeanne-d'Arc. Inaugurée en 2003, la source « naturellement minéralisée et gazeuse » a un débit de 1 500 litres à l'heure. Le projet a couté 76 000 € et le forage est de 114 mètres.

### Activité de recherche scientifique

#### Site de l'IFREMER

logo de l'IFREMER.

Installée entre le golfe et la lagune et créée durant l'année 1974, la station de l'Ifremer de Palavas, établissement public à caractère industriel et commercial sous la tutelle du ministère de l'Écologie, du Développement durable et de l'Énergie et du ministère de l'Enseignement supérieur et de la Recherche s'implique dans l'effort de recherche et de développement en pisciculture marine, en partenariat avec de nombreuses structures nationales et internationales, notamment européennes.
Les champs d'investigation et de recherche concernent principalement les poissons, leurs modes de vie et leur environnement. les sciences concernées sont la génétique, la physiologie de la reproduction, l'immuno-pathologie et la technologie des systèmes d'élevage utilisant la recirculation de l'eau. L'espèce modèle du site est le bar, mais les installations sont conçues pour effectuer des expérimentations sur de nombreuses espèces de poissons dont :
- Les Sparus aurata (daurades) ;
- Les Solea solea (soles) ;
- Les Umbrinæ (ombrines) ;
- Les Rachycentron canadum (cobias) ;
- Les Argyrosomus regius (maigres).

## Culture locale et patrimoine

### Patrimoine architectural

#### Édifices religieux

##### L'église Saint-Pierre

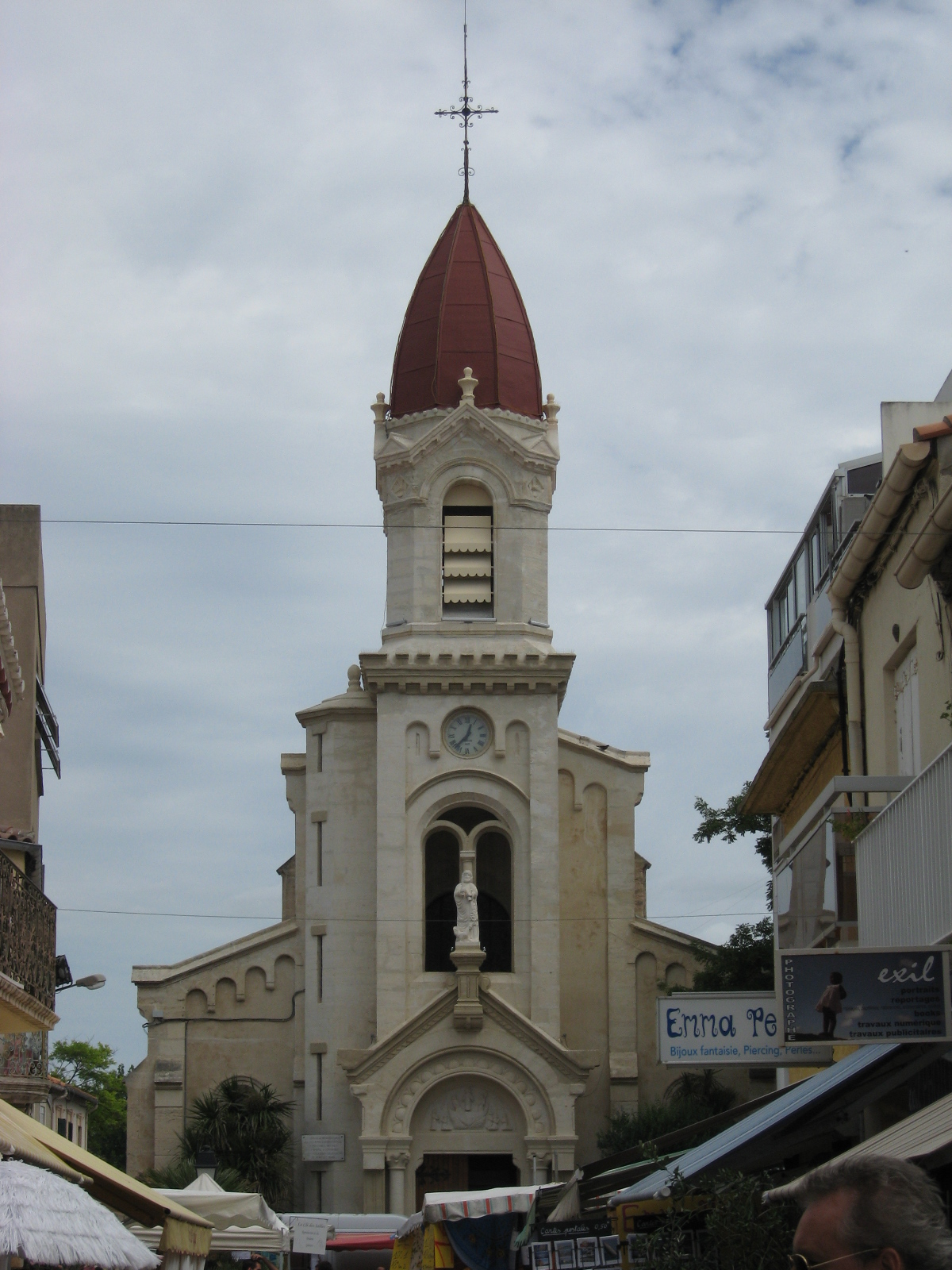
Église Saint-Pierre.

L'Église catholique paroissiale Saint-Pierre de Palavas-les-Flots est située en centre-ville, non loin du phare de la Méditerranée, sur la rive gauche du canal.
Ce bâtiment a été édifié en 1896 grâce à une souscription, pour remplacer l'église de planches, premier bâtiment religieux du village. L'église est un édifice de style néo-roman et ne possède qu'une seule nef et une seule tribune et elle a été inaugurée par le cardinal de Cabrières, évêque de Montpellier, le 26 mars 1896.
L'église abrite les cendres de la martyre sainte Florence, dont on peut voir le gisant, celui-ci étant une reproduction de cire polychrome.

##### La chapelle Notre-Dame de la route
La chapelle Notre-Dame de la Route est située à l'est de Palavas, en direction de Carnon sur la place Paul-Bruniquel, elle a été bénite le 1er mai 1961 par Cyprien Tourel.
Ce bâtiment religieux catholique a été financé par une souscription levée par l'Abbé Pierre Bruniquel. Menacée de ruine, elle est rachetée au prix de 1 euro symbolique au diocèse, par la municipalité de Palavas-les-flots et restaurée. le bâtiment a été principalement transformé en espace de spectacle consacré à l'art dramatique, à la musique et aux conférences., mais des offices sont toujours célébrés en juillet et août.

#### Autres monuments

##### Le phare de la Méditerranée

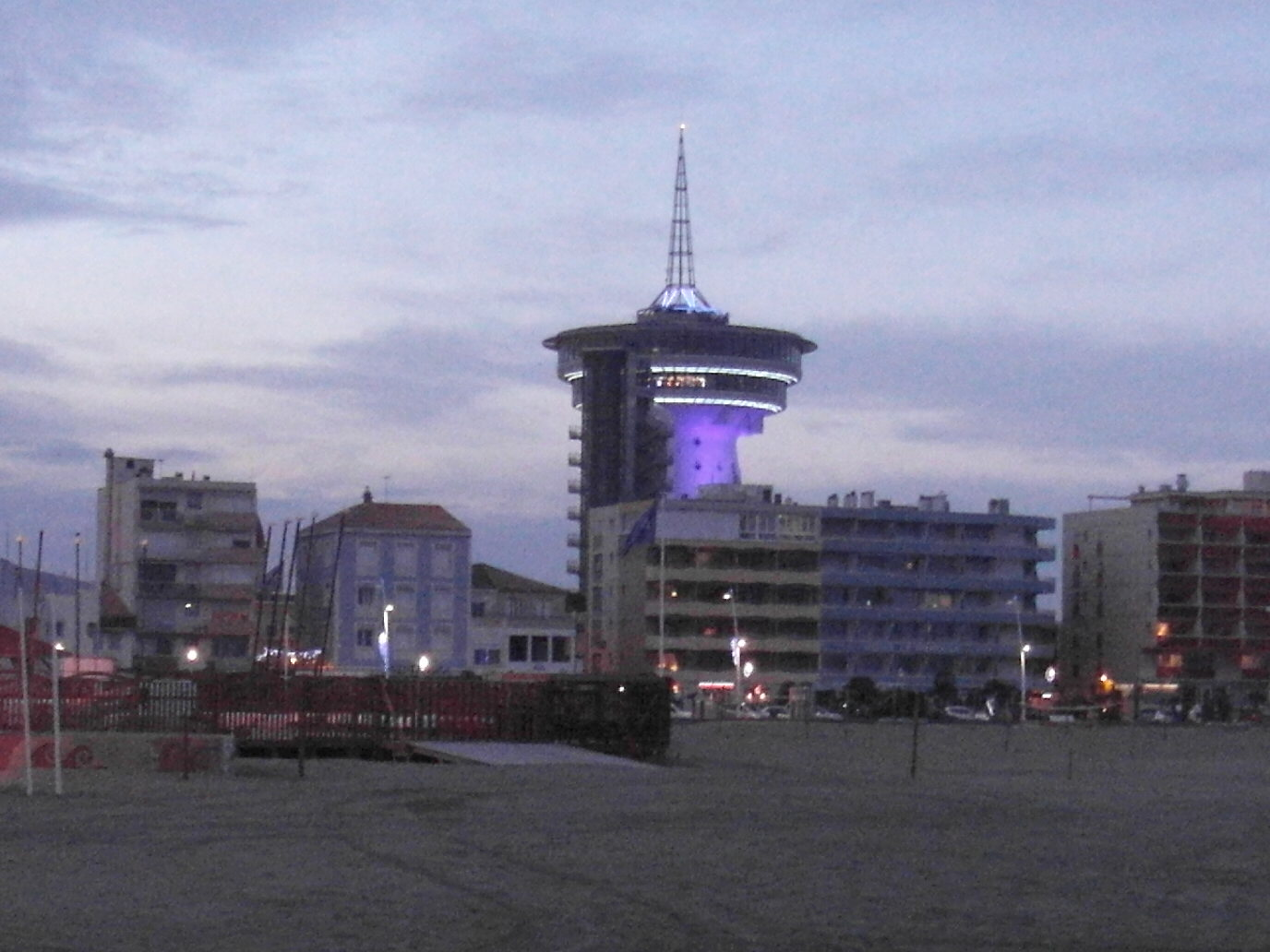
Le Phare de la Méditerranée depuis la plage

Situé à proximité du centre-ville et construit sur l'emplacement de l'ancienne redoute de Ballestras, l'ancien château d'eau, haut de 45 m, édifié en 1943, présente un coffre de béton qui a été profondément transformé pour devenir le Phare de la Méditerranée. Ce monument accueille depuis quelques années le palais des congrès avec au sommet un restaurant panoramique tournant offrant aux convives une vue à 360°.
L'intérieur de l'ancien château d'eau, en fait une simple citerne posée sur la redoute de Ballestras, a donc été démoli (ne conservant que l'enveloppe) et la redoute enchassée dans l'édifice, déposée pierre par pierre, fut reconstruite et restaurée par les Compagnons du Devoir sur l'étang du Levant, à l'ouest de l'étang du Grec, à l'entrée est de la ville. Cette redoute abrite actuellement le musée Albert Dubout.
Le 17 septembre 2019, dans le cadre du 34e anniversaire de la Marianne d’Or, prix d’excellence des municipalités de France, le phare de la Méditerranée a reçu la « Marianne d’Or anniversaire », remis à son maire, Christian Jeanjean.

##### Le casino
Grâce à son label « Ville d'eau », Palavas dispose d'un casino sur la rive droite depuis la fin du XIXe siècle. L'édificie est très proche du centre-ville et du port, face à la plage.
Le Grand casino Granier permet de participer à de nombreux jeux d'argent tels que les célèbres machines à sous, des tables de roulette anglaise, de black jack et des jeux de cartes. Un restaurant est également situé dans le bâtiment.
Le casino qui fut réputé pour ses spectacles d'opérette appartient actuellement au groupe Partouche qui possèdent d'autres casinos en France.

##### Sculptures monumentales
Un groupe monumental en bronze intitulé « L'Espoir », composé de cinq personnages, d'une hauteur d'un peu plus de 4 mètres, a été offert par le groupe immobilier Angelotti à la ville de Palavas-les-Flots. Installé sur un socle composé de trois marches qui mène à une plateforme de 8 mètres de côté, il se situe à l'extrémité de la jetée au bout du port de Palavas, sur la rive gauche du Lez qui se jette juste à cet endroit dans la Méditerranée. Cet ensemble fait face à la statue du « Pêcheur de Palavas » qui lui fait pendant de l'autre côté de l'embouchure du Lez. Le groupe a été inauguré le 23 décembre 2014 par le maire de la commune.
En avril 2021, la municipalité de Palavas-les-Flots fait procéder à l'installation d'une structure monumentale en 3D, dénommée « #lovepalavas »  sur la promenade piétonne sur la rive gauche du Lez, qui mène à la statue « L’Espoir » de Nella Buscot. Le maire, Christian Jeanjean indique, au cours d'une interview, que cette structure étant mobile, « elle sera déplacée lors de grandes manifestations, dans des lieux emblématiques de la ville pour le plaisir de tous. ».

### Patrimoine culturel

#### Équipements culturels
Une médiathèque et trois musées sont implantés à Palavas, dont deux rappellent l'œuvre du dessinateur humoristique Albert Dubout dans la redoute de Ballestras et le « petit train » qui desservit la station de 1872 à 1968.

##### Médiathèque
La médiathèque Saint-Exupéry, située à proximité de la mairie, offre une surface de rayonnage de plus de 300 m2.

##### Le musée Albert Dubout
En 1991, la redoute de Ballestras, ancien fortin militaire construit au XVIIIe siècle pour surveiller la côte du golfe et qui se situait auparavant devant la plage, sur la rive gauche du Lez fut démontée, pierre par pierre, par le mouvement des Compagnons du devoir, puis reconstruit sur l’ile du levant située sur l'étang du Grec. Le musée Albert Dubout consacrée au célèbre dessinateur et peintre, amoureux de Palavas et de son petit train y fut installé en 1992.
Les salles d'expositions, régulièrement réorganisées, présentent de façon illustrée ce que le dessinateur Albert Dubout pouvait observer à l’époque comme étant du domaine l’histoire de la station balnéaire : les vacances, le train à vapeur, les transports, le sport, la société, de façon toujours comique et caricaturale, voire grotesque, mais sans méchanceté.

##### Le musée de la voiture miniature et du Train
Le musée du Train, contigu au musée de la voiture miniature a été créé en 1996 et il est contigu au musée Albert Dubout. Le visiteur peut y découvrir une locomotive à vapeur avec un de ses wagons, une collection privée d’anciennes lanternes de chemin de fer, des dessins et des illustrations, la plupart d'Albert Dubout, des photos anciennes du petit train du temps ou il circulait (1872-1968) et une boutique de souvenirs.

##### Le musée du Patrimoine Jean-Aristide Rudel
Consacré au patrimoine et à l'histoire de Palavas-les-flots, ce musée est situé avenue de l'évêché de Maguelone.

##### Galerie de peinture
Il existe également la galerie Gustave Courbet qui perpétue le passage du peintre Courbet dans la commune dont il a peint la plage en 1854 lors de son premier séjour.

Quelques musées, monuments et autres édifices de Palavas-les-Flots.
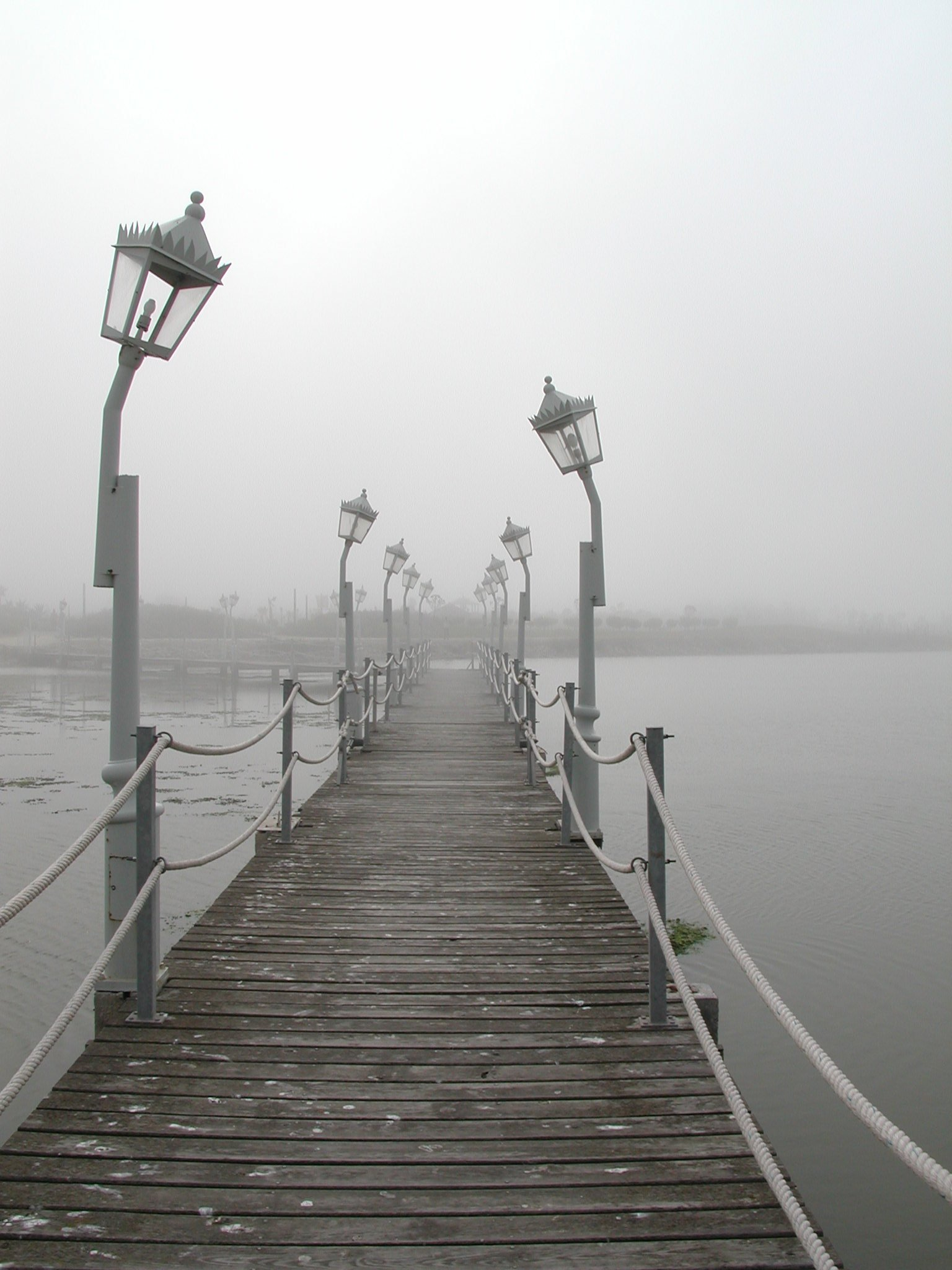
Passerelle du musée Albert Dubout.
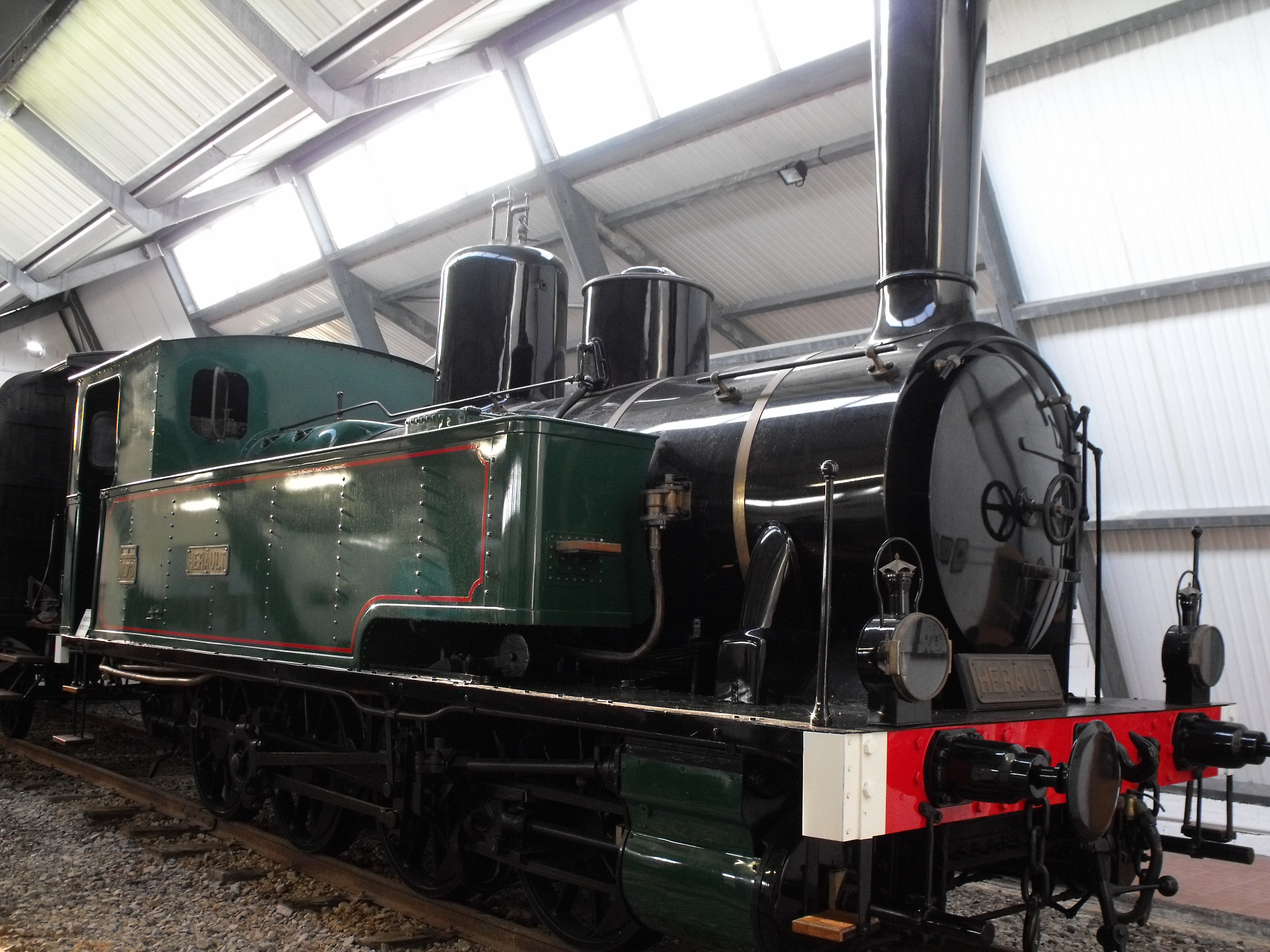
La locomotive du musée du Train.
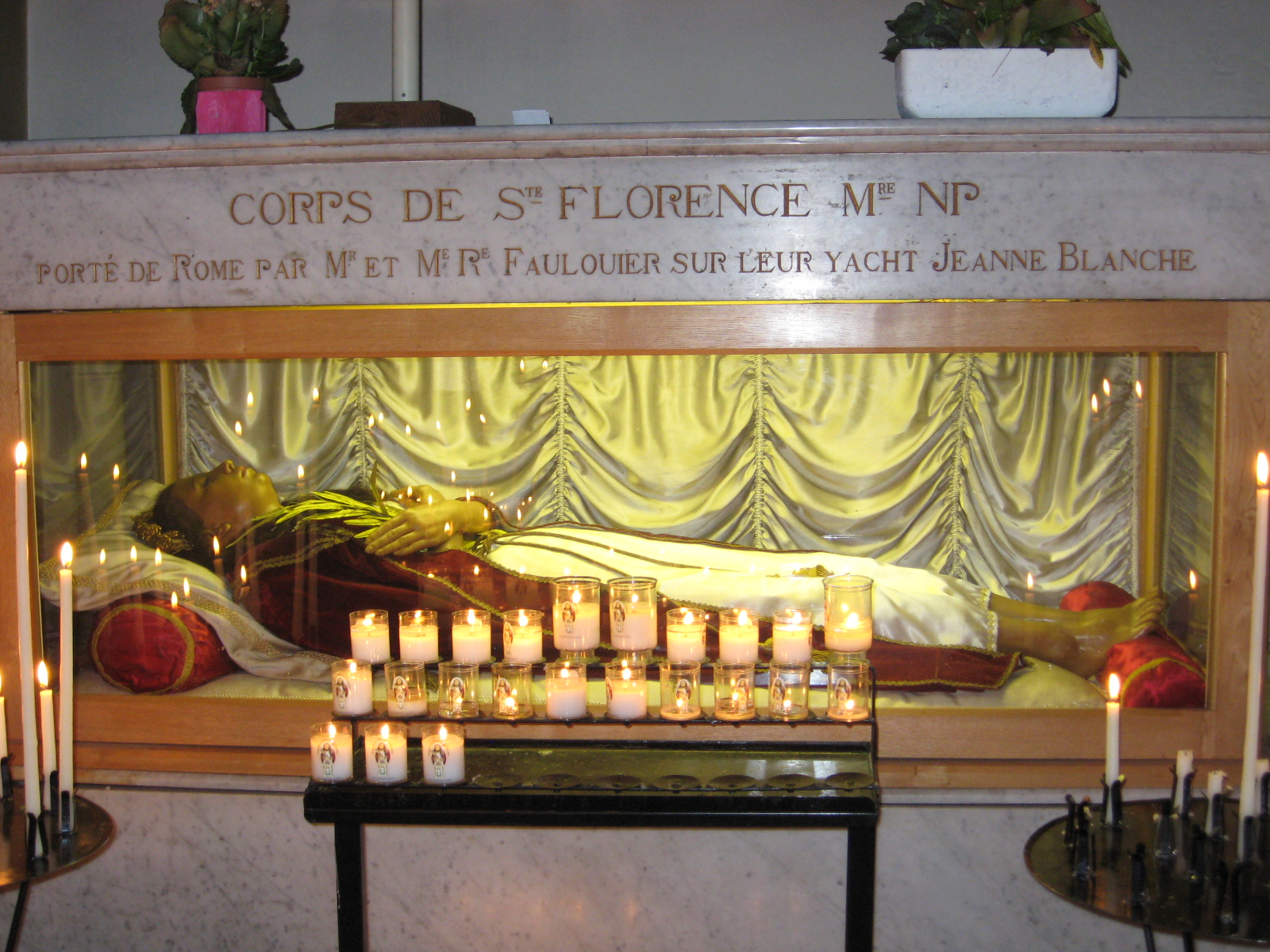
Gisant de sainte Florence dans l'église Saint-Pierre
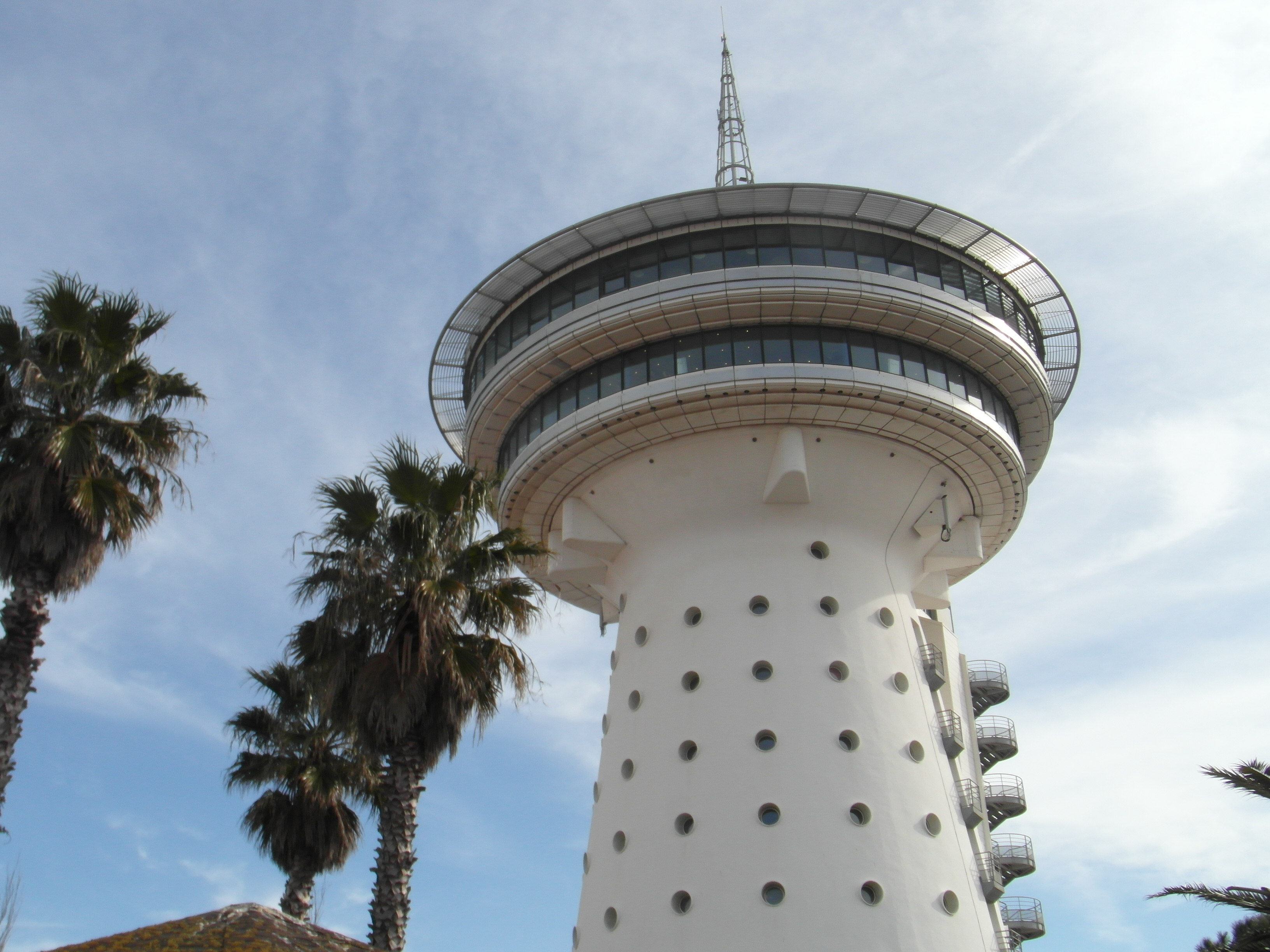
Le phare de la Méditerranée en 2015.
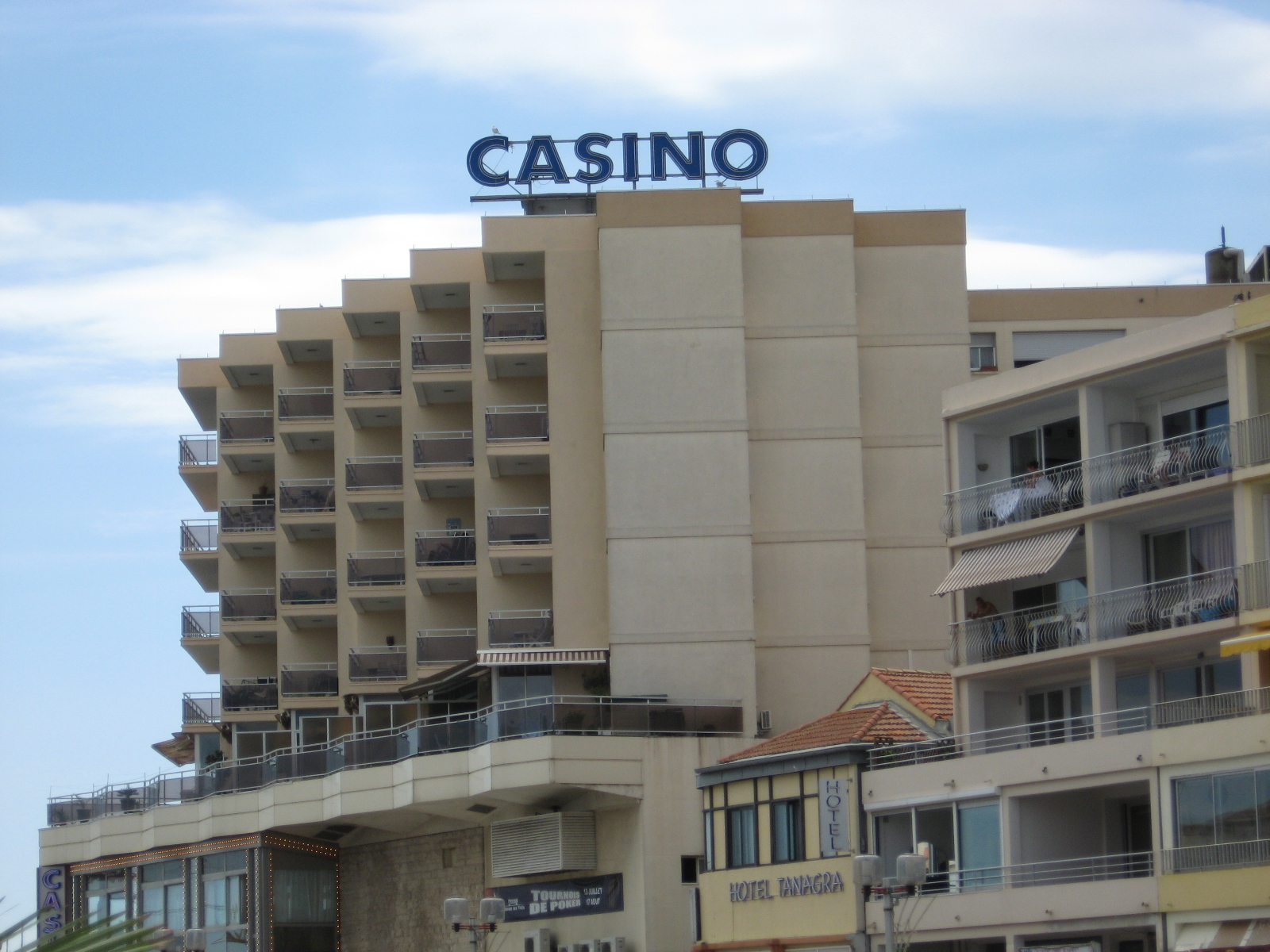
Bâtiment du casino de Palavas.
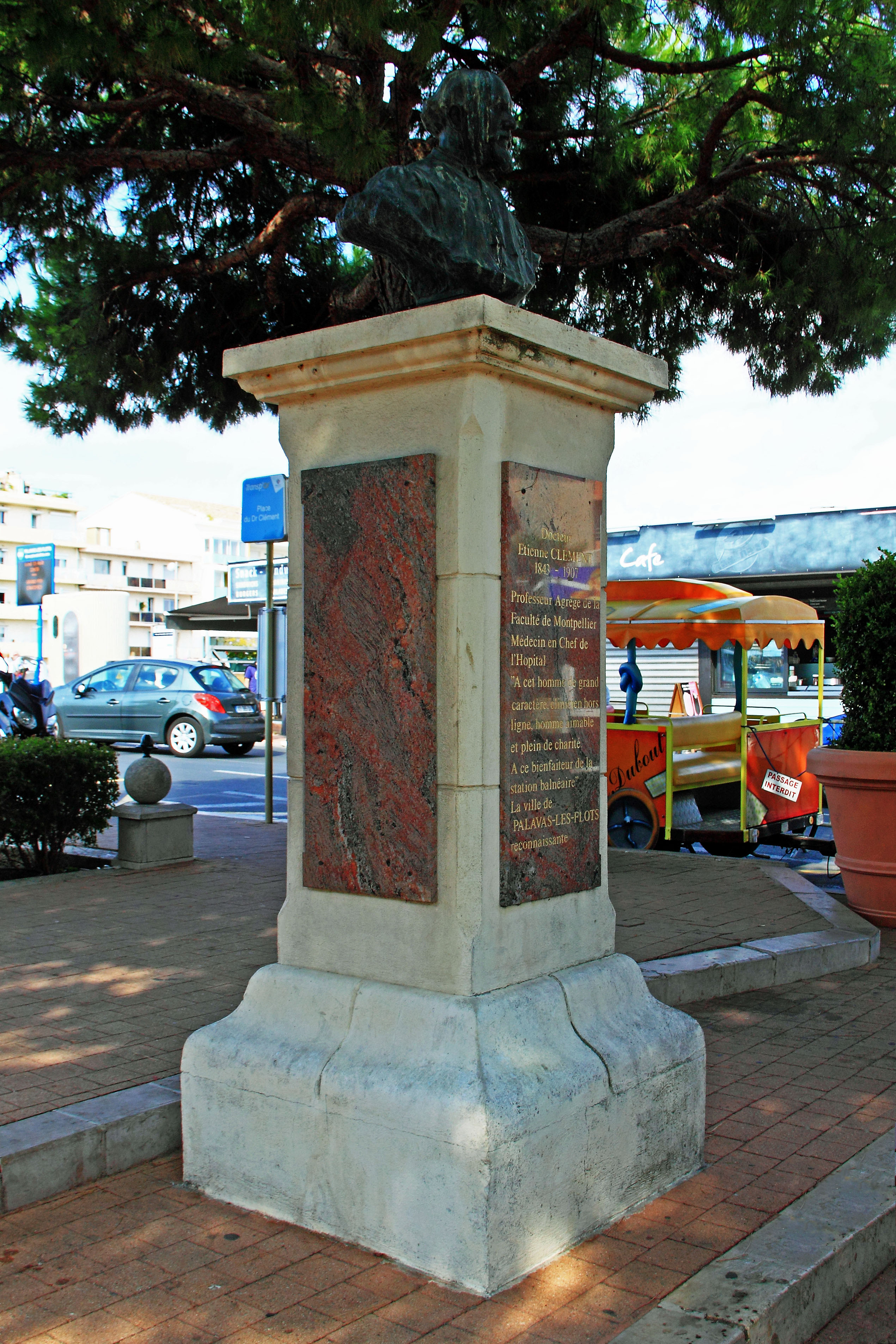
Buste du Dr Clément

#### Langues et traditions orales

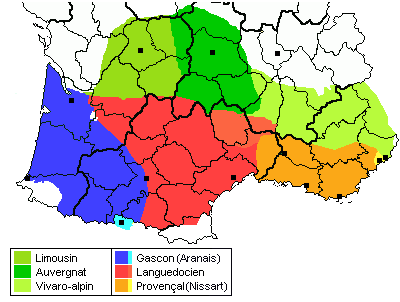
Carte des dialectes occitans.

Le territoire de Palavas et des communes voisines se situe dans le domaine linguistique des langues occitanes et plus précisément dans le domaine du languedocien (branche orientale) qui est un dialecte de celles-ci. Le languedocien est parlé principalement dans le Languedoc et en Guyenne.
Au niveau des langues occitanes, le languedocien reste un dialecte à la fois central et conservateur et il a peu évolué depuis le temps des troubadours. Pour ces raisons, il est proposé par certains linguistes une standardisation de l'occitan à partir du languedocien.
Ville de tourisme et de villégiature, Palavas-les-flots abrite, en conséquence et proportionnellement à sa population, très peu de locuteurs de cette langue traditionnelle, mais celle-ci reste encore présente dans l'arrière-pays languedocien et notamment à Montpellier, où l'enseignement de cette langue est assurée à tous les niveaux de la scolarité, y compris dans certaines écoles primaires et à l'université.

### Manifestations culturelles et festivités
De nombreuses manifestations de renommée locale et régionale, dont certaines sont à vocation touristiques, sont produites chaque année. Depuis 2016, la ville possède son propre comité des fêtes, gérée par une association locale. Celle-ci participe aux animations, en collaboration avec les commerçants locaux et la municipalité.
Chaque année, des compétitions nautiques régionales, voir inter-régionales ont lieu sur les plages de Palavas, concernant des activités sportives tels que la Voile, le windsurf, le skimboard ou le surf. En été, riche d'une cinquantaine d'attractions, une fête foraine qui s'étend sur toute la saison des vacances scolaires côtoie les arènes utilisées pour les courses camarguaises. Ces arènes ont accueilli, à plusieurs reprises, la célèbre émission Intervilles où Palavas concourra la dernière fois en 2008 dans la version de France télévisions.
Une salle de cinéma équipée d'une salle climatisée et équipée pour la « 3D » dénommée « Le Nautilus » est installée sur le front mer, rive gauche du Lez, non loin du centre-ville. Des séances de projection en plein air peuvent être effectuées, en été, dans le parc du Levant, ou sur la plage de l’Hôtel de Ville, espaces tous les deux situés du côté de la rive gauche du Lez.

#### Printemps

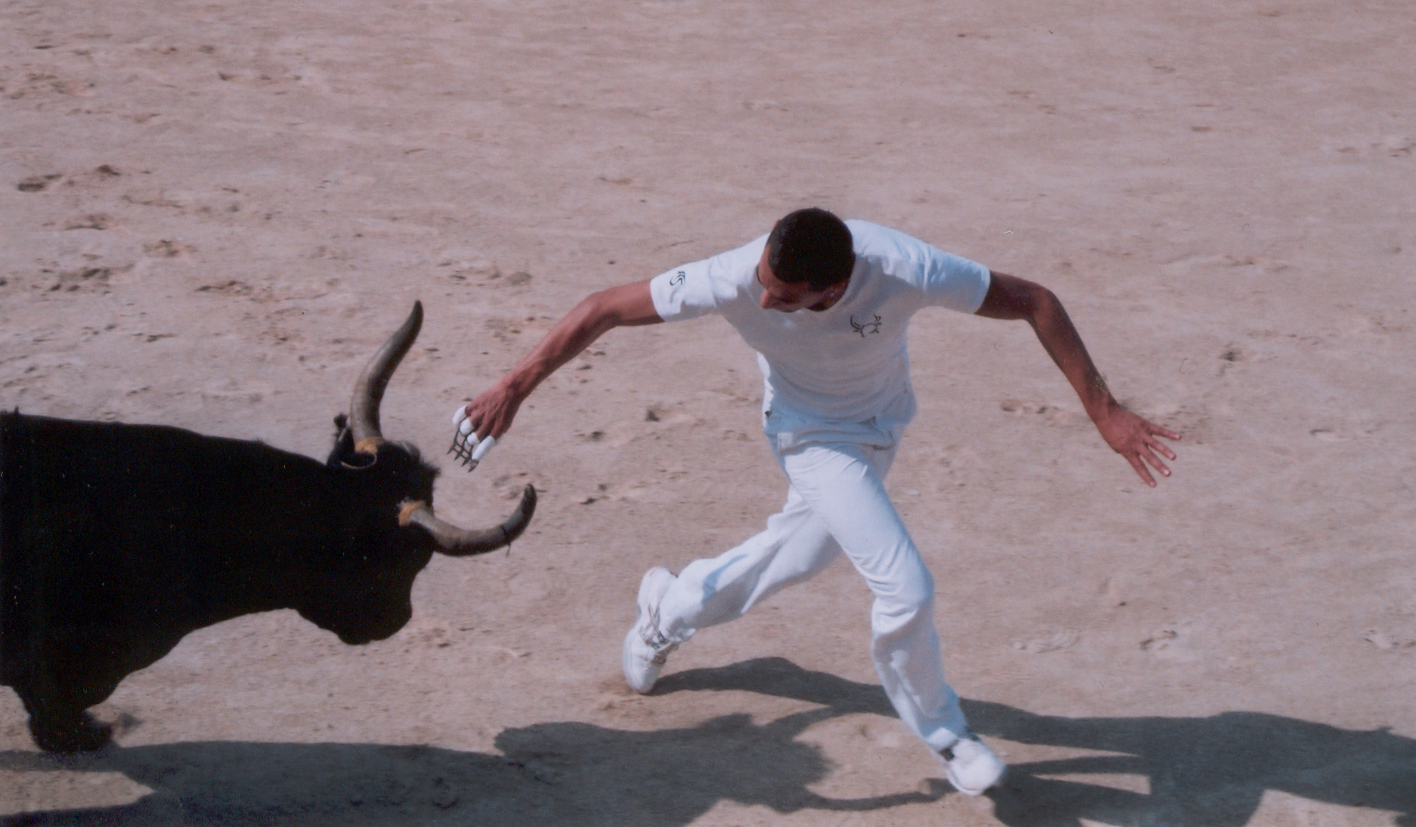
Raseteur tentant d'attraper les attributs primés, aux arènes de Palavas, durant la feria du 30 avril 2007

Durant cette saison, il existe des animations :
« L'Oursinade » (3e édition en 2020) est une exposition de produits de la mer, à proximité de la jetée du port, le dernier week-end du mois de mars, et surtout la « Féria de la mer » qui a fêté au printemps, sa (24e édition en 2021). Cette animation festive regroupe sur les plages et autour des Arènes, des activités récréatives de type bodegas et d'autres activités festives, ainsi que des spectacles équestres.
La « féria » de la mer accueillait, jusqu'en 2017, un spectacle de tauromachie organisé dans ses arènes de la ville, celle-ci étant membre de l'Union des villes taurines françaises. À L'occasion de cette féria organisée durant le printemps 2016, de nombreuses personnes opposées à la corrida ont organisé une manifestation à l'entrée de la commune.
En mars 2017, le maire de Palavas prend la décision de suspendre les activités de corrida lors des prochaines férias, décision prise, selon cet édile, pour des raisons essentiellement budgétaires.
Palavas-les-Flots organise également, de façon ponctuelle, des animations de courses camarguaises et des rencontres de joute nautique sur le Lez canalisé.

#### Été
Il existe durant cette saison, trois manifestations festives notoires :
La « fête de la mer »,ou « féria de la mer ») organisée à l'origine en l'honneur de saint Pierre, patron des pêcheurs, afin de rendre un hommage à la mémoire des pêcheurs palavasiens et des sauveteurs disparus en mer, marque, depuis les années 1950, le début de la saison estivale.
Un tournoi de joutes y est régulièrement organisé dans le canal du lez. À cette occasion le trophée Emile-Guiral est remis aux vainqueur de cette compétition nautique. En 2017, la manifestation a été célébrée le 9 juillet, y associant quelques manifestations ludiques et sportives dénommées « olympiade de la mer », manifestations reprises lors de l'édition 2018.
Depuis 2014, plusieurs meetings aériens sont organisés au-dessus du territoire palavassien et des communes environnantes, notamment effectué par Les voltigeurs de l'aéro-club de l'Hérault, basé à Mauguio. En juillet 2014, c'est la prestigieuse Patrouille de France qui s'associe pour la première fois à cette manifestation, en assurant un survol de la commune agrémenté d'une démonstration de voltige,.
Le Salon du bien-être du corps et de l'esprit, dont la 7e édition en 2017 a été organisée au début du mois de septembre 2016 (et les 2 et 3 septembre en 2017) dans la salle Cosec à Palavas. De nombreux stands, proposant des méthodes de relaxation, de médecine ayurvédique, de kinésiologie, de magnétisme sont installés à cette occasion. D'autres stands, consacrés au phénomène de la voyance, sont également proposés dans le cadre de ce salon ouvert à tous.

#### Automne
La 24e édition de la Féria d'Automne doit se dérouler du 24 au 26 septembre 2021 avec de nombreux spectacles.

#### Hiver
Un « village de Noël » est mis en place durant les vacances d'hiver, la ville de Palavas-les-flots organise avec l'aide des commerçants un village de Noël à l'instar des grandes villes de France, comme Strasbourg, Annecy ou Dijon. Ce village se présente de façon originale car situé en bord de mer et accueille en outre une maison du Père Noël, ses 32 chalets commerçants, une grande patinoire, une Grande Roue et des manèges, tous en apport avec Noël, une crèche grandeur nature et une ferme vivante.
Une exposition de voitures (dénommée salon du sport automobile) présente des véhicules de compétition du sport automobile (rallye, rallye-raid et circuit) est généralement organisée vers la fin du mois de janvier (la 11e édition s'est tenue les 1er et 2 février 2020 dans la salle bleue de Palavas).

#### Autres activités périodiques
Durant l'année, des puces sont organisées tous les samedis matin, autour de ces mêmes arènes. Le marché nocturne de Palavas-les-Flots accueille également les touristes et les résidents, tous les vendredis durant la période estivale.
Il existe également une « Maison du temps libre », située rue des Lamparos. Celle-ci accueille une trentaine d'associations culturelles ou sportives et peu organiser ponctuellement des manifestations d'ordre culturel.
Depuis 2016, un « grand nettoyage citoyen des plages » est organisé sur le littoral. Cette initiative, co-organisée par Cap Océans et Aqualove Sauvetage, a connu sa deuxième opération le 18 novembre 2017.

### Patrimoine naturel

#### Les étangs palavasiens

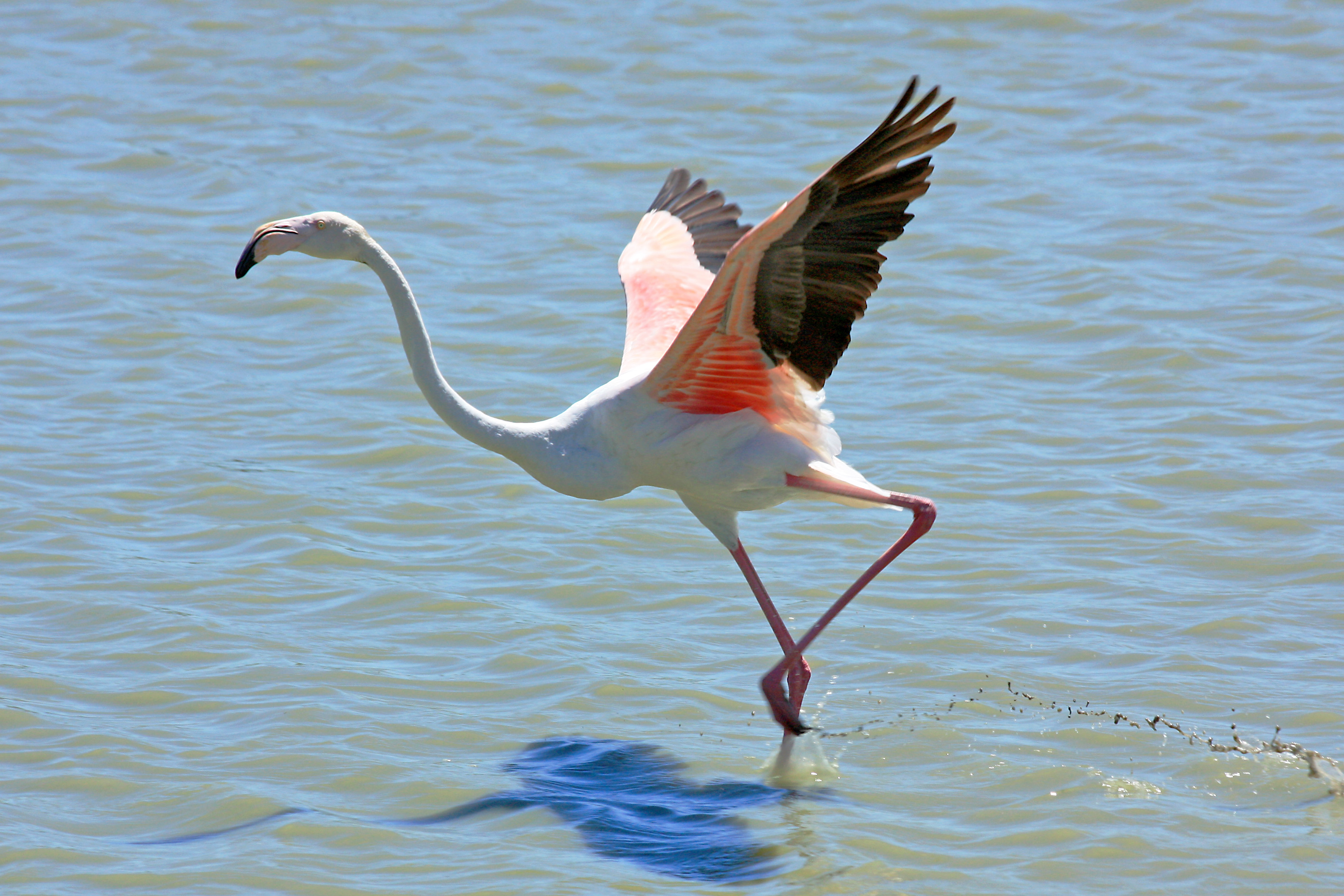
Flamant rose à l'envol.

L'ensemble lagunaire qui entoure la région de Palavas-les-Flots comprend sept étangs principaux, mais seuls l'étang du Méjean, l'étang du Grec, l'étang du Prévost et l'étang de l'Arnel sont situés sur le territoire de la commune.
Les étangs palavasiens et leur zone humide sont reconnus pour leur patrimoine par la Convention de Ramsar depuis 2008.
De nombreux oiseaux fréquentent ces étangs, on peut particulièrement dénombrer certaines espèces, telles que :
- l'avocette élégante (Recurvirostra avosetta), résidente ;
- le flamant rose (Phoenicopterus ruber), en hivernage ;
- le goéland d'Audouin (Larus audouinii), en hivernage ;
- le héron garde-bœufs (Bubulcus ibis), reproduction ;
- la mouette mélanocéphale (Larus melanocephalus), en hivernage ;
- la mouette rieuse (Chroicocephalus ridibundus), pour la reproduction ;
- la sterne naine (Sterna albifrons), reproduction ;
- la sterne pierregarin (Sterna hirundo), pour la reproduction.

### Personnalités liées à la commune

#### Personnalités artistiques

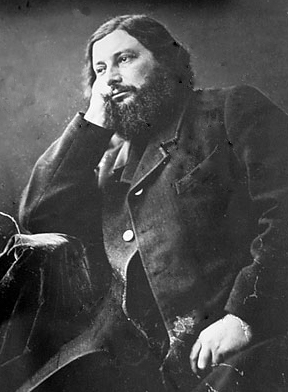
Gustave Courbet en 1881.

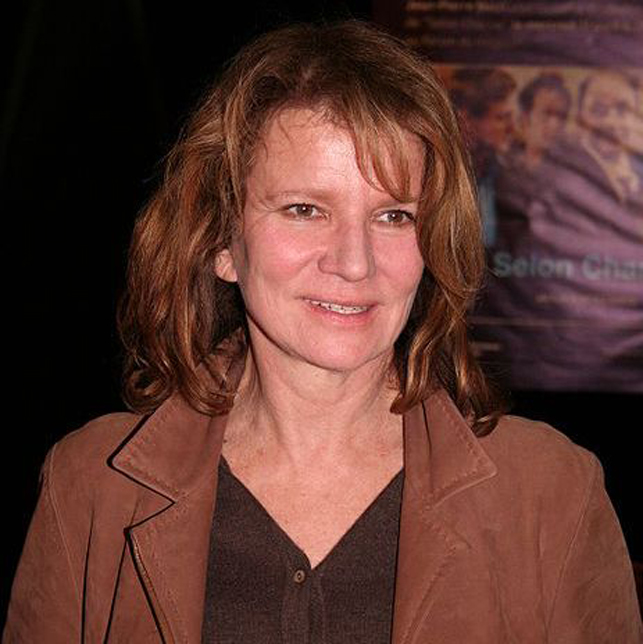
Nicole Garcia en 2012.

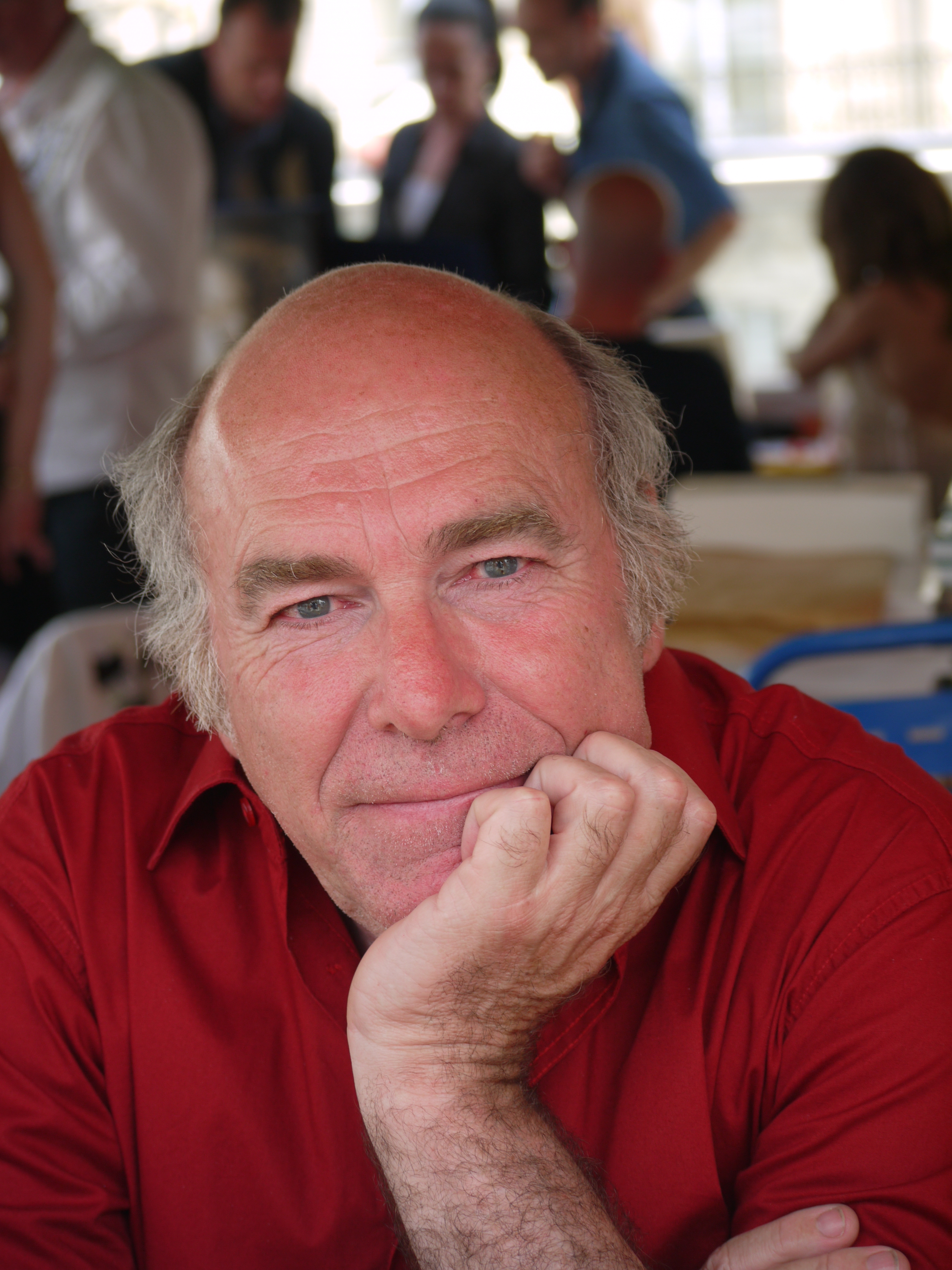
Roland Jolivet en 2010.

- Gustave Courbet (1819 - 1877),

Peintre peintre et sculpteur français. Originaire de Franche-Comté, l'artiste séjourna en 1854, à l'invitation de son ami, le collectionneur Alfred Bruyas. Il y peint d'abord une huile sur toile de 27 × 46 cm : Le Bord de la mer à Palavas (visible à Montpellier au musée Fabre), puis les bords de la mer à Palavas huile sur toile de 60 × 73,5 cm (visible au Muma, le Havre) et aussi mer calme a Palavas huile sur toile 74 × 93 cm de 1857 (visible au musée Paul Valery à Sète) dont la variante de 1869 est visible au Metropolitan museum of Art (New-York). Ces toiles petites (par leur format) inspireront cependant Eugène Boudin en 1859 et Whistler en 1865. Comme il l'expliquait à un journaliste, pour le peintre, il s'agissait avant tout de rendre un « paysage de mer » et non une « marine » traditionnelle. Ce journaliste l'a bien compris : « De même que Dieu a tiré le ciel et la terre du néant, de même Courbet tire ses marines de rien ou presque rien : trois tons sur sa palette, trois coups de brosse, comme il sait les donner, et voilà une mer et un ciel infini ! Prodigieux ! » Gilbert Randon, in Le Journal Amusant, Paris 1867.
- Albert Dubout (1905 - 1976),

Dessinateur humoriste et peintre français. Né à Marseille, Albert Dubout s'est pris de passion pour la petite ville et s'y rendait régulièrement depuis Montpellier, par le petit train à vapeur. Dans ses caricatures, il s'est d'ailleurs souvent moqué du « petit train de Palavas » et des touristes se rendant dans la petite station balnéaire avec ses grosses femmes et ses petits messieurs moustachus portant binocle afin de renforcer le côté comique.
- René Barjavel (1911 - 1985), écrivain français. Il a habité le village avec sa famille en 1940, Palavas ayant accueilli de nombreux réfugiés durant la Seconde guerre mondiale[155].
- Nicole Garcia (née en 1946)

actrice, réalisatrice et scénariste française. Née en Algérie, Nicole Garcia a terminé sa scolarité dans la ville voisine de Montpellier. En a qualité de réalisatrice, elle a tourné deux films dans la région et dont de nombreuses scènes d'actions ont été effectuées dans la station balnéaire.
- Roland Jolivet (1948 - 2015),

écrivain régionaliste et conteur de la ville de Montpellier et de ses alentours. En 1986, il est co-auteur avec Christian Jeanjean pour la publication de son premier livre portant sur la thématique de la vie palavasienne, nommée « la Reine des Plages de la Méditerranée » durant la Belle Époque.
- Douchka Esposito (née en 1963). En formation à la JAM, école régionale de musique jazz de Montpellier, la chanteuse française a élu domicile à Palavas-les-Flots dès 2016[157].
- Frédéric Lopez (né en 1967), animateur et producteur de télévision et animateur de radio français. Né à Pau dans les Pyrénées-Atlantiques, ce fils de croupier de casino a passé une partie de son enfance à Palavas-les-Flots[158].

#### Personnalités politiques
- Christian Jeanjean (né en 1942),

Homme politique français. Né à Montpellier, Christian Jeanjean a effectué ses études secondaires dans cette même ville, succédant à des études primaires effectuée à Palavas-les-Flots. Il est le maire de Palavas depuis 1989 et possède une bonne connaissance de l'histoire de la commune. Il fut également député de la 1re circonscription de l'Hérault ou se situe Palavas, entre 2002 et 2007.

#### Personnalités sportives
- François Mercier (1916 - 1966)

né le 19 juillet 1916 à Palavas-les-Flots, il s'agit d'un footballeur français ayant évolué au poste de milieu de terrain.
- Mohamed Dridi (1968 - 2016).

Champion de kick boxing, il remporte le titre de champion d'Afrique ABU de boxe anglaise en 2000 dans la catégorie des poids super-moyens ainsi que la ceinture internationale UBO des poids lourds-légers en 2011. Bien après avoir emporté son dernier titre, celui-ci sera assassiné par balle en décembre 2016 dans son appartement de Palavas-les-Flots.

### Palavas dans la culture populaire

#### Légende de la Dame blanche de Palavas
Un récit lié au mythe de l'auto-stoppeuse fantôme existe à Palavas, à la suite des témoignages produits, en mai 1981, auprès des services de police de Montpellier, par plusieurs jeunes personnes qui se déplaçaient ensemble dans une voiture sur le territoire de la commune. Ces personnes auraient été témoins de ce phénomène.

#### Les vacanciers du petit train de Palavas
Il s'agit d'une petite ligne de train local qui, dès son inauguration en mai 1872, connaît un succès immédiat. D'après l'historien ferroviaire Paul Génelot, le petit Train de Palavas a transporté environ 60 millions de voyageurs entre 1872 et 1968, soit 96 ans d'exploitation. La ligne a été croquée par le dessinateur Albert Dubout dès 1922. Il a représenté à sa façon, « son petit train » de manière carnavalesque et comique (grosses dames et petits messieurs), et en a profité pour se moquer des passagers estivants. Deux chansons ont évoqué le petit train de Palavas : la première qui servit pour le film de Roger Bessière sur ce train, paroles d'André Pierre et musique de Claude Estienne, la seconde avec des paroles de Pierre Nicot et une musique de Jack Starling. Cette ligne fut fermée en octobre 1968.

#### Le bateau de pêchemourre de pouar
Le mourre de pouar (« museau de cochon » en provençal) est un voilier de pêche traditionnel à fond plat qui était utilisé dans le golfe du Lion et qui fut donc emblématique pour les petits pêcheurs de Palavas-les-flots.

### Palavas dans les arts

#### Palavas dans la littérature

##### Évocations
Dans un de ses ouvrages, l'écrivaine française Emmanuelle Pagano avance que le terme de Palavas pourrait être lié à l'expression de « Pue-la-vase » en supposant que ce nom pourrait être lié aux eaux du Lez qui déposaient, autrefois, les boues des tannages de peaux et autre détritus que les tanneurs jetaient dans l’affluent du Lez, le Merdanson aujourd'hui appelé le Verdanson.
De son côté, l'écrivain français Léo Malet, dans son roman M'as-tu vu en cadavre ?, traite la station de « Pue-la-Vase-les-Flots ».

##### Récits
- Gaston, Chez nous à Palavas-les-Flots (album de dessins). Montpellier : Pat à pan, décembre 2014, 36 p.  (ISBN 978-2-919382-33-0)
- Pierre Pitiot, Famille en bord de mer : mémoires d'outre-plage. Pézenas : Domens, février 2013, 130 p.  (ISBN 978-2-35780-043-4)

##### Romans
- Serge Bellavista, Les Amants de Palavas, Le Boulou, S. Bellavista, 2006, 286 p.  (ISBN 2-9511543-3-X)
- Michel Embareck, Le Futon de Malte, Paris, La Branche, coll. « Suite noire », no 12, 2007, 95 p.  (ISBN 978-2-35306-011-5)
- Poésie : Palavas-les-Flots / Association Cadence art vocal. Palavas-les-Flots : Mairie de Palavas-les-Flots, 2017, 47 p.
- Les étangs magiques / lauréats du concours Lettres de sable 2008. Palavas-les-Flots (Maison du temps libre, rue des Lamparos, 34250) : Lettres de sable, 2008, 93 p.  (ISBN 978-2-9529463-3-9)[166].

##### Romans pour la jeunesse
« L'île à Lili » est une série d'albums pour enfants dont la trame se base sur les vacances d'un groupe d'enfants dans un camping de Palavas-les-Flots.

#### Palavas au cinéma
- 1947 : Voyage Surprise de Pierre Prévert avec Martine Carol;
- 1964 : La Dérive de Paula Delsol (le tournage a eu lieu en 1961 et 1962);
- 1975 : Le Gitan de José Giovanni avec Alain Delon;
- 1990 : Un week-end sur deux de Nicole Garcia avec Nathalie Baye;
- 2000 : Scènes de crimes de Frédéric Schoendoerffer avec Charles Berling;
- 2004 : Baigneuses à Palavas / Recto de Pierre Guy;
- 2010 : Le Bruit des glaçons de Bertrand Blier avec Albert Dupontel, Jean Dujardin, Audrey Dana, Anne Alvaro, Myriam Boyer;
- 2013 : Palavas-les-Flots, pourquoi aller ailleurs ? de Pierre Guy. (Documentaire);
- 2013 : Un beau dimanche de Nicole Garcia avec Louise Bourgoin et Pierre Rochefort;

#### Palavas à la télévision
- 2019 : La promesse de l'eau (téléfilm) de Christian Faure[réf. nécessaire]
- 2024 : Panda, série du TF1 avec Julien Doré (l'hôtel de ville de la commune héberge le commissariat de la série)
- 2024 : Killer Coaster sur Prime Vidéo , avec Alexandra et Audrey Lamy[167].

#### Palavas à la radio
- La Dame blanche de Palavas (série La France mystérieuse, des histoires fantastiques, présenté par Tom Novembre). Auteur : Fabrice Colin. France bleu, 24 juillet 2016[168].

#### Palavas dans la chanson
- 1974 : Je me casse à Palavas, musique de Francis Andrieux ; paroles de Jean-Marc Vignon ; interprété par Marc Charlan. Paris : les Éd. le Rideau rouge, 1974[169] ;
- 1994 : Palavas-les-Flots, par Anthony Dupray[170] ;
- 2003 : Pa Pa Pa Palavas-les-Flots, par Benoît Charest dans le film Les Triplettes de Belleville[171] ;
- 2004 : Palavas, par Stevo's Teen[172] ;
- 2012 : Á Pala-Palavas-les-flots, par Enriqué[173][source insuffisante];
- 2013 : Palavas, par Yvan et Vincent Tournier[174][source insuffisante].
- 2022 : Palavas-les-flots, par Odezenne.

##### Artistes
- Lady Palavas, groupe musical français de pop-rock : premier album, agent secret sorti en 2006, puis un deuxième album, les grandes vacances, sorti en 2010[175].

#### Palavas dans la peinture

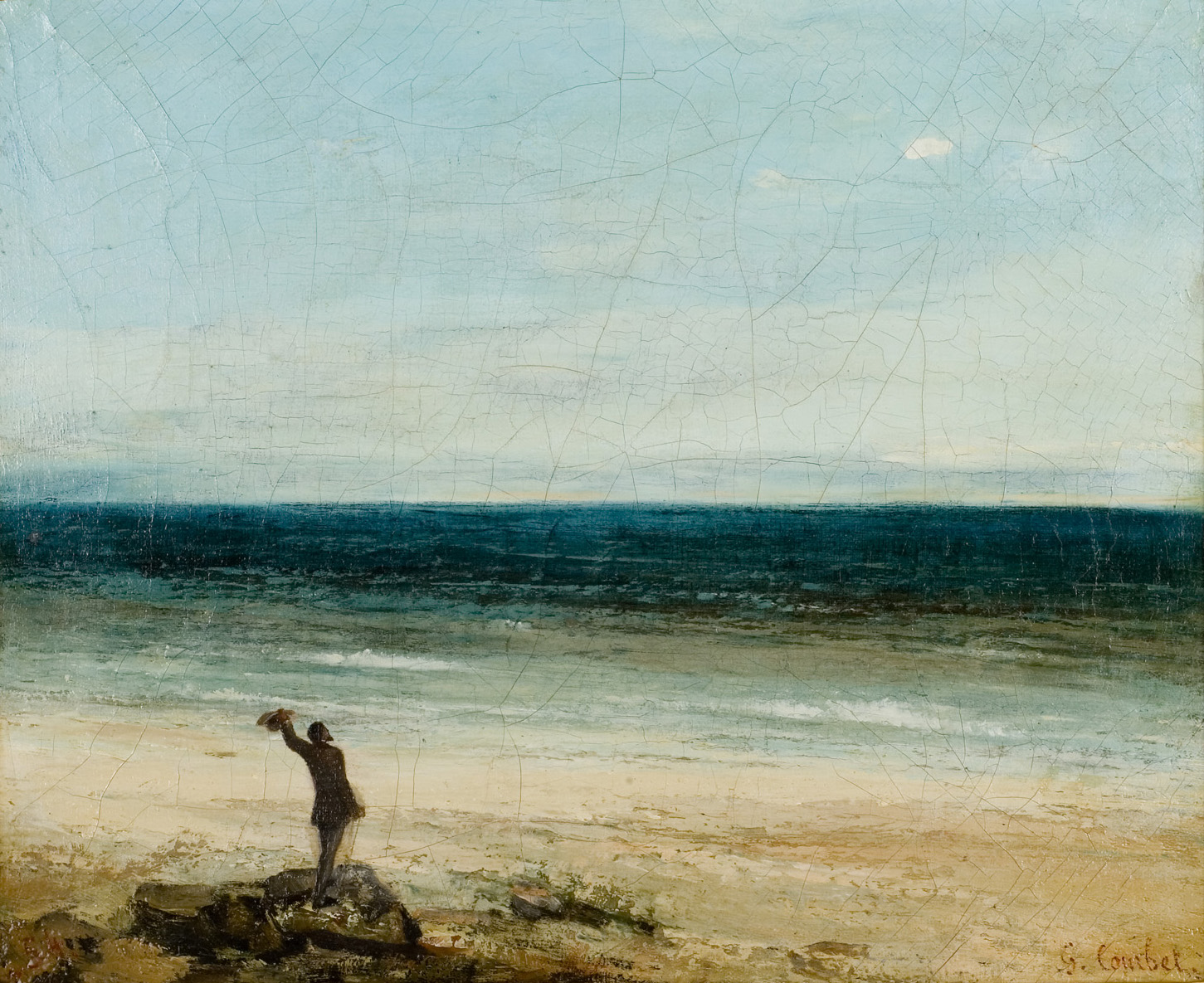
Gustave Courbet, Le Bord de la mer à Palavas (1854), Montpellier, musée Fabre.

- Gustave Courbet, Le Bord de la mer à Palavas (1854), huile sur toile, 27 × 46 cm, Montpellier, musée Fabre.
- Gustave Courbet, Les Bords de la mer à Palavas (1854), huile sur toile, 60 × 73,5 cm, Le Havre, MuMa[176].
- Gustave Courbet, Mer calme à Palavas (1857), huile sur toile, 74 × 93 cm, Sète, musée Paul-Valéry[177].
- Gustave Courbet, Mer calme à Palavas (1869), 59,7 × 73 cm, New York, Metropolitan Museum of Art.
- Jean Aristide Rudel, auteur de nombreuses toiles représentant des paysages locaux et dont la plupart sont exposées au musée du patrimoine Aristide Rudel, 533, avenue de l'Évêché de Maguelonne[178].

### Armes et devises

#### Armes
| Blason de Palavas-les-Flots | L'écu se blasonne : « d'argent à l'esquif de sable équipé du même et habillé d'une voile latine du champ voguant sur une mer d'azur agitée aussi de sable, au chef aussi d'azur chargé de deux clefs d'or contre-posées et affrontées en fasce. » |

#### Drapeau

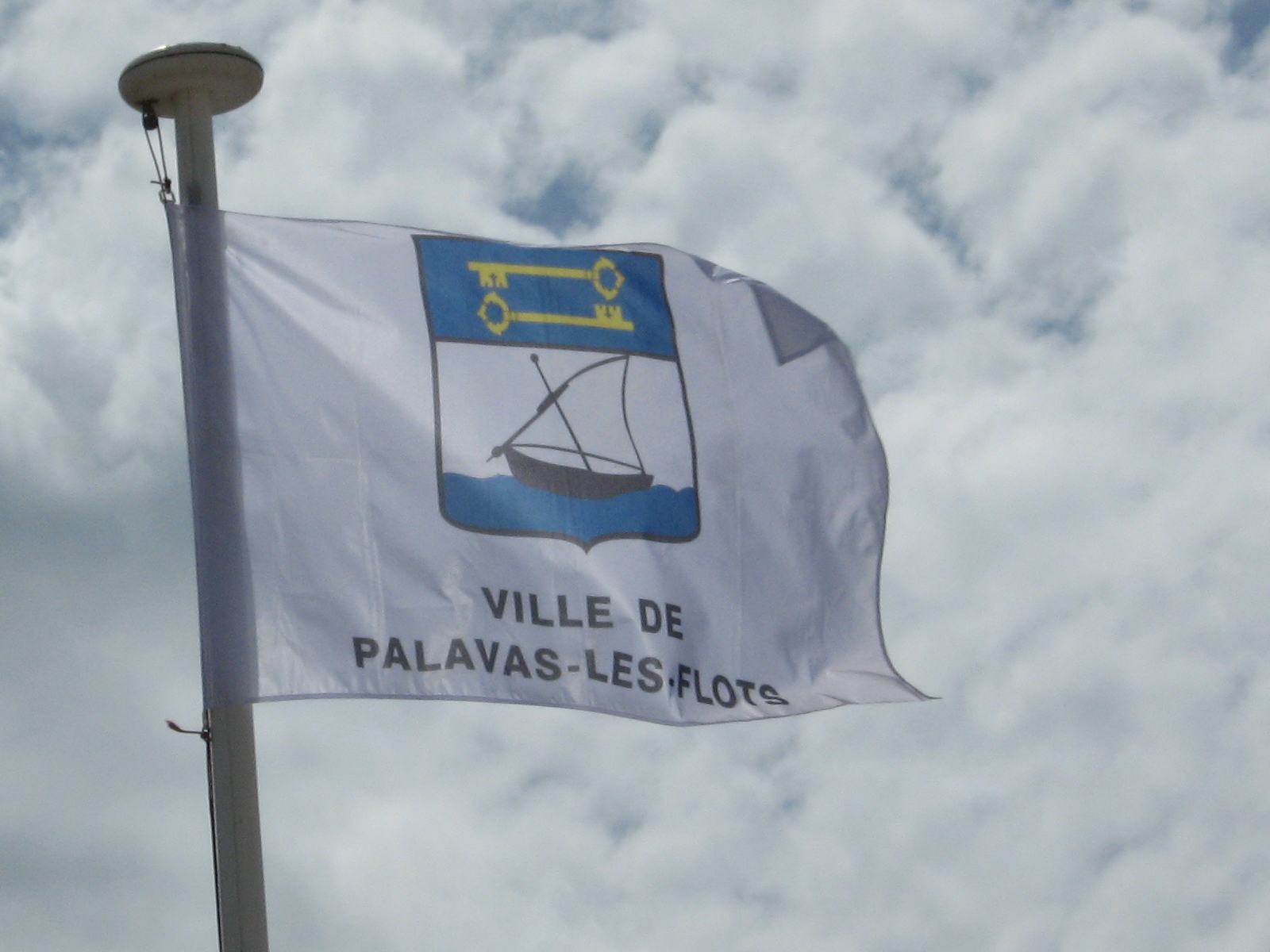
Drapeau de Palavas.

Le drapeau de Palavas-les-Flots est blanc avec l'écu de la commune au centre. L'ancien drapeau de Palavas-les-Flots était blanc avec l'ancien logo de la commune au centre.

#### Devises
Palavas-les-Flots ne possède pas de devise. Les devises (de type promotionnelle) citées ci-dessous sont reproduites dans les documents de la mairie ou ceux de l'office du tourisme.
- « Un univers entre ciel et mer » ;
- « Entre mer et nature » ;
- « Palavas-les-Flots, pourquoi aller ailleurs ? »[179].